# Cincinnati Art Museum

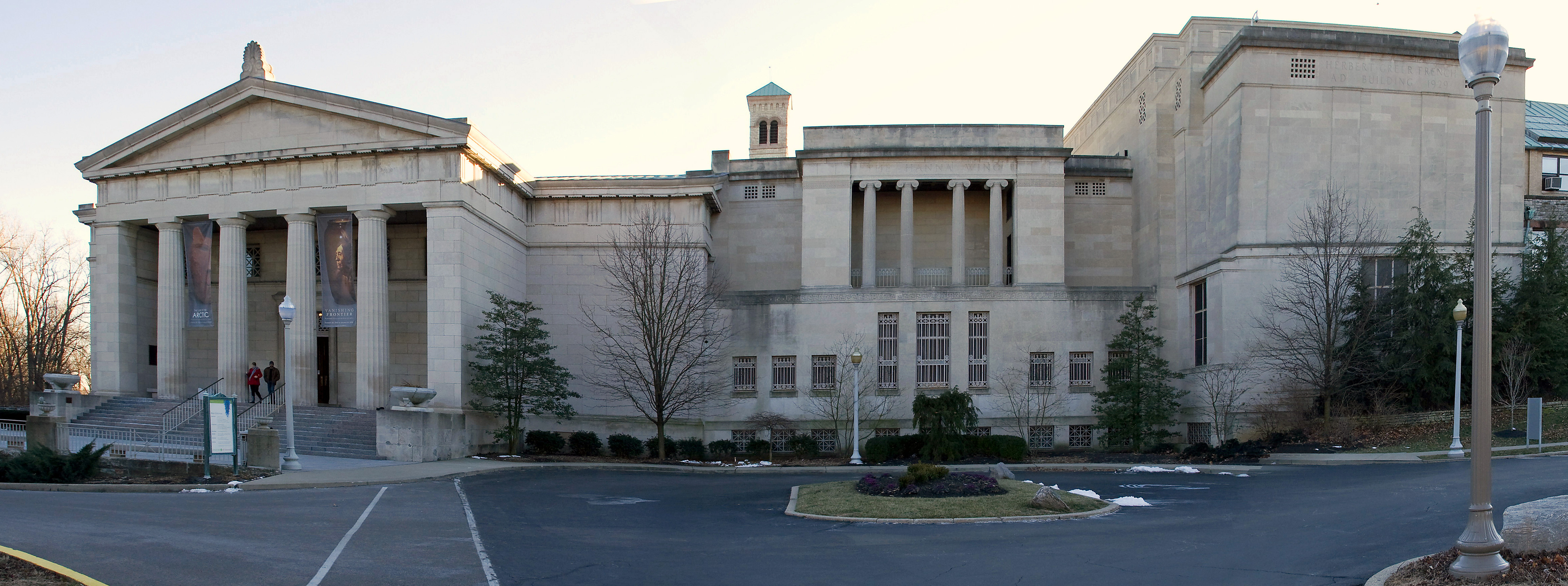
Cincinnati Art Museum, Ansicht von Norden mit Eingangsportal links und daneben verschiedenen Anbauten, im Hintergrund ein Turm des Ursprungsgebäudes

Das Cincinnati Art Museum ist ein 1881 begründetes Kunstmuseum in Cincinnati. Es befindet sich am östlichen Rand der Innenstadt im Eden Park in einem ab 1886 errichteten und mehrfach erweiterten Gebäudekomplex. Das Sammlungen beruhen vor allem auf Geschenke und Stiftungen von Bürgern der Stadt. Hierzu gehören Kunstwerke und Objekte aus nahezu allen Teilen der Welt, die rund 6000 Jahre Menschheitsgeschichte abbilden. Schwerpunkte der in 100 Ausstellungsräumen gezeigten Sammlungen sind Kunst und Kunsthandwerk aus dem Bereich der Vereinigten Staaten und aus Europa, sowie Exponate aus Afrika, Japan und dem mittleren Osten. Neben Gemälden, Skulpturen, Zeichnungen, Druckgrafik und Fotografien stellt das Museum Musikinstrumente, Kleidung, Textilien und angewandte Kunst bis hin zu verschiedenen Period Rooms aus. Darüber hinaus präsentiert das Museum jährlich mehrere Ausstellungen und bietet ein umfangreiches Bildungsprogramm an.

## Geschichte
Cincinnati entwickelte sich im 19. Jahrhundert von einer Siedlung mit weniger als 1.000 Einwohnern zu einer der zehntgrößten Städten der Vereinigten Staaten. Transport, Handel und Industrie trugen zum Aufstieg und Wohlstand der Stadt bei. In diesem Umfeld spielten früh die Künste eine wichtige Rolle, insbesondere in den Bereichen Musik und Malerei. Die Stadt war Heimat zahlreicher Bühnen und eine Reihe von Künstlern lebten hier. In den Jahrzehnten vor Gründung des Cincinnati Art Museums gab es in der Stadt verschiedene Orte, an denen Kunst gezeigt wurde und einige Institutionen, die sich als Museum bezeichneten. Diese waren jedoch keine Kunstmuseen im engeren Sinn. Bereits 1818 entstand das von dem Maler Ralph Letton begründete Letton’s Museum, in dem unterschiedlichste Gegenstände wie Wachsfiguren, Kuriositäten, Tierpräparate, Mineralien und indianisches Kunsthandwerk zu sehen waren. Darüber hinaus zeigte er in der bis 1836 bestehenden Sammlung 50 Bildnisse von Bürgern der Stadt. Ebenfalls 1818 wurde mit dem Dr. Daniel Drake’s Western Museum eine naturhistorische Sammlung in der Stadt begründet. Zu dessen Mitarbeitern gehörte zeitweise der Ornithologe und Zeichner John James Audubon. Nach finanziellen Schwierigkeiten übernahm 1823 der Ausstellungsmacher Joseph Dorfeuille das Museum und stellte vor allem Wachsfiguren und Dioramen aus. 1828 begründete der Porträtmaler Frederick Franks mit der Gallery of Fine Arts einen kommerziellen Kunstsalon. Darüber hinaus unterrichtete er andere Maler der Stadt. 1839 übernahm er von Dorfeuille das Western Museum und wandelte es in eine Art Gruselkabinett um. Einen ähnlichen Rahmen bot 1829–1830 Frances Trollope, deren bizarr-exotische Ausstellung Mrs Frances Trollope’s Exotic Bazaar oder Trollope’s Folly genannt wurde.
Im Bereich der Kunsterziehung gehörte der aus Preußen stammende Maler und Bildhauer Frederick Eckstein zu den Pionieren in Cincinnati. Er unterrichtete ab 1823 an der Miss Bailey’s School for Young Ladies, bevor er 1828 die Academy of Fine Arts begründete. Diese Kunstakademie konnte zwar eine erste Kunstausstellung mit mehr als 100 Exponaten präsentieren, der Kunstunterricht musste jedoch nach wenigen Monaten wieder eingestellt werden. Ähnlich erging es Godfrey Frankenstein und John L. Whetstone, die 1838 einen erneuten Versuch der Gründung einer Kunstakademie unternahmen. Nachhaltiger wirkte die 1854 von Sarah Worthington King Peter begründete Ladies Academy of Fine Arts. Neben Kunstunterricht für Frauen begann diese Institution mit dem Aufbau einer Sammlung von Kopien bekannter Kunstwerke. Diese Kollektion gilt als erste öffentliche Kunstsammlung der Stadt. Darüber hinaus entstanden private Kunstsammlungen, wie die des wohlhabenden Geschäftsmanns Nicholas Longworth. Er unterstützte beispielsweise den Bildhauer Hiram Powers und den afroamerikanischen Maler Robert S. Duncanson. Zu seiner Kunstsammlung gehörte das Gemälde Ophelia and Laertes von Benjamin West, das sich heute im Cincinnati Art Museum befindet. Der Ruf von Cincinnati als Stadt für bildende Künstler wurde wesentlich von der 1869 gegründeten McMicken School of Design geprägt, aus der die heutige Art Academy of Cincinnati hervorging.

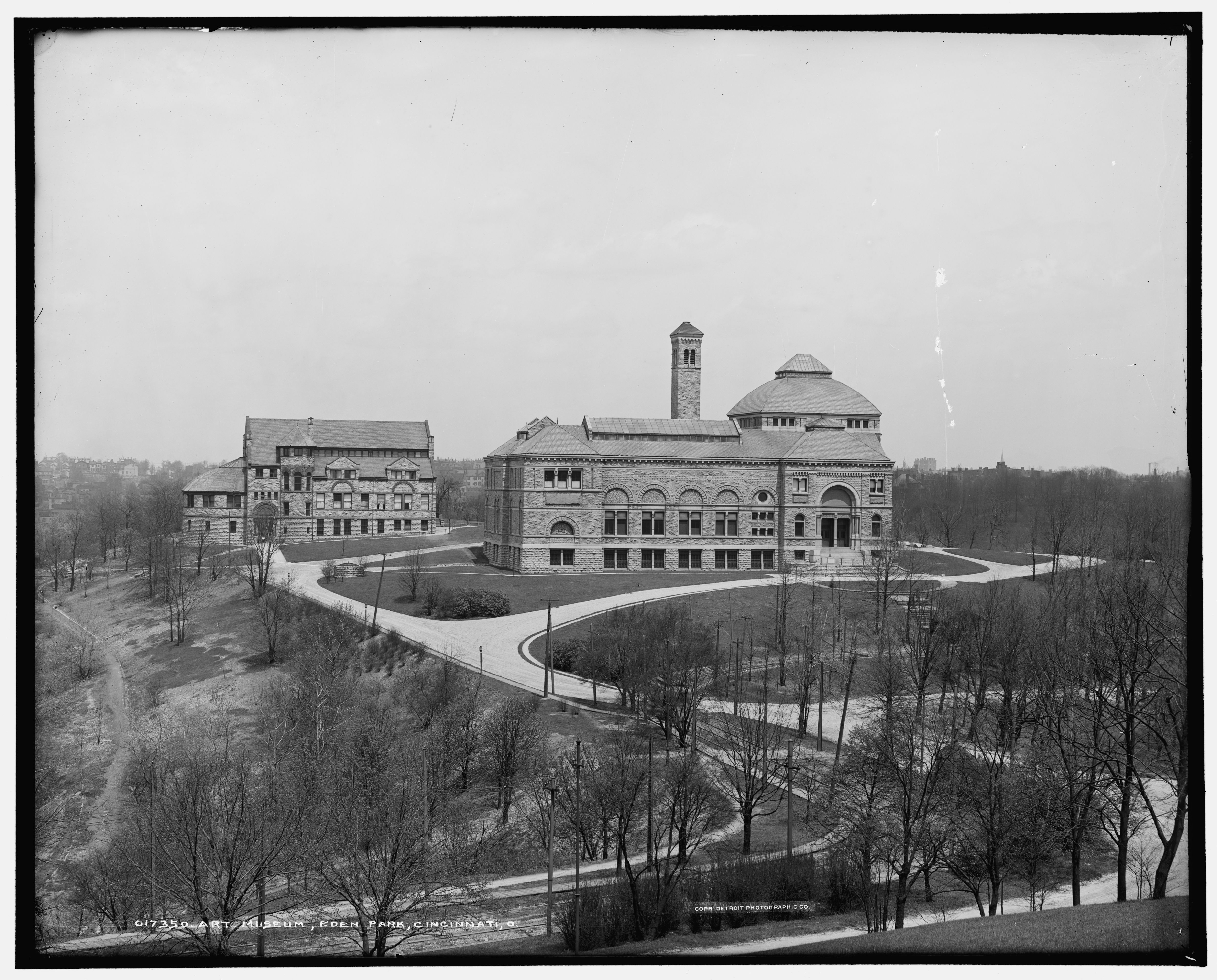
Ensemble von Art Academy of Cincinnati und Cincinnati Art Museum, Foto um 1900

Impulsgebend für die Gründung des Cincinnati Art Museum war die Weltausstellung Centennial Exhibition 1876 in Philadelphia. Im dort aufgestellten Woman’s Pavilion gab es einen Cincinnati Room, in dem Holzschnitte, Porzellanmalerei und Textilarbeiten von Frauen zu sehen waren. Verantwortlich für die Auswahl der Exponate war das hierzu berufene Woman’s Centennial Executive Committee. Hieraus entstand nach der Weltausstellung am 28. April 1877 die Woman’s Art Museum Association, eine Vereinigung von Frauen, die die Gründung eines Kunstmuseums in Cincinnati anstrebte. Zur Errichtung eines Museumsgebäudes spendete der Geschäftsmann Charles W. West 1880 einen Betrag von 150.000 US-Dollar, unter der Bedingung, die Bürger der Stadt sollten innerhalb eines Jahres den gleichen Betrag aufbringen. Tatsächlich konnte dieser weitere Betrag in nur einem Monat zur Verfügung gestellt werden. Es folgte am 15. Februar 1881 die Gründung der Cincinnati Museum Association als Trägergesellschaft. Die Stadt Cincinnati stellte 1882 zum Bau des Museumsgebäudes ein 800 Hektar großes Grundstück im Eden Park am östlichen Rand der Innenstadt zur Verfügung. Planung und Neubau nach Plänen von James W. McLaughlin (1834–1923) im Stil der Richardsonian Romanesque erfolgten von 1882 bis 1887 im Ensemble mit einer Museumsschule, der Art Academy of Cincinnati.

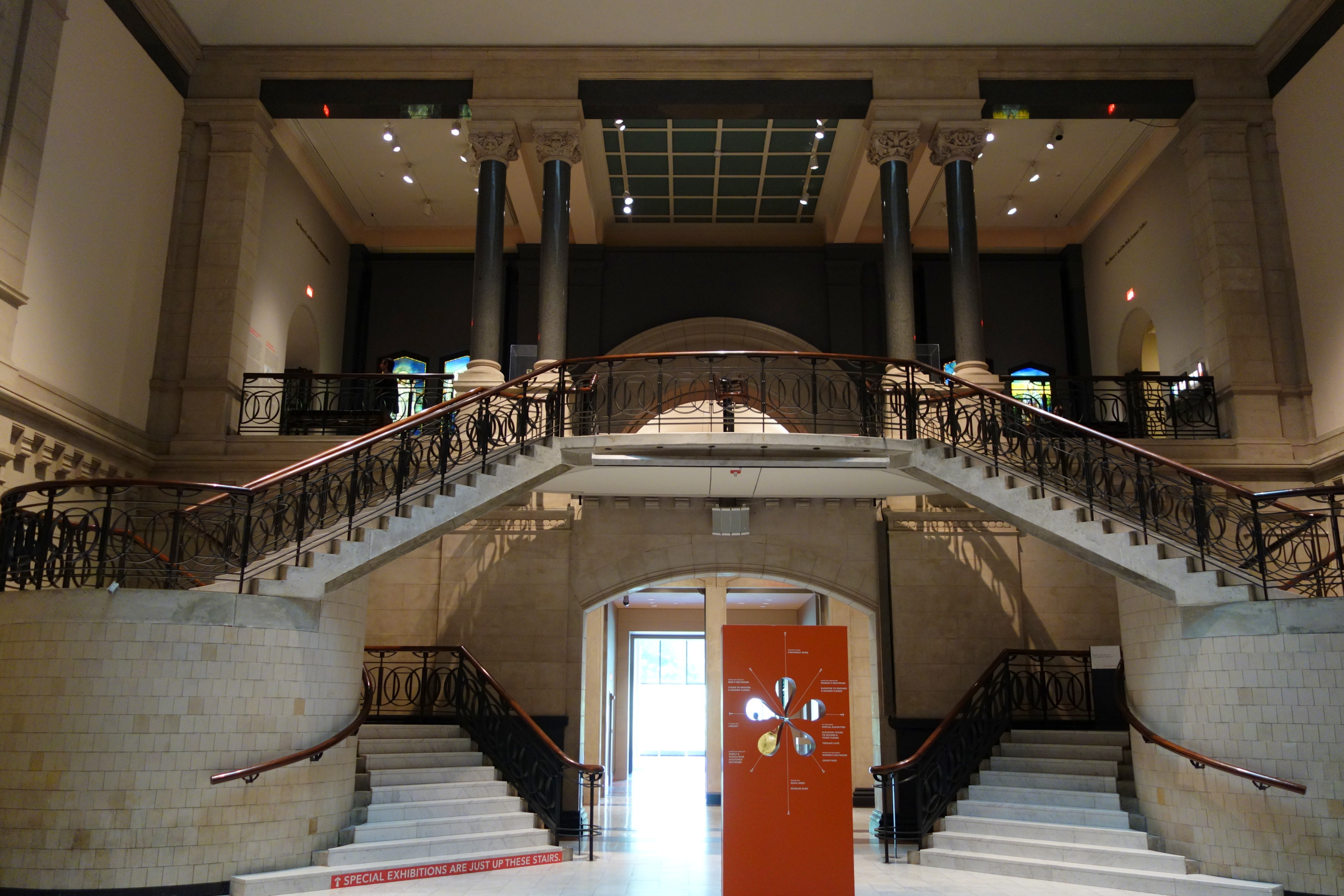
Eingangsbereich des ersten Museumsgebäudes mit historischem Treppenhaus von 1886

Erster Direktor des Museums wurde Alfred T. Goshorn, der zuvor Ausstellungen von Industrie- und Verbrauchsgüter organisiert hatte. Unter seiner Leitung sollte das Museum „den öffentlichen Geschmack fördern und auch lehren“. Für die Konzeption des neuen Museums diente das Victoria and Albert Museum in London als Vorbild. Beim Bau kamen bläulicher Kalkstein aus der Region und roter Granit aus Missouri zum Einsatz. Durch spätere Abrisse, Umbauten und Erweiterungen ist vom ursprünglichen Gebäude von außen nur wenig sichtbar. Lediglich die Westfassade sowie Kuppel und Türme sind noch zu erkennen. Im Inneren ist der Originaleingang mit kanadischen Granitsäulen erhalten. Bei der Eröffnung des Museumsgebäudes am 17. Mai 1886 wurde es als Art Palace of the West (Kunstpalast des Westens) gepriesen.
Noch bevor das Museum über ein eigenes Haus verfügte, konnte mit einer Kopie des Freskos Die Schule von Athen nach Raffael die Sammlung begründet werden. Es folgten, auch durch eine Stiftung von Joseph Longworth im Jahr 1882, weitere Werke, etwa von Carl Friedrich Lessing, Andreas Achenbach, Emanuel Leutze und Eastman Johnson. Hinzu kamen im selben Jahr Waffen und Rüstungen aus der Sammlung Hilliford. Diese frühen Sammlungsbestände wurden zunächst in angemieteten Räumen der Cincinnati Music Hall gezeigt. Die Sammlung wuchs nach Bezug des eigenen Museums kontinuierlich an, wobei vor allem Mäzene zum Ausbau beitrugen. 1887 gelangten als Geschenk von Thomas Cleneay 20.000 Objekte indianischer Kunst ins Museum. 1889 zeigte der Händler Carl Steckelmann seine umfangreiche Sammlung afrikanischer Kunst im Museum. Direktor, Vorstand und Freunde des Museum beschlossen danach den Ankauf dieser Sammlung. Das Cincinnati Art Museum besaß damit als erstes Museum der Vereinigten Staaten Kunst aus Afrika. Zu den weiteren frühen Erwerbungen gehörten Abgüsse von Antiken, darunter eine Replik der Nike von Samothrake im Louvre.
Früh begann das Museum Werke von Künstlern aus Cincinnati zu erwerben. So gelangte 1892 das Gemälde Peasant Woman of Borst der Künstlerin Elizabeth Nourse in die Sammlung. 1894 organisierte Museumsdirektor Goshorn eine Ausstellung zeitgenössischer Kunst und erwarb im Anschluss mehrere Werke moderner amerikanischer Maler. So fanden Bilder von Childe Hassam, John Henry Twachtman, Joseph DeCamp und Robert Frederick Blum Eingang in die Sammlung. Darüber hinaus Schenkte der aus Cincinnati stammenden Maler Frank Duveneck dem Museum zahlreiche seiner Werke, beispielsweise sein bekanntes Bild Whistling Boy.
Für die rasch wachsende Sammlung wurde bald ein Erweiterungsbau notwendig. Jacob G. Schmidlapp stiftete hierfür zur Erinnerung an seine Tochter Emma Louise die finanzielle Mittel. Der Schmidlapp Wing genannte Anbau mit einer Bibliothek und weiteren Ausstellungsräumen wurde nach Plänen von Daniel Burnham mit dorisch-griechischen Elementen im Stil des Neoklassizismus errichtet. Nach dem Tod von Alfred T. Goshorn 1902 folgte Joseph Henry Gest als Direktor. Unter seiner Leitung kam es zur systematischen Katalogisierung der Sammlungen, einer intensiven Zusammenarbeit mit Schulen und es begann der Unterricht in Kunstgeschichte im Museum. 1910 gelangte die Sammlung John J. Emrey mit Werken von Giovanni Battista Tiepolo, Mary Cassatt und Alfred Sisley ins Museum. Für die Unterbringung der erweiterten Sammlungen stifteten die Schwestern Eliza and Mary Ropes Geld für einen Erweiterungsbau. Der nach ihnen benannte Ropes Wing wurde von den Architekten Garber und Woodward entworfen und 1910 eröffnet.
Als weitere bedeutende Stiftung kam 1927 die Altmeistersammlung von Mary M. Emery ins Haus. Hierzu gehören Werke von Frans Hals, Andrea Mantegna, Bartolomé Esteban Murillo und Tizian sowie Bilder des 19. Jahrhunderts von Jean-François Millet und Théodore Rousseau. Hinzu kam die Sammlung Herbert Greer French mit umfangreicher Druckgrafik und 1940 die Schenkung der Sammlung Emilie L. Heine mit mehreren Werken von Jean-Baptiste Camille Corot und Gemälden anderer Künstler. Von weiterer Bedeutung war die Stiftung von Fanny Bryce Lehmer, deren Ankaufsfonds die gezielte Erweiterung der Sammlungen ermöglichte. Architektonisch konnte das Museum 1965 durch den Adams-Emery Wing und 2003 durch den Cincinnati Wing erweitert werden. Seit 2007 arbeitet das Rotterdamer Architekturbüro Neutelings Riedijk Architects an einem auf 20 Jahre angelegten Masterplan zur Umgestaltung des Museums. Neben verschiedenen Umbauten ist ein neuer Eingang und ein 60 Meter hoher Turm vorgesehen. Als weiterer Ergänzungsbau wurde 2013 der Longworth Wing eröffnet. Seit 2014 ist Cameron Kitchin Direktor des Cincinnati Art Museums.

## Sammlungen

### Antike und islamische Kunst
Die Sammlung antiker Kunst im Cincinnati Art Museum umfasst Artefakte aus verschiedenen Regionen am Mittelmeer und des Nahen Ostens aus der Zeit von 4000 vor unserer Zeitrechnung bis in die ersten Jahrhunderte danach. Bereits 1886 konnten erste Stücke für diesen Sammlungsteil erworben werden. Zu sehen sind vor allem ägyptische, griechische und römische Exponate. Neben Steinskulpturen, Metallarbeiten, Wandreliefs und Keramikgefäßen, gibt es beispielsweise einen altägyptischen Mumiensarkopharg. Besonders umfangreich ist die Sammlung von Skulpturen und Architekturfragmenten der Nabatäer aus dem Gebiet des heutigen Jordanien. Im Bereich der islamischen Kunst gibt es beispielsweise eine mit Keramikmosaiken geschmückte Mihrāb aus dem Iran oder Zentralasien und einen reich bemalten Keramikteller aus dem Nordwestiran, den neben floralen Motiven auch eine Personendarstellung zeigt. Aufwendige Holzschnitts- und Einlegearbeiten finden sich im Damaskus Room, einer rekonstruierten Zimmereinrichtung aus einem Haus in Damaskus.

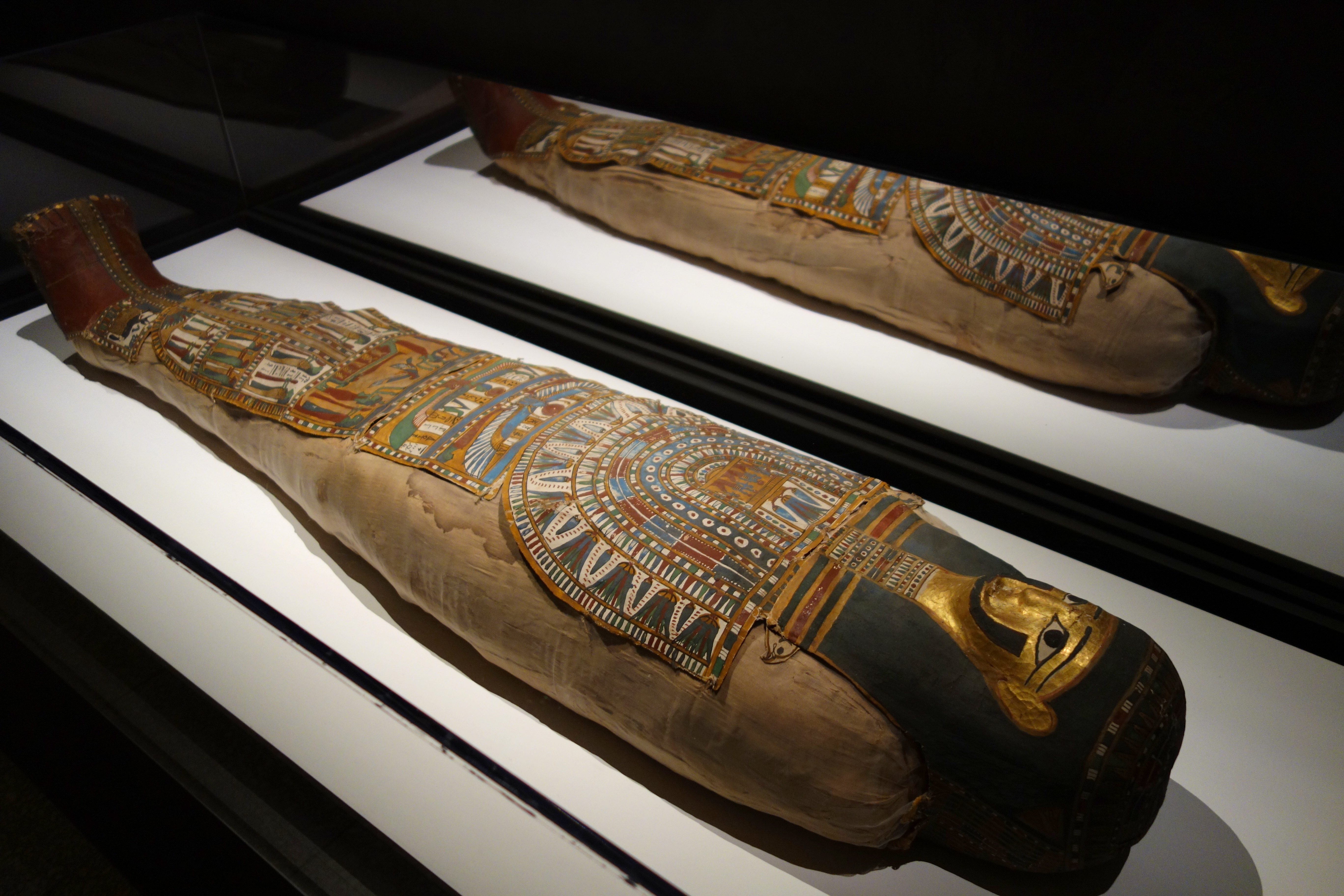
Ägyptische Mumie eines Mannes aus Ptolemäischer Zeit, 332 v. Chr.
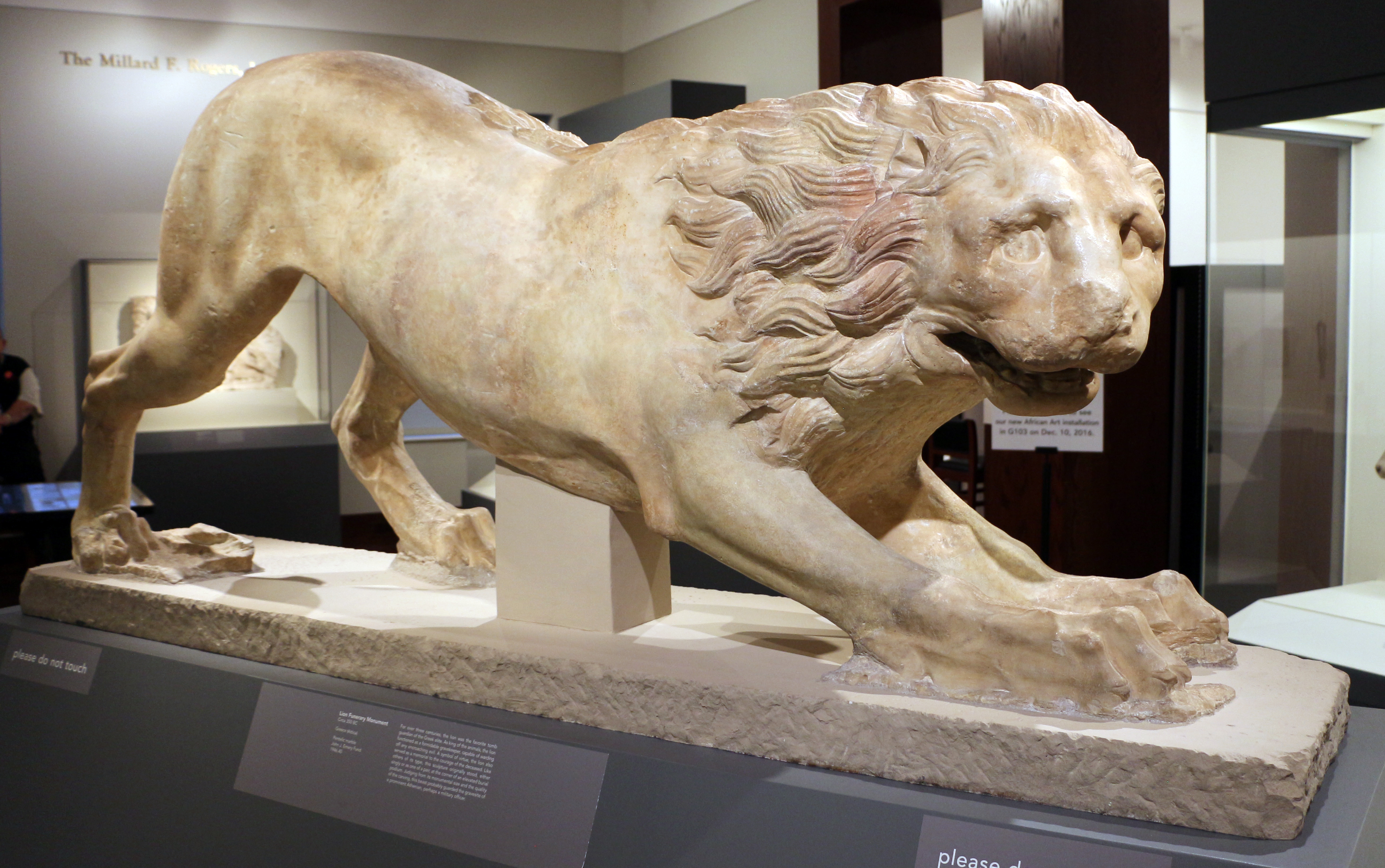
Griechische Skulptur eines Löwen, Grabdenkmal, etwa 350 v. Chr.
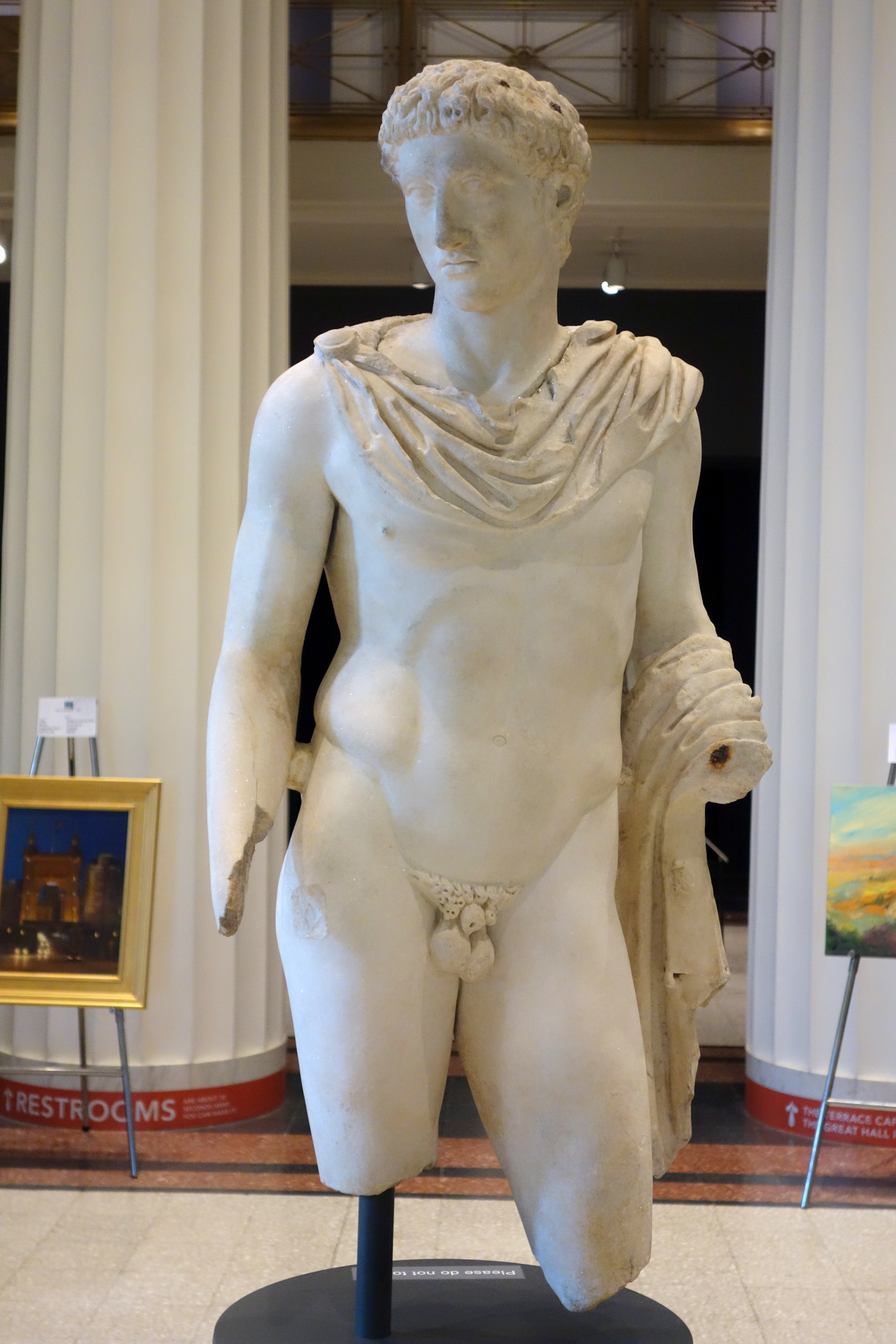
Griechischer Gott oder Held, römische Skulptur 54–68 n. Chr.
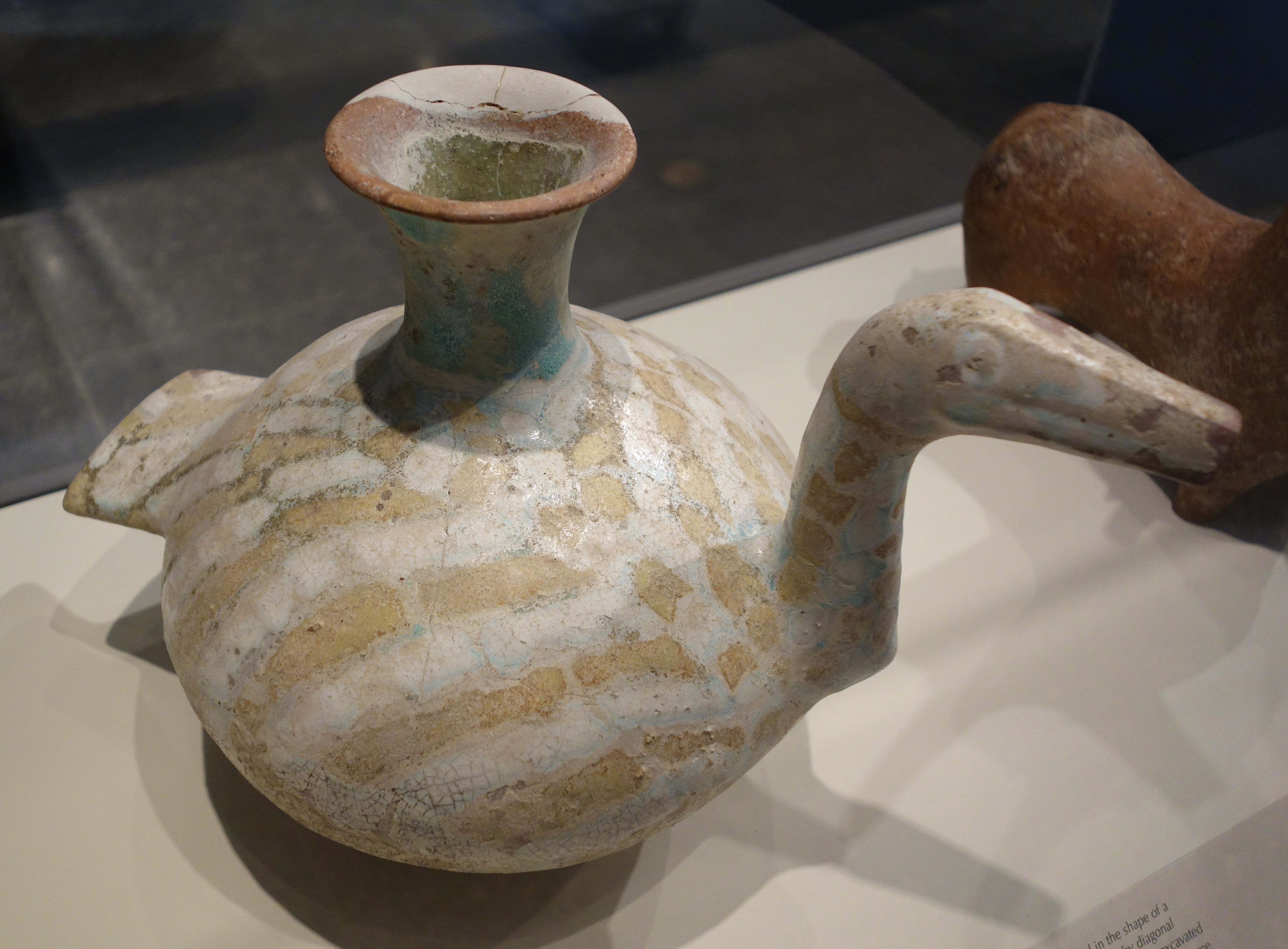
Bemalte und glasierte Vase aus dem Gebiet des heutigen Iran, 8. oder 7. Jahrhundert v. Chr.
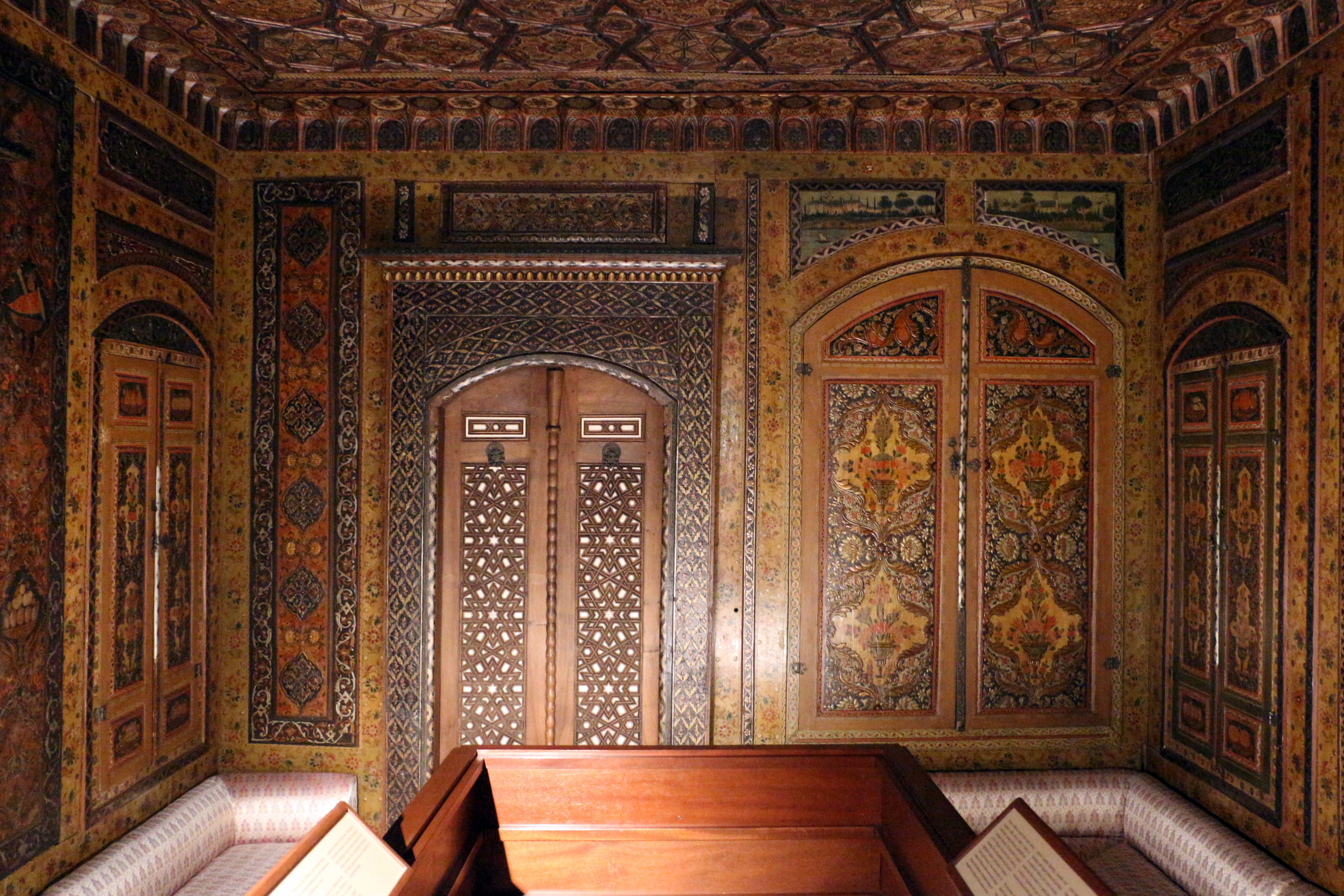
Raumdekoration im so genannten Damaskus Room

### Asiatische Kunst
Die Sammlung asiatischer Kunst im Cincinnati Art Museum gehört zu den ältesten ihrer Art in den Vereinigten Staaten. Ein Schwerpunkt der mehr als 5000 Ausstellungsstücke umfassenden Sammlung sind Objekte aus China. Hier gibt es Töpferwaren, Porzellan, Jade-, Elfenbein- und Lackarbeiten, buddhistische Skulpturen, Malerei und Drucke, Bronzen, Email- und andere Metallwaren, Wandschirme und Möbel. Einen weiteren Schwerpunkt bildet die Sammlung japanischer Kunst. Auch hier gibt es Porzellan, Metall- und Lackarbeiten, Wandschirme, Malerei und Drucke. Darüber hinaus besitzt das Museum einige Waffen und Rüstungen sowie Elfenbeinschnitzereien und anderes Kunsthandwerk. Weiterhin verfügt das Museum über einige Exponate aus Indien. Zu sehen sind buddhistische und hinduistische Skulpturen und eine Sammlung von etwa 100 Objekten der Miniaturmalerei.

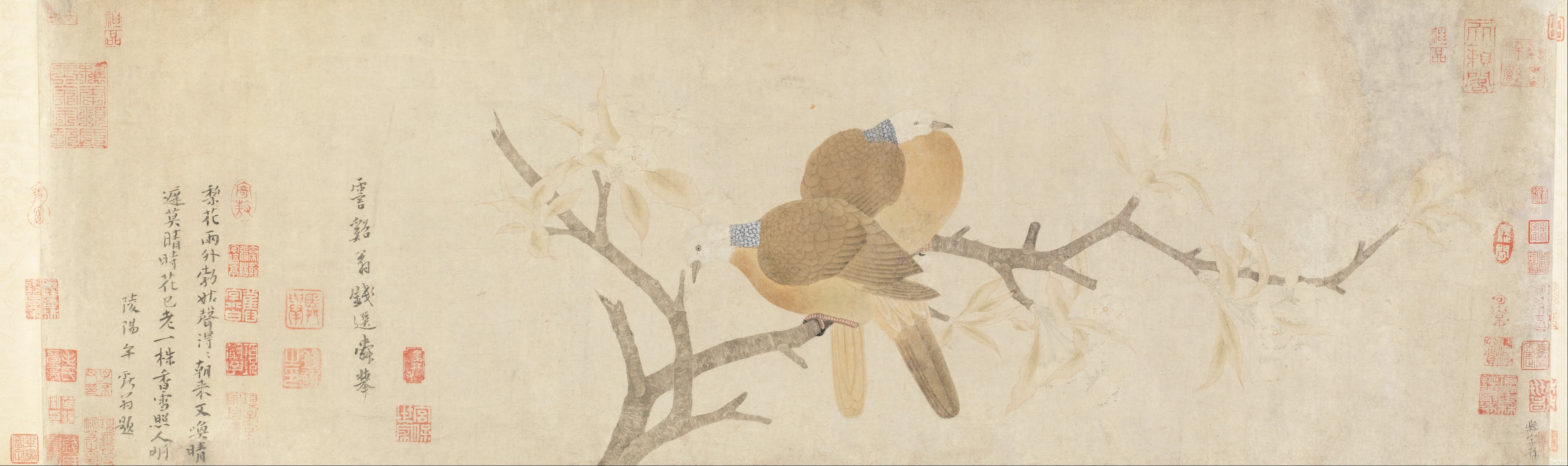
Qian Xuan: Tauben und Birnenblüte nach dem Regen 1266–1300
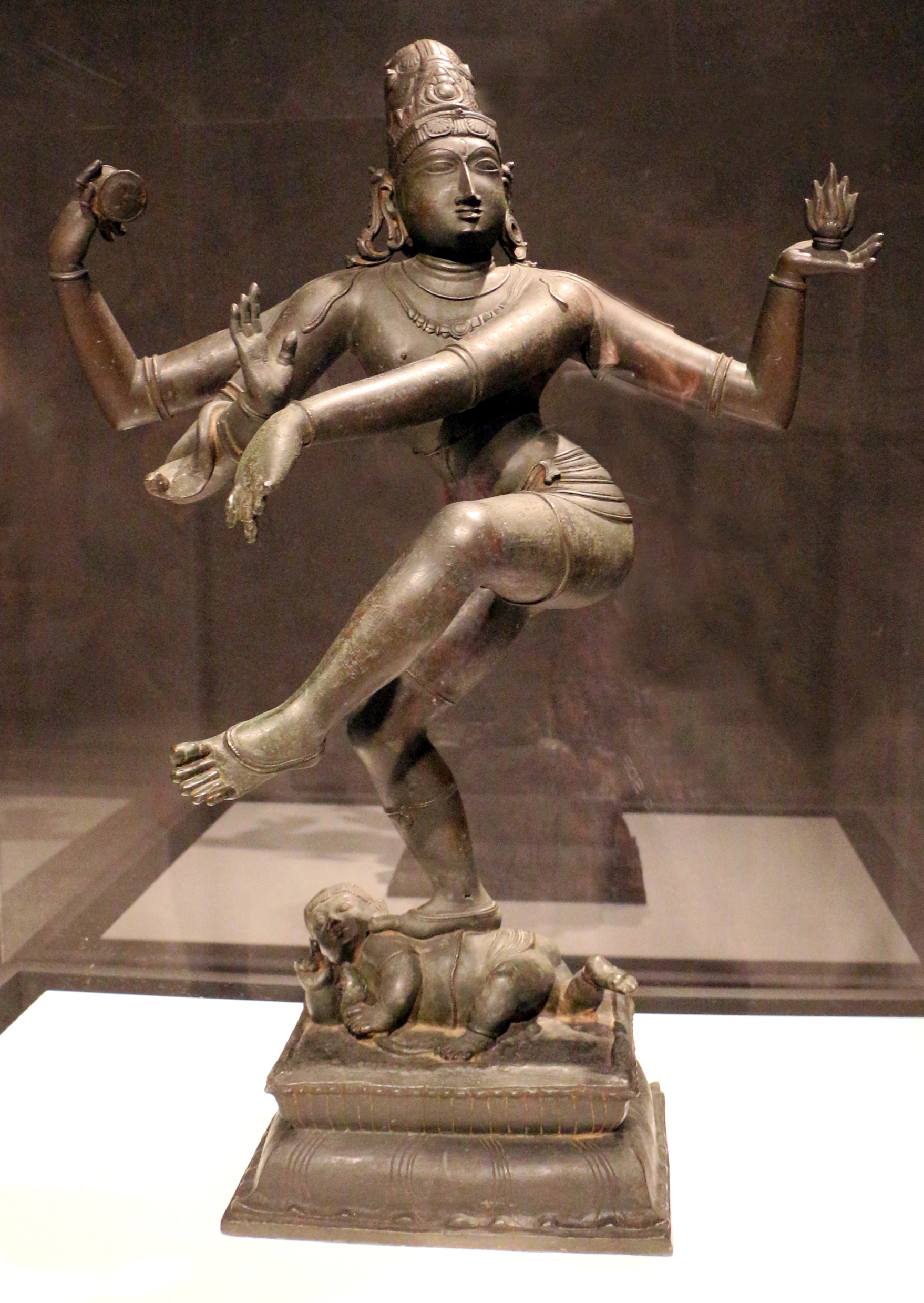
Indien: Shiva-Nataraja 16.–17. Jahrhundert
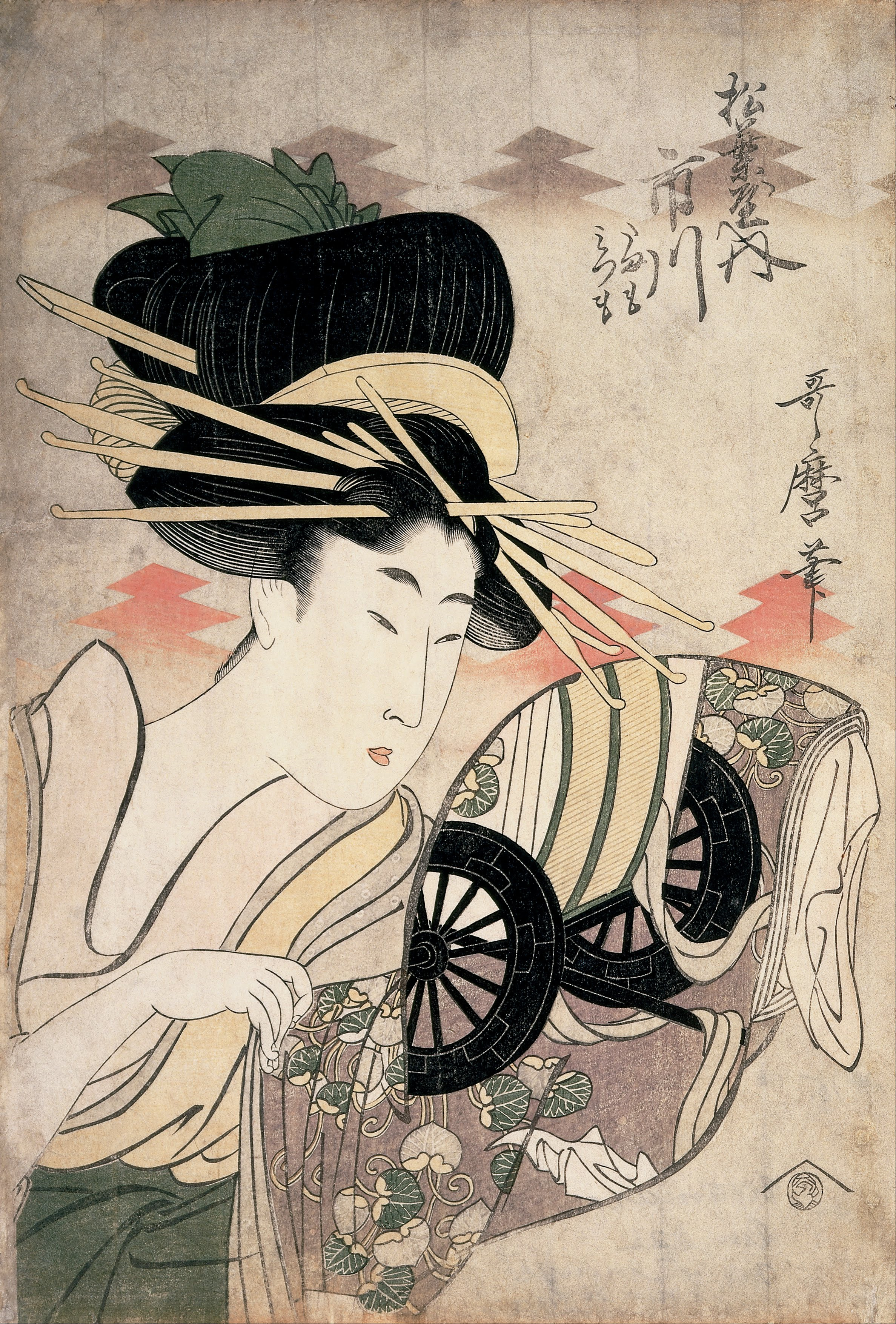
Kitagawa Utamaro: Die Kurtisane Ichikawa aus dem Hause Matsuba-Ya Ende 18. Jahrhundert
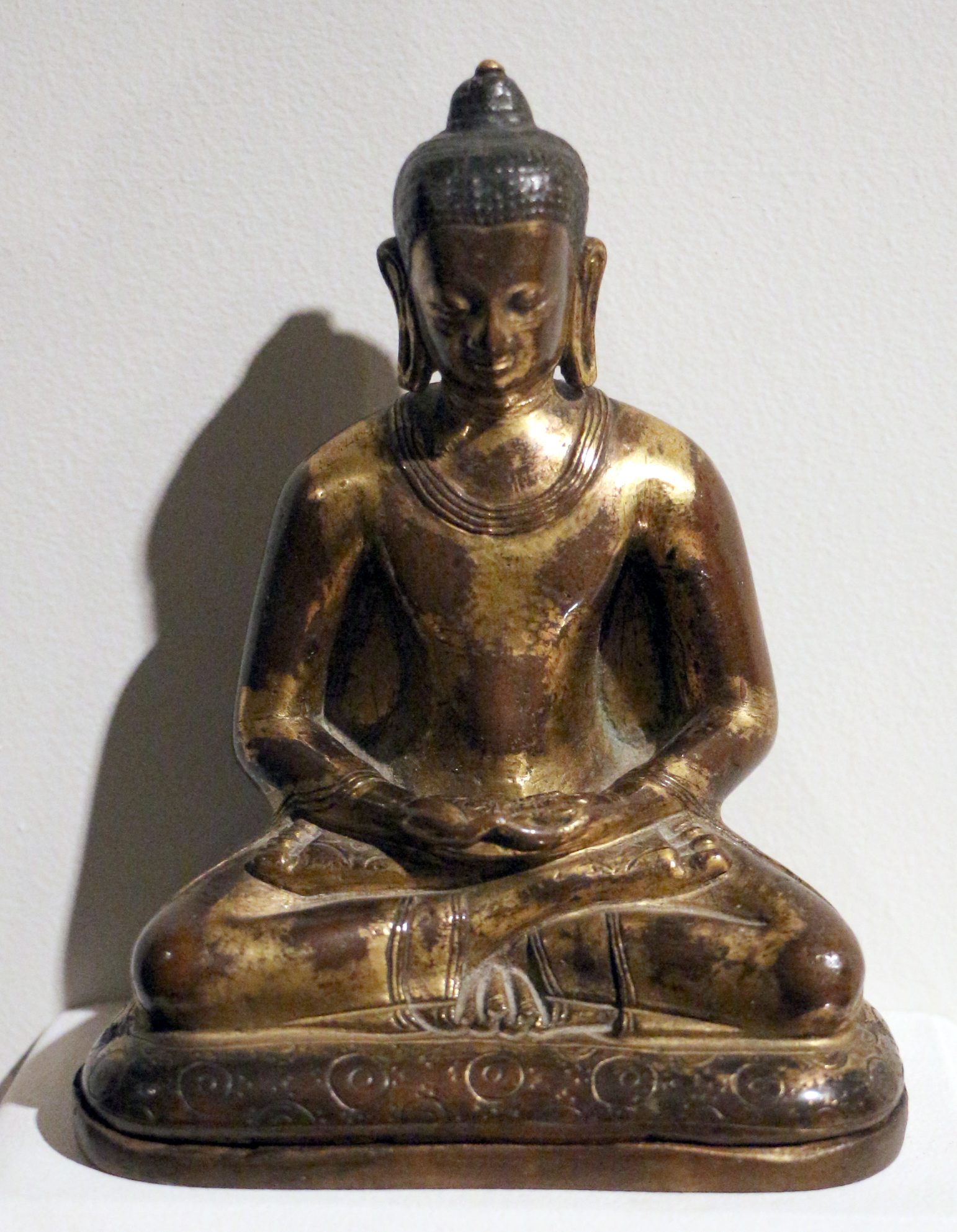
Nepal: Buddhastatue 11. oder 12. Jahrhundert
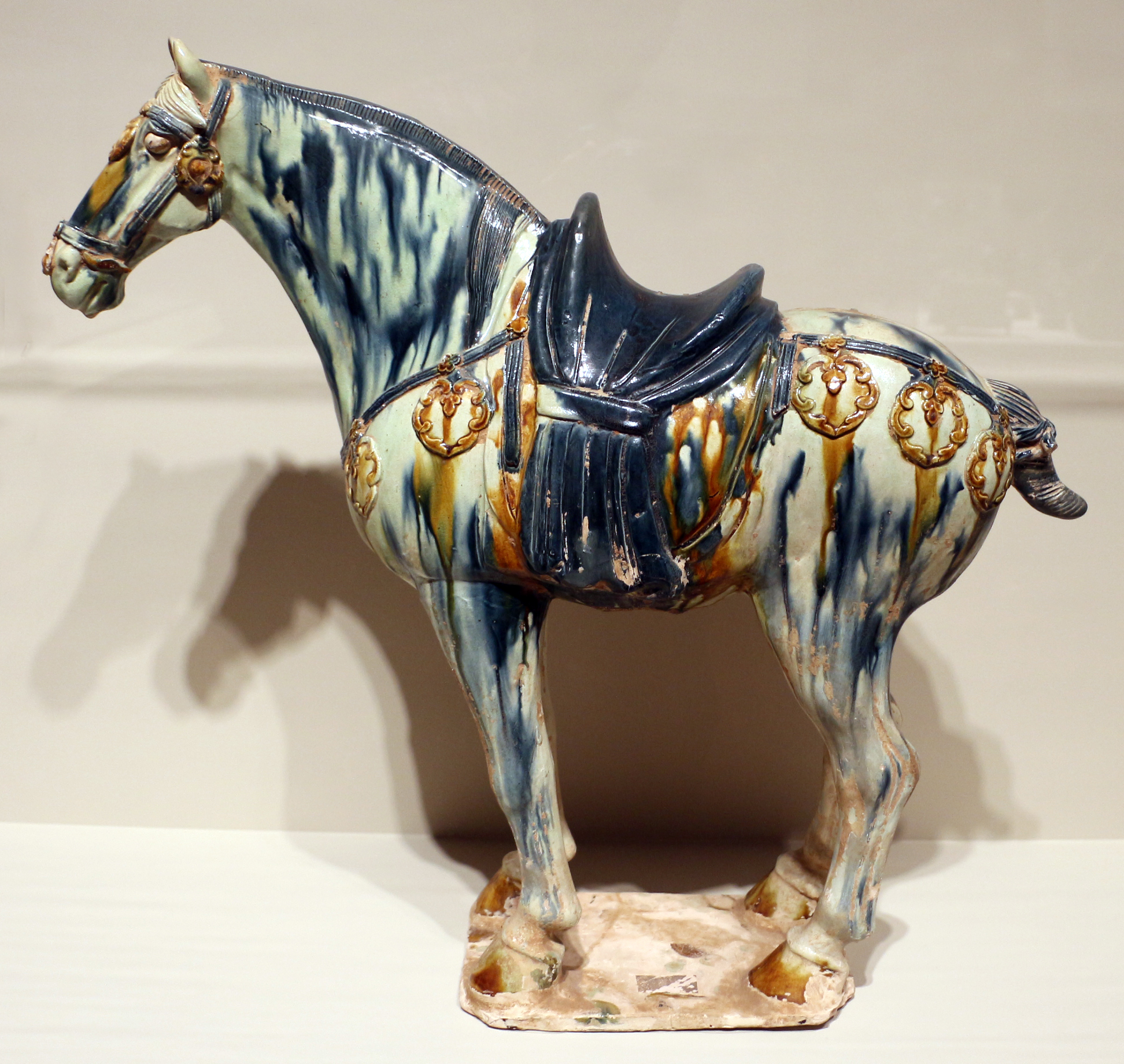
China: bemaltes Keramik-Pferd Tang-Dynastie, 8. Jahrhundert

### Afrikanische Kunst
Die Abteilung für afrikanische Kunst geht zurück auf den aus Indiana stammenden Deutsch-Amerikaner Carl Steckelmann. Er hatte im Auftrag einer englischen Handelsfirma die Länder an der Küste von West- und Zentralafrika bereist und dort zahlreiche Objekte erworben. Hierzu gehörten Holzmasken, Kultobjekte, Textilien und verschiedene Stücke des Kunsthandwerks. Die Sammlung wurde 1889 im Cincinnati Art Museum als Leihgabe ausgestellt und fand beim Publikum großes Interesse. Die Museumsverantwortlichen unter Leitung von Direktor Goshorn entschieden daraufhin, diese 1300 Stücke umfassende Sammlung 1890 anzukaufen, wodurch das Cincinnati Art Museum im Bereich der afrikanischen Kunst eine Vorreiterrolle in den Vereinigten Staaten übernahm. In den folgenden Jahrzehnten konnte die Sammlung afrikanischer Kunst durch Stiftungen und Ankäufe erweitert werden und es gelangten auch Objekte aus anderen Teilen Afrikas in die Sammlung.

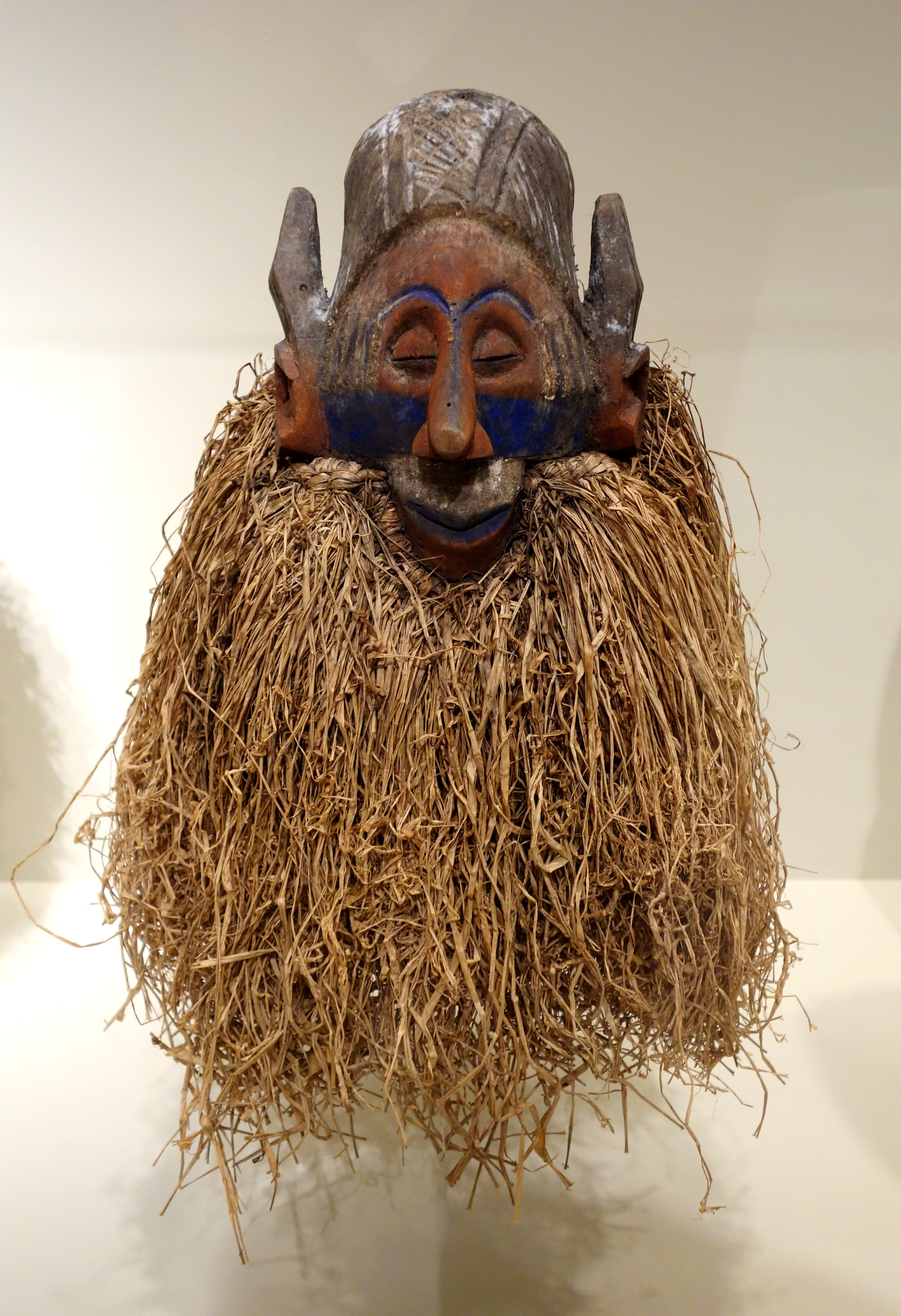
Maske des Yaka-Volkes, Anfang–Mitte 20. Jahrhundert
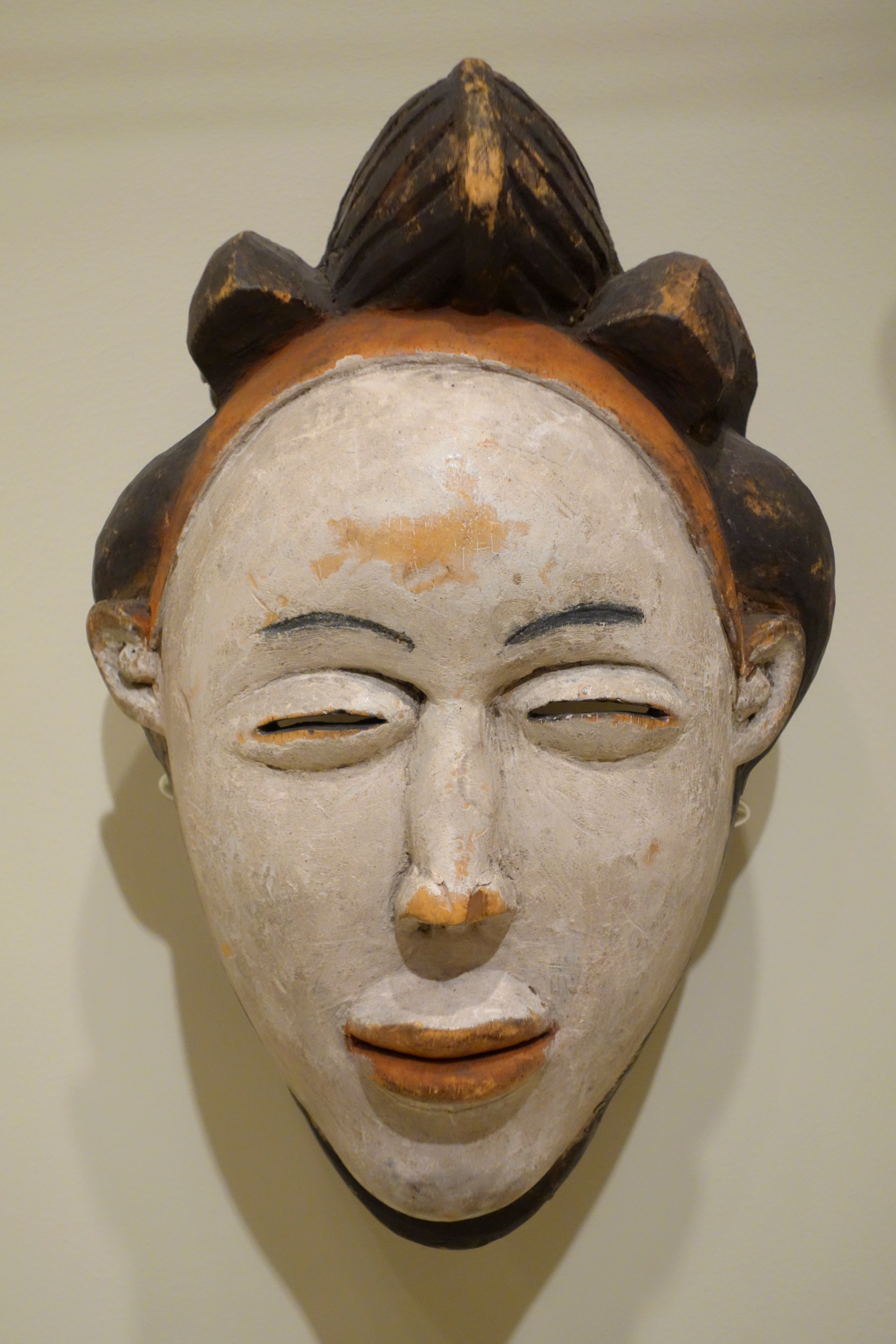
Gesichtsmaske der  Bapunu, Ende 19. Jahrhundert
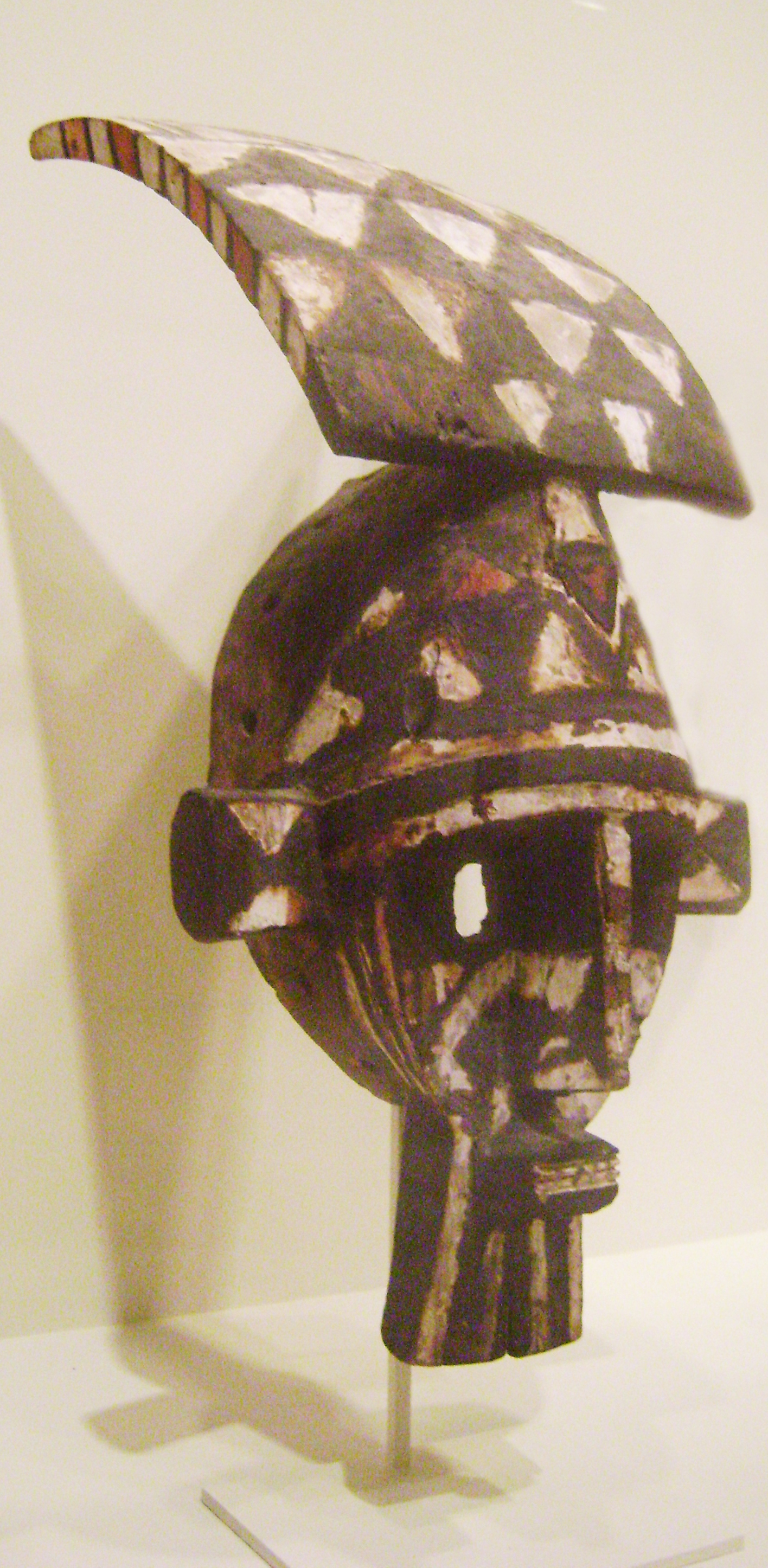
Gesichtsmaske der Marka-Dafing, Mitte 20. Jahrhundert
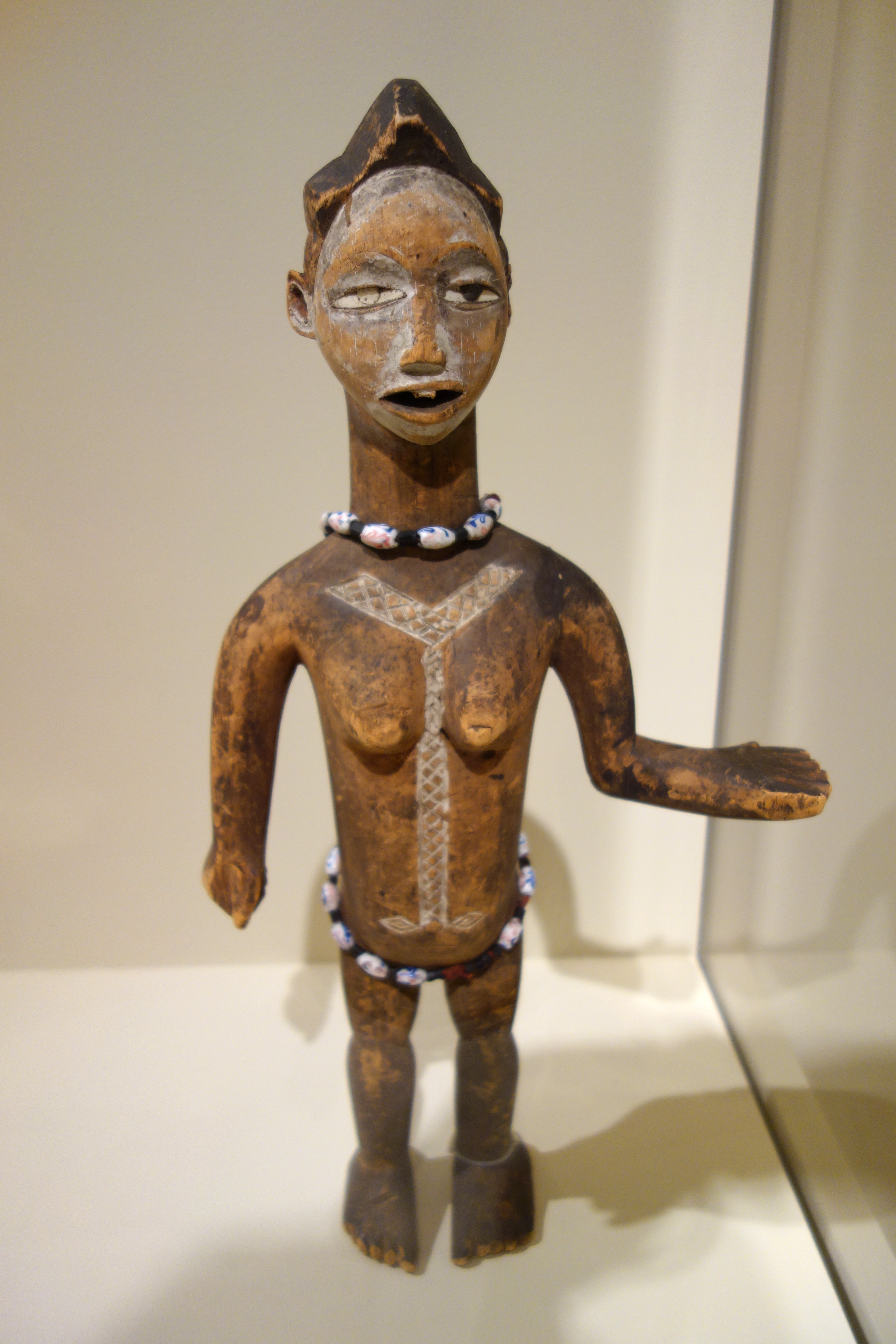
Weibliche Skulptur der Bapunu, Ende 19. Jahrhundert
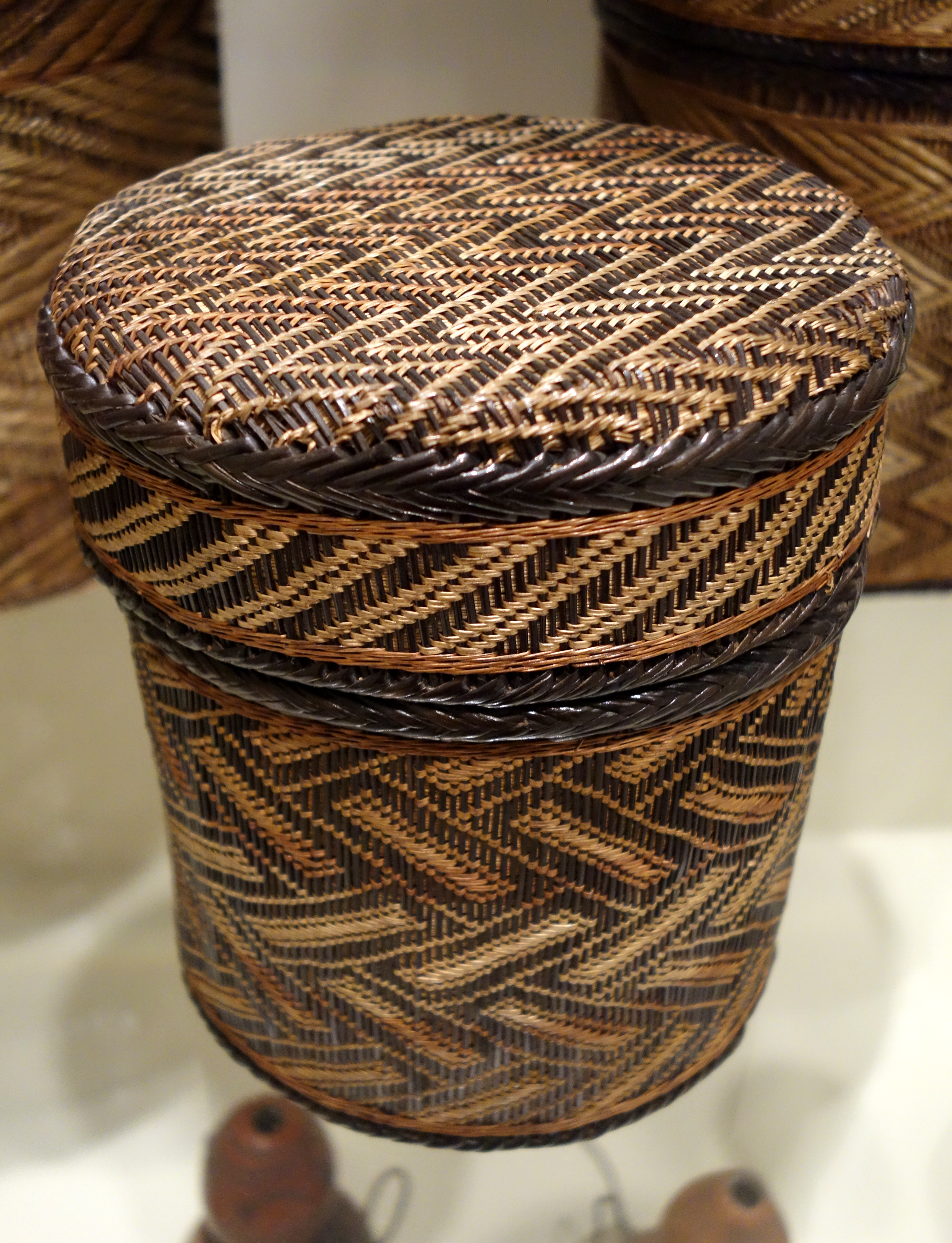
Korbware der Vili, Ende 19. Jahrhundert

### Kunst der indigenen Völker Nordamerikas

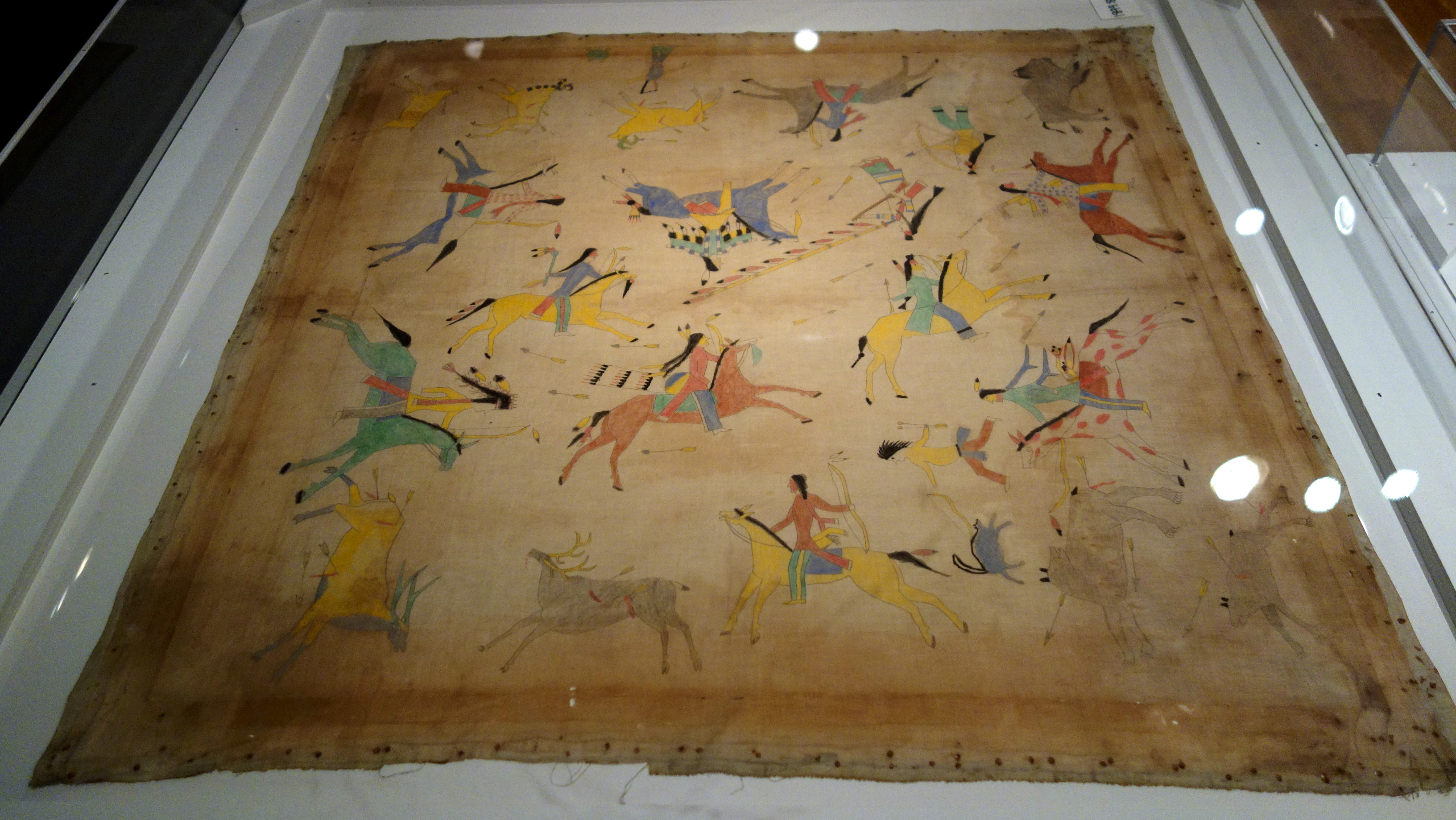
Bemalter Stoff der Cheyenne

Exponate der indigenen Völker Nordamerikas, in den Vereinigten Staaten häufig als Native Americans bezeichnet, sind seit der Museumsöffnung 1886 in der Sammlung vertreten. So finden sich im Cincinnati Art Museum beispielsweise Objekte der Adena-Kultur, deren Siedlungsgebiet sich am Ohio River befand, dem Fluss an dem auch Cincinnati liegt. Andere Objekte der Sammlung stammen von Angehörigen der Pueblo-Kultur und des Zuñi-Volkes im Westen der Vereinigten Staaten, des Haida-Volkes im kanadischen British Columbia und des Chilkat-Volkes in Alaska. Zu den ausgestellten Objekten gehören Kleidung und andere Textilien, Waffen, Schnitzereien und Töpferwaren. Hierbei gibt es auch Werke zeitgenössischer Künstler, etwa Keramiken von Virgil Ortiz und Maria Martinez.

### Europäische Kunst
Die Abteilung für europäische Kunst im Cincinnati Art Museum umfasst die Bereiche Malerei, Miniaturmalerei, Zeichnungen, Drucke und Skulpturen. Zu den bedeutenden Werken der italienischen Malerei im Museum gehört als frühes Beispiel die Madonna mit Kind und den heiligen Antonius von Padua und Nikolaus von Tolentino des in Siena tätigen Künstlers Matteo di Giovanni. Zudem gibt es Renaissance-Bilder wie die Darstellungen Mars mit Amor von Giovanni Francesco Barbieri, Eine Sibylle und ein Prophet von Andrea Mantegna und das Porträt König Philipp II von Spanien von Tizian. Darüber hinaus finden sich Gemälde des Barock wie David mit dem Kopf von Goliat von Bernardo Strozzi oder Der heilige Karl Borromäus von Giovanni Battista Tiepolo. Zu den bedeutenden Skulpturen der Sammlung gehören eine Madonna mit Kind von Giovanni della Robbia und der Raub der Sabinerin von Giovanni da Bologna. Beispiele für die spanische Barockmalerei sind Der heilige Thomas von Villanueva verteilt seine Kleider an bettelnde Kinder von Bartolomé Esteban Murillo und Der heilige Peter Nolasco entdeckt das Bildnis der Jungfrau von El Puig von Francisco de Zurbarán. Von Francisco de Goya besitzt das Museum beispielsweise die Radierung Disparate Alegre.

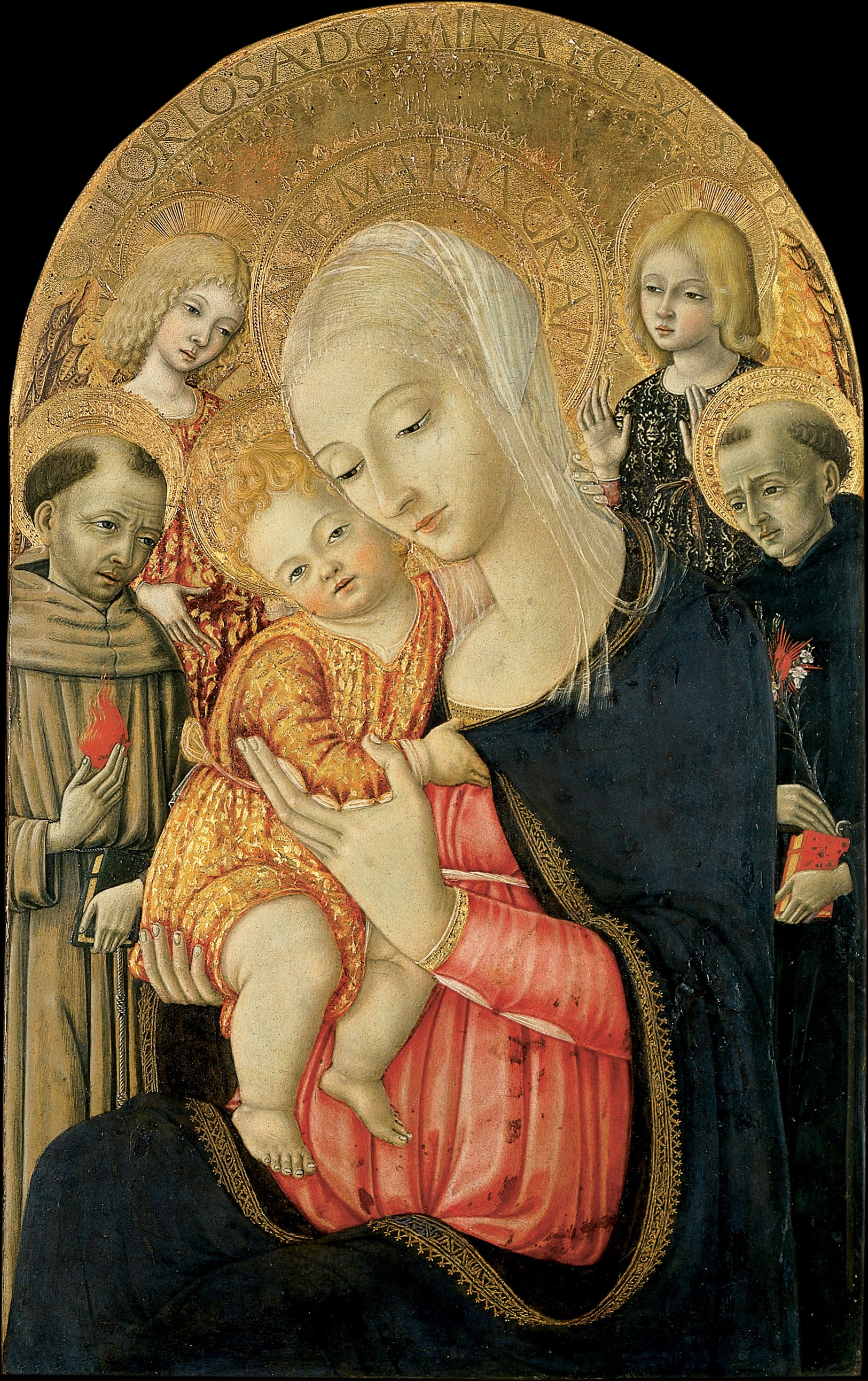
Matteo di Giovanni: Madonna mit Kind und den heiligen Antonius von Padua und Nikolaus von Tolentino 1470–1473
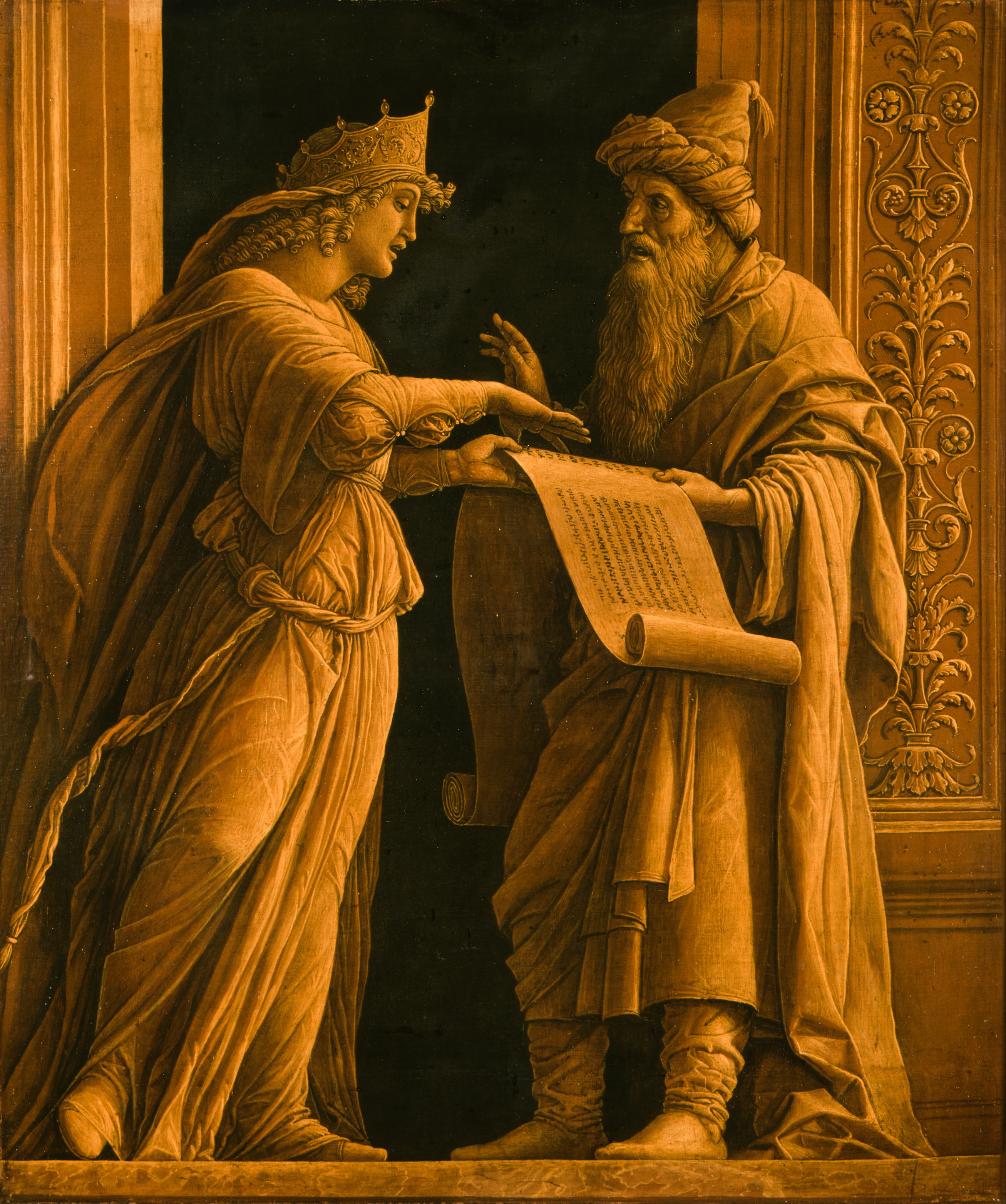
Andrea Mantegna: Eine Sibylle und ein Prophet um 1495
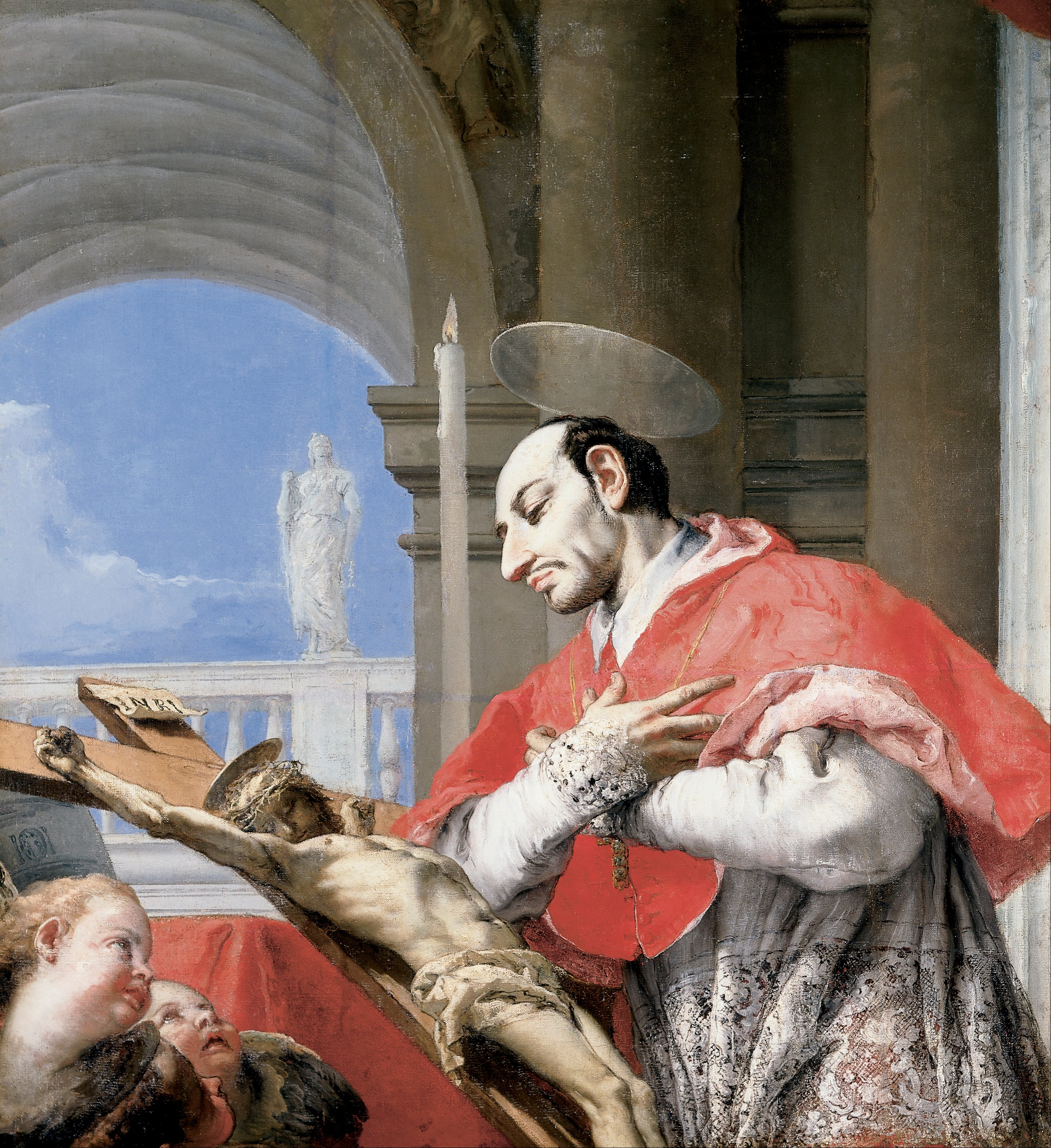
Giovanni Battista Tiepolo: Der heilige Karl Borromäus 1767–1769
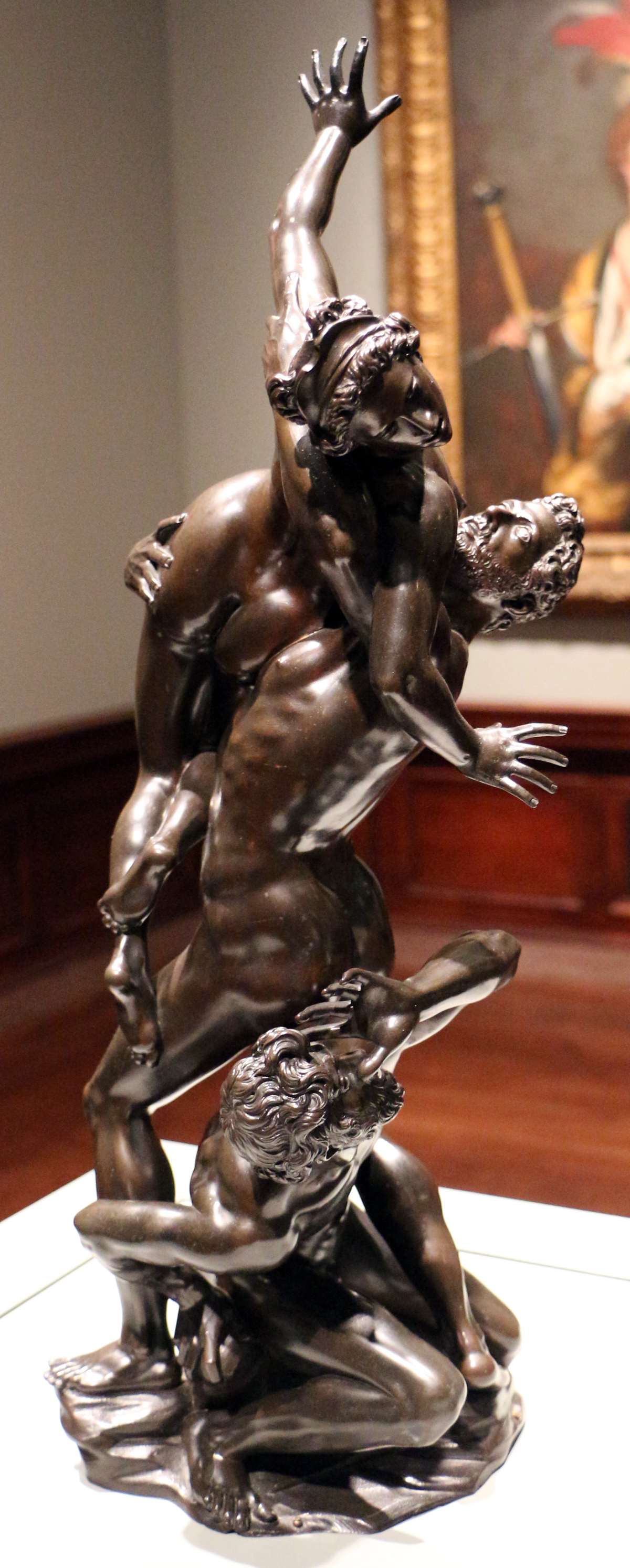
Giovanni da Bologna: Raub der Sabinerin um 1600
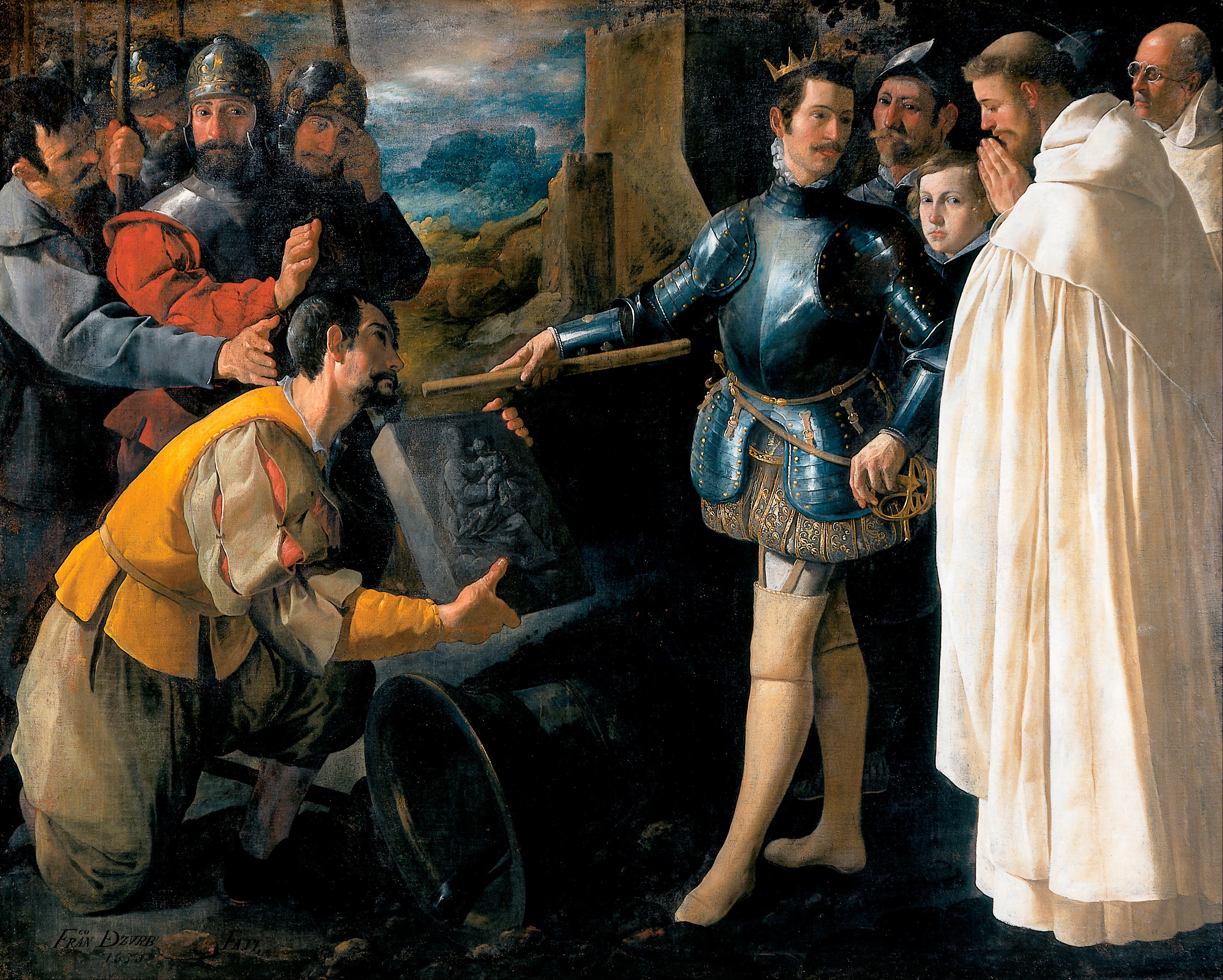
Francisco de Zurbarán: Der heilige Peter Nolasco entdeckt das Bildnis der Jungfrau von El Puig 1630

Im Bereich der flämischen und niederländischen Malerei gibt es eine Darstellung des Heiliger Christophorus von Hans Memling, die biblische Szene Simson und Delila von Peter Paul Rubens und das Porträt eines Mannes in Rüstung von Anthonis van Dyck. Hinzu kommen das Frans Hals zugeschriebene Porträt einer niederländischen Familie, von Jacob van Ruisdael das Gemälde Flusslandschaft mit einer Burg auf einem hohen Felsen und von Ludolf Bakhuizen das maritime Sujet Holländer besteigen ein Boot. Im Bereich der Druckgrafik gibt es beispielsweise die Radierungen Jacob Haaringh von Rembrandt van Rijn und Der große Herkules von Hendrick Goltzius oder aus dem deutschsprachigen Raum ein Stich Adam und Eva von Albrecht Dürer.

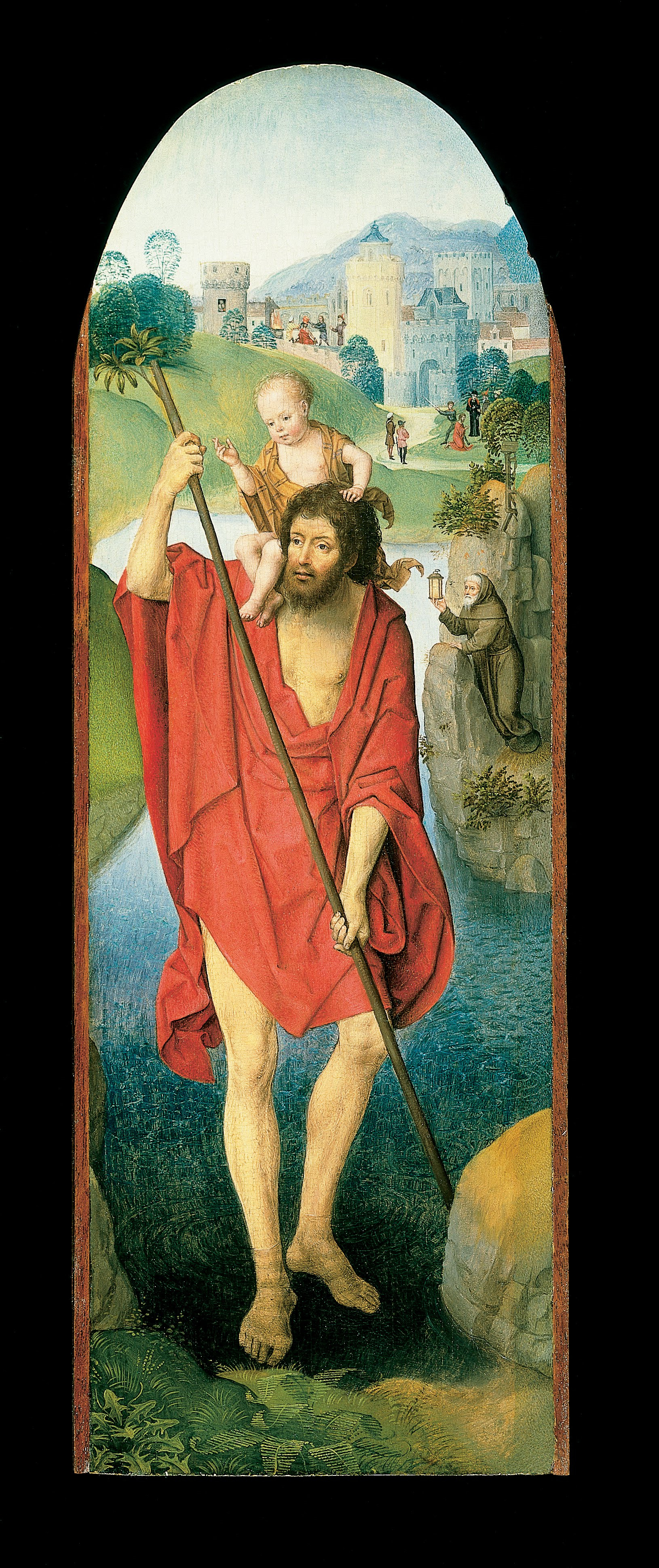
Hans Memling: Heiliger Christophorus 1474–1485
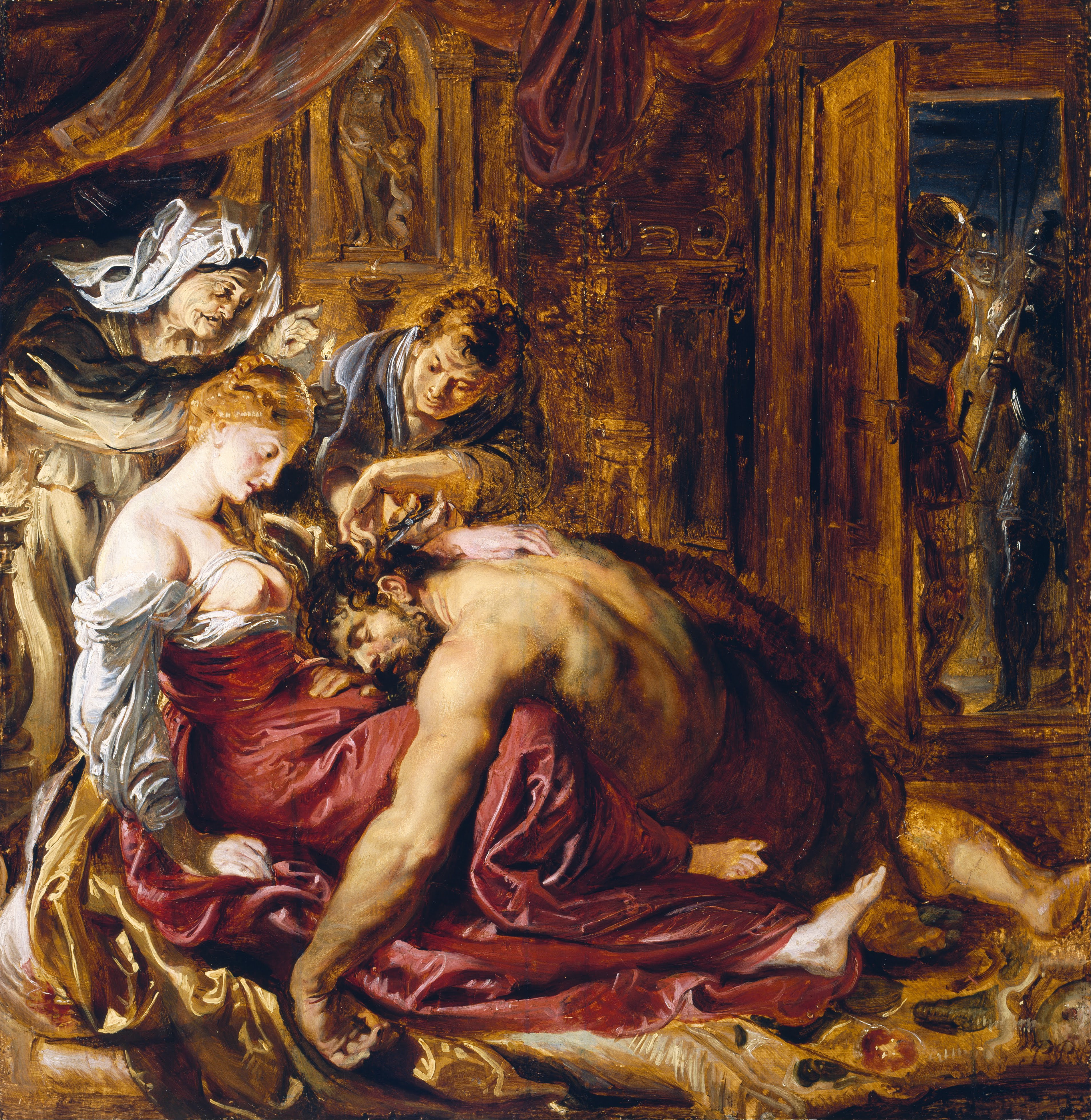
Peter Paul Rubens: Simson und Delila 1604–1614
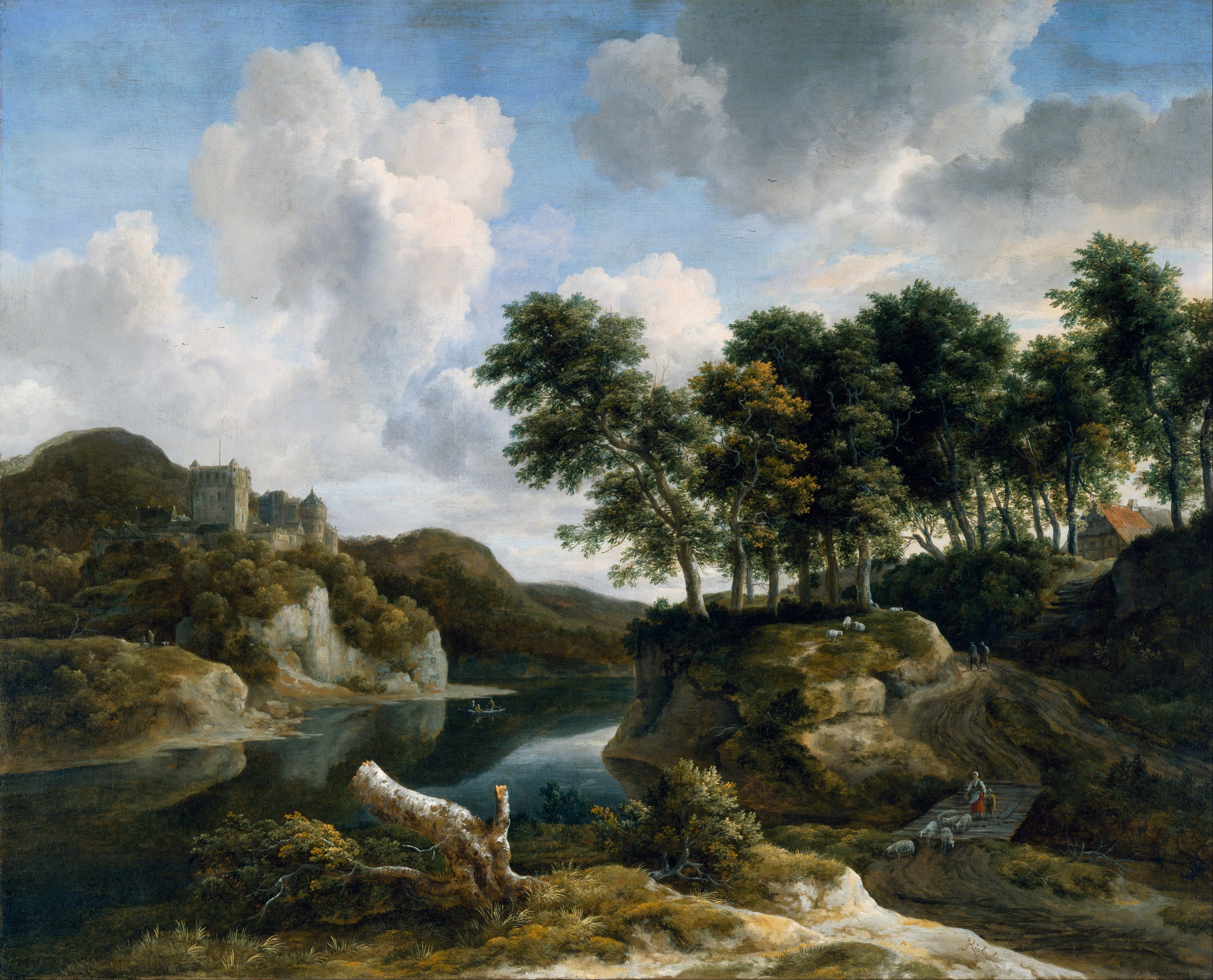
Giovanni Battista Tiepolo: Flusslandschaft mit einer Burg auf einem hohen Felsen 1670–1679
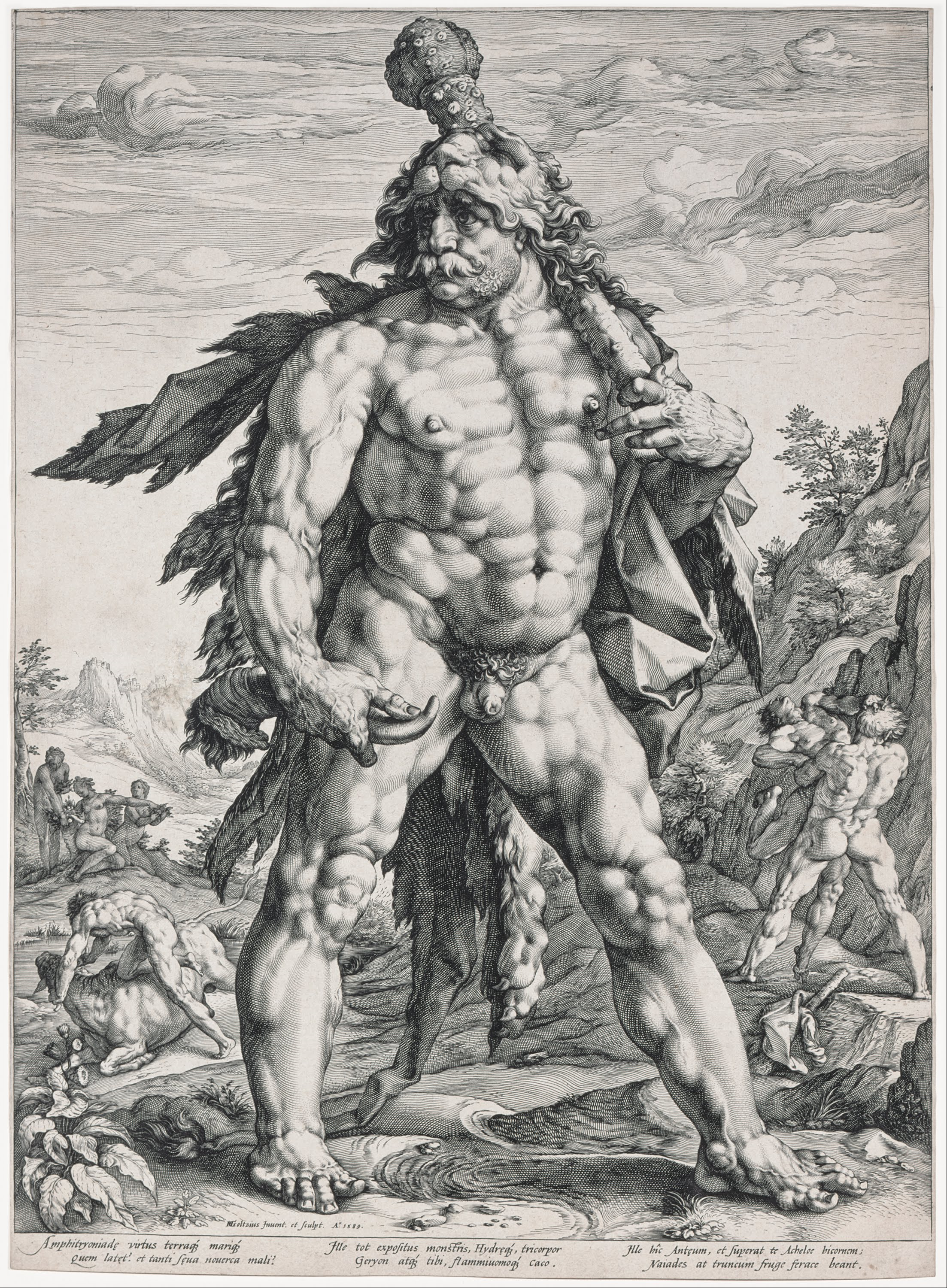
Hendrick Goltzius: Der große Herkules 1589
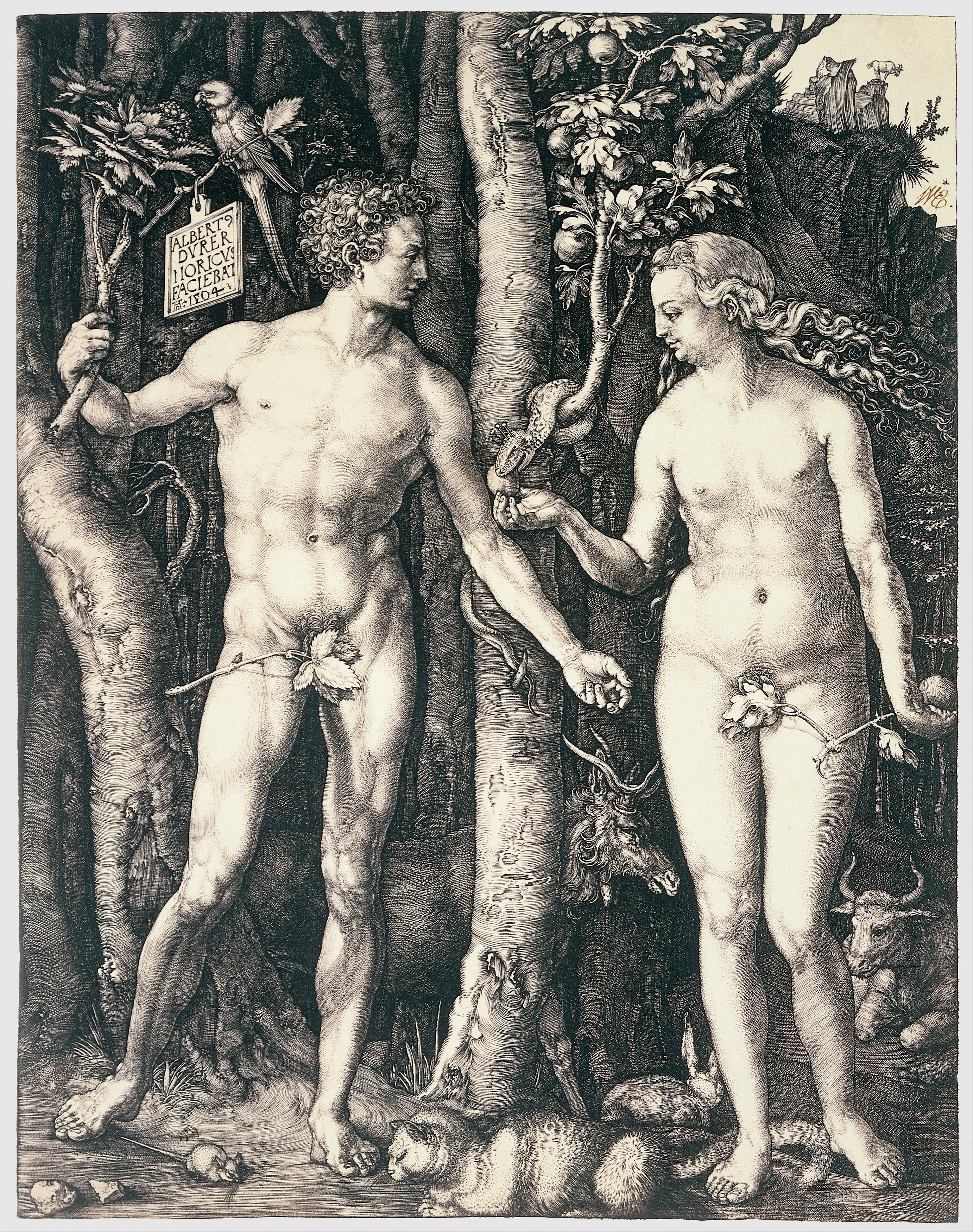
Albrecht Dürer: Adam und Eva 1504

Die britische Malerei ist vor allem durch Porträts des 18. Jahrhunderts in der Sammlung vertreten. Hierzu gehören beispielsweise das Bildnis Richard Peers Symons, M.P. von Joshua Reynolds oder das Damenporträt Ann Ford von Thomas Gainsborough. Von Gainsborough gibt es zudem das Genrebild The Cottage Door. Darüber hinaus zeigt das Museum das Markttreiben Southwark Fair von William Hogarth und die Stadtansicht Waterloo Bridge von John Constable. Zudem besitzt das Museum eine umfangreiche Sammlung der Miniaturmalerei mit Arbeiten vom 16. bis zum 20. Jahrhundert. Neben Bildern des Franzosen Jacques Augustin finden sich hier vor allem Werke britischer Künstler wie Isaak Oliver, Richard Cosway und Alexander Cooper.

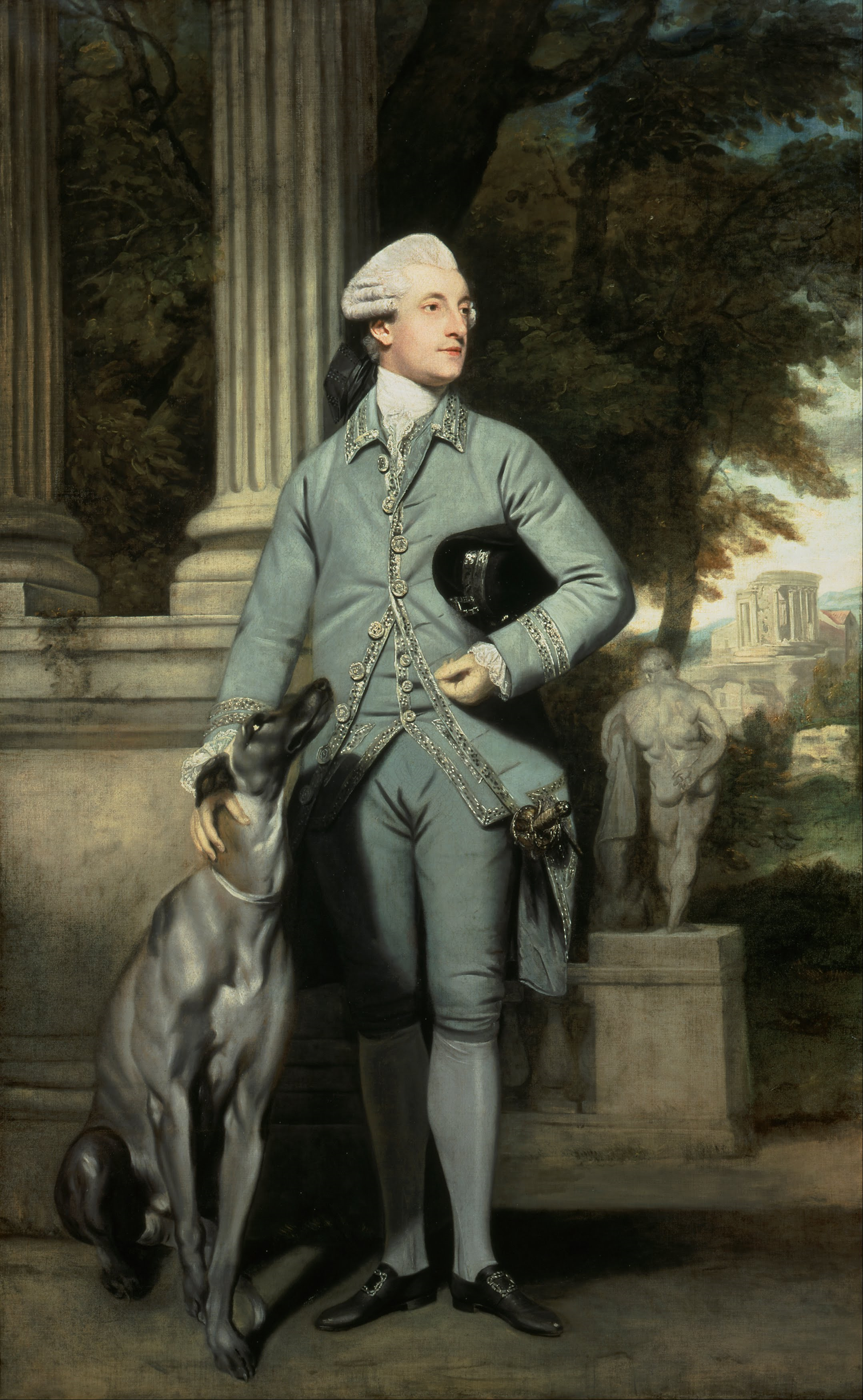
Joshua Reynolds: Richard Peers Symons, M.P. 1770–1771
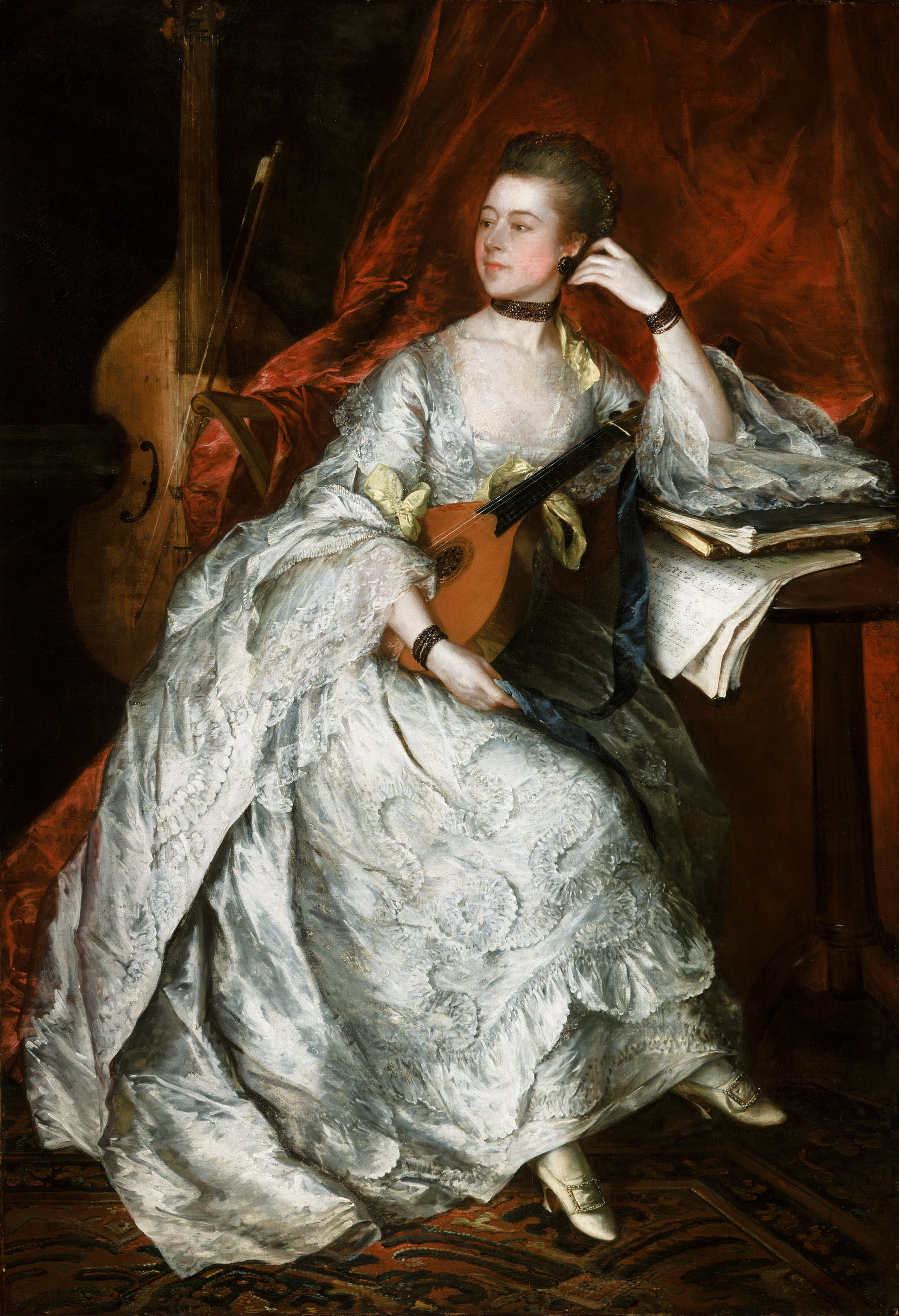
Thomas Gainsborough: Ann Ford 1760
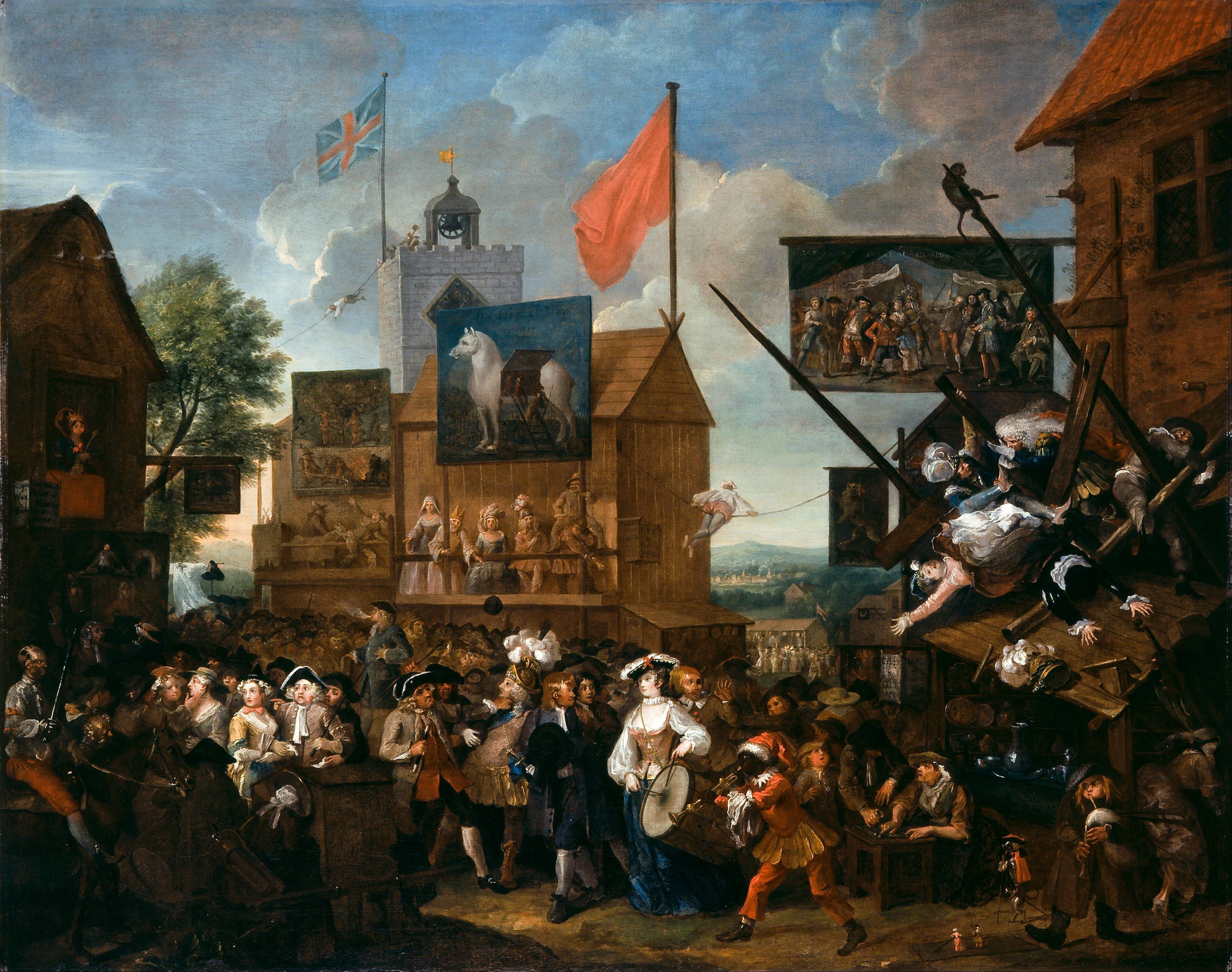
William Hogarth: Southwark Fair 1733
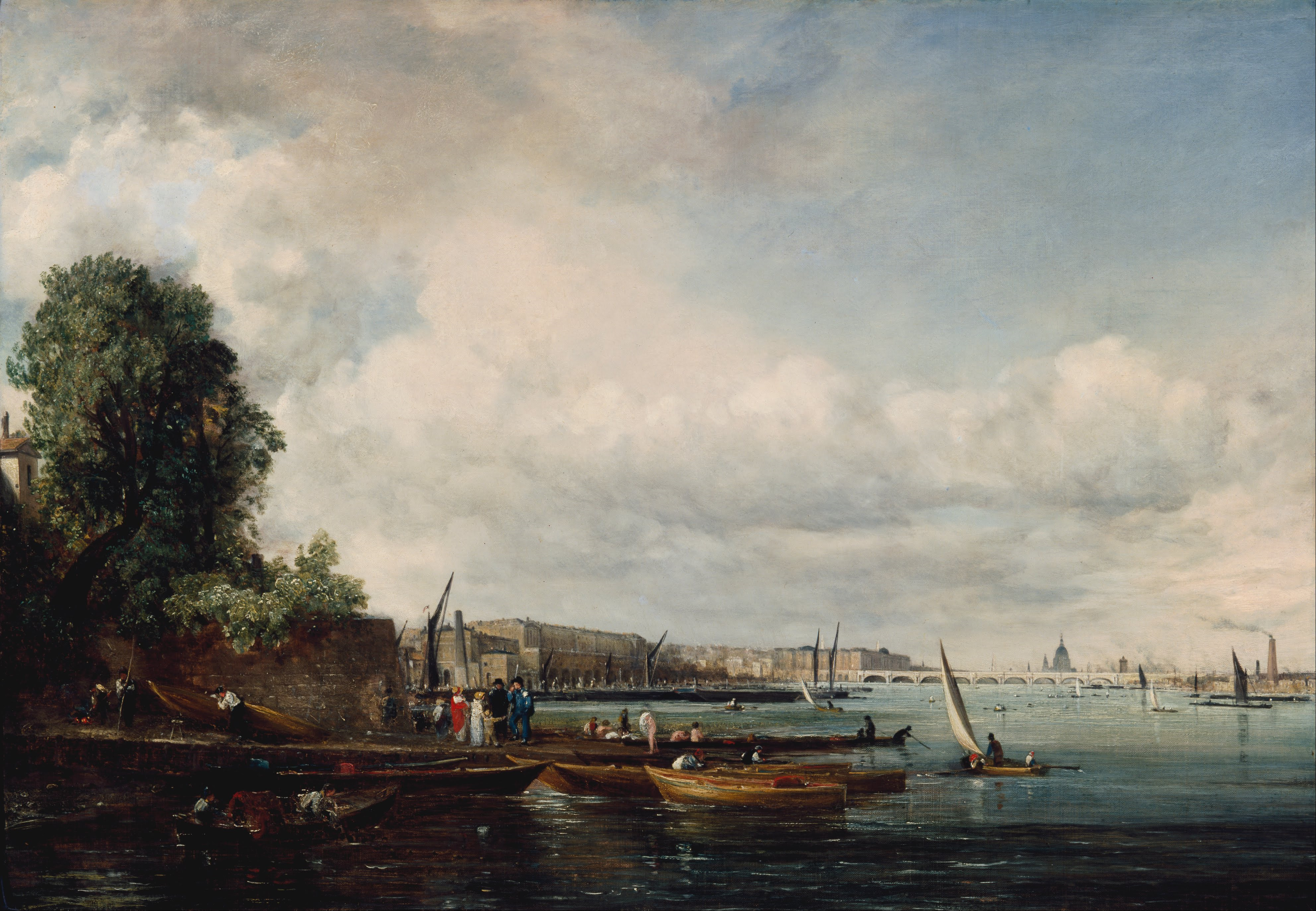
John Constable: Waterloo Bridge um 1820
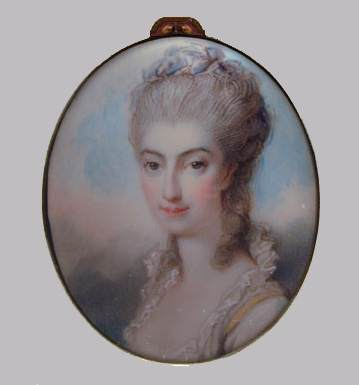
Richard Cosway: Miss Franks um 1790

Ein Schwerpunkt der Gemäldesammlung sind die Werke französischer Künstler. Hier finden sich Barockbilder wie Merkur übergibt Bacchus den Nymphen von Nysa von François Boucher, Die Toilette der Venus von Simon Vouet und das Landschaftsbild Ein Künstler malt nach der Natur von Claude Lorrain. Aus dem 19. Jahrhundert stammen das Porträt Luigi Cherubini von Jean-Auguste-Dominique Ingres, der orientalistische Sklavenmarkt von Jean-Léon Gérôme und einige Werke der Schule von Barbizon, darunter Die Ruine des Schlosses von Pierrefonds und Seinebogen bei Port-Marly von Jean-Baptiste Camille Corot. Von Charles-François Daubigny besitzt das Museum das Landschaftsbild Weiher bei Gylieu und dazu auch eine Zeichnung desselben Motivs. Hinzu kommen weitere Landschaftsmotive wie Sommerlicher Sonnenuntergang von Théodore Rousseau und Sonnenuntergang, Vevey von Gustave Courbet. Von Jean-François Millet besitzt das Museum das pastorale Motiv Auf dem Weg zur Arbeit, von Honoré Daumier zeigt es das skizzenhafte Gemälde Orchesterplätze, von Édouard Manet gibt es mit Frauen beim Rennen eine Szene beim Pferderennen. Von den Hauptvertretern des französischen Impressionismus verfügt das Museum über eine Reihe von Bildern. So ist Pierre-Auguste Renoir mit dem Landschaftsgemälde Nebel auf Guernsey und dem Pastellporträt Mlle. Jeanne Samary vertreten, von Edgar Degas gibt es das Motiv Tänzerin in ihrer loge. Hinzu kommen die Landschaftsbilder Bougival von Alfred Sisley, Felsen bei Port-Goulphar von Claude Monet und Grauer Tag, Varengeville, Auberge du Manoir von Camille Pissarro. Weitere Landschaftsmotive in der Sammlung sind das auf Tahiti entstandene Bild Mahana maa von Paul Gauguin, die Zeichnung Brücke von Trois-Sautets von Paul Cézanne und das Gemälde Brücke bei Le Pecq von André Derain. Darüber hinaus gibt es in Frankreich entstandene Werke wie das Gemälde Unterholz mit wandelndem Paar des Niederländers Vincent van Gogh oder das Porträt Max Jacob des Italieners Amedeo Modigliani. Ein Beispiels für die Schweizer Kunst im Museum ist das Bildnis zweier Frauen Die heilige Stunde von Ferdinand Hodler.

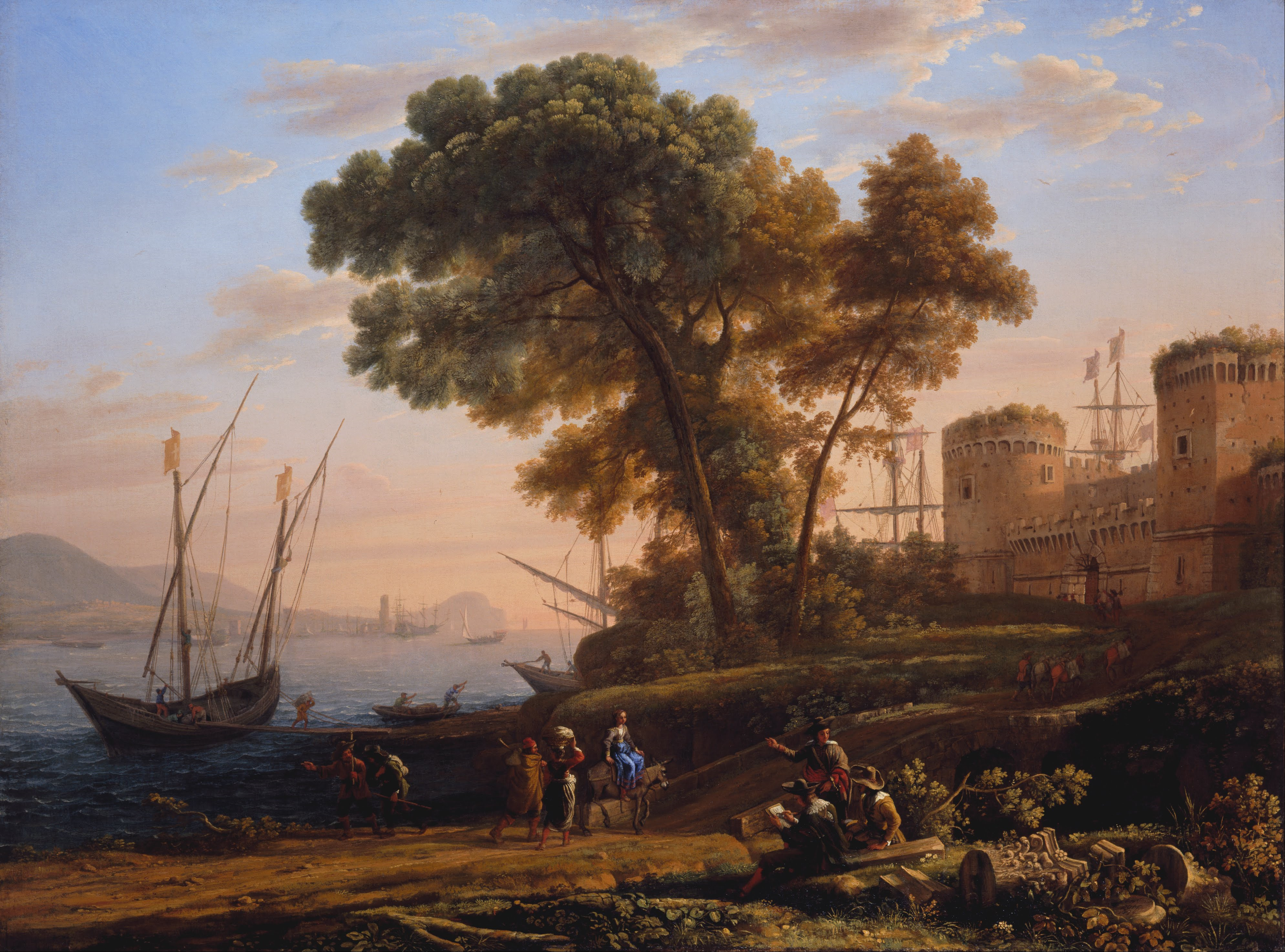
Claude Lorrain: Ein Künstler malt nach der Natur 1639
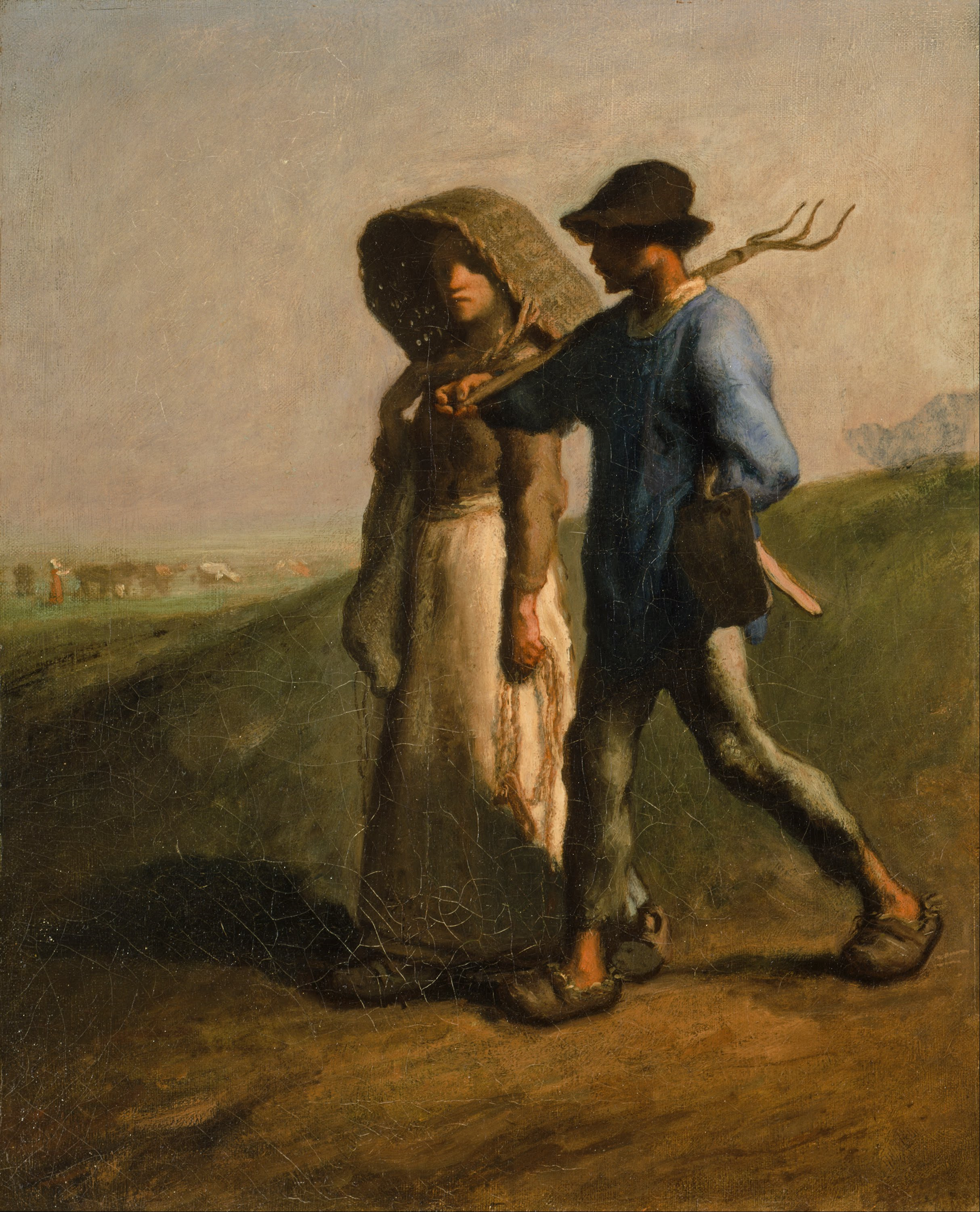
Jean-François Millet: Auf dem Weg zur Arbeit 1851–1853
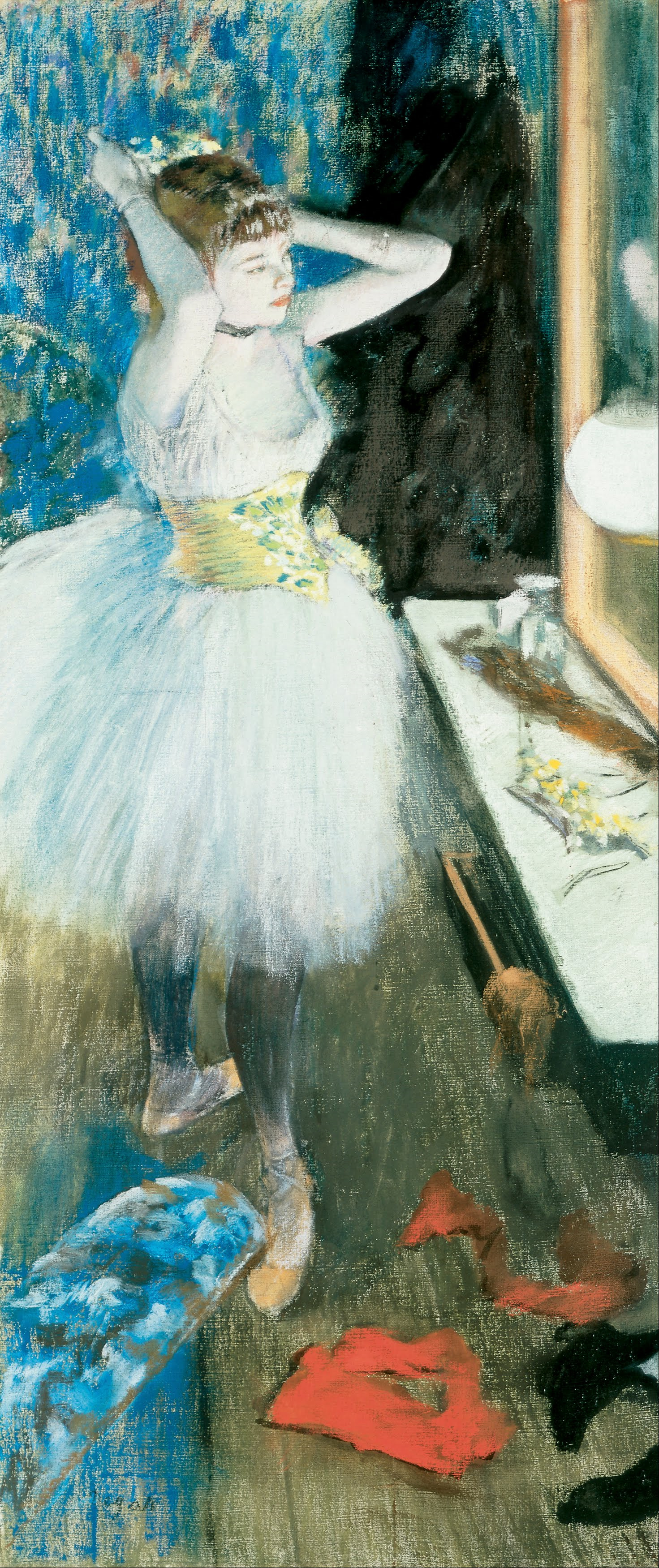
Edgar Degas: Tänzerin in ihrer Loge 1874–1884
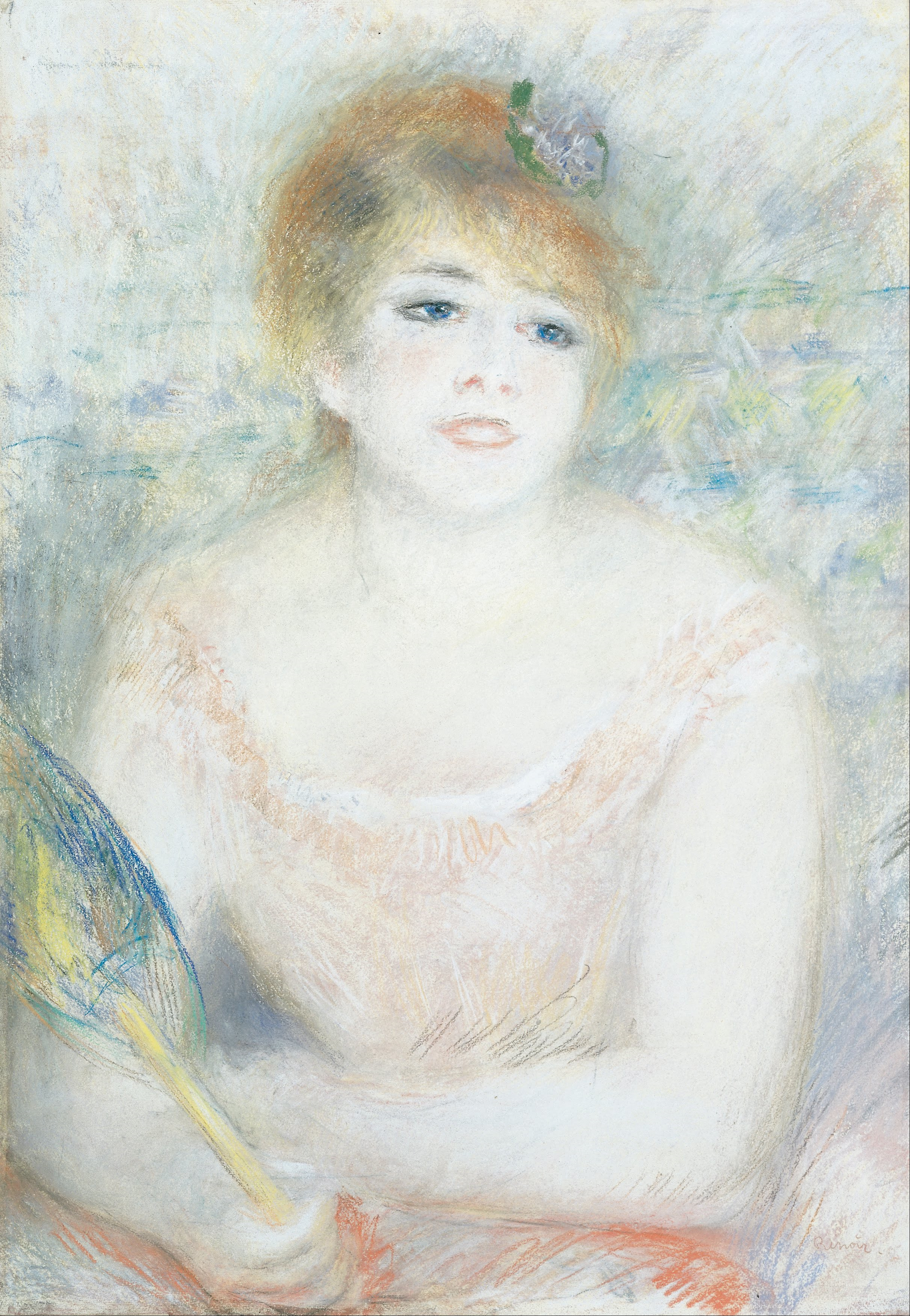
Pierre Auguste Renoir: Mlle. Jeanne Samary 1873–1883
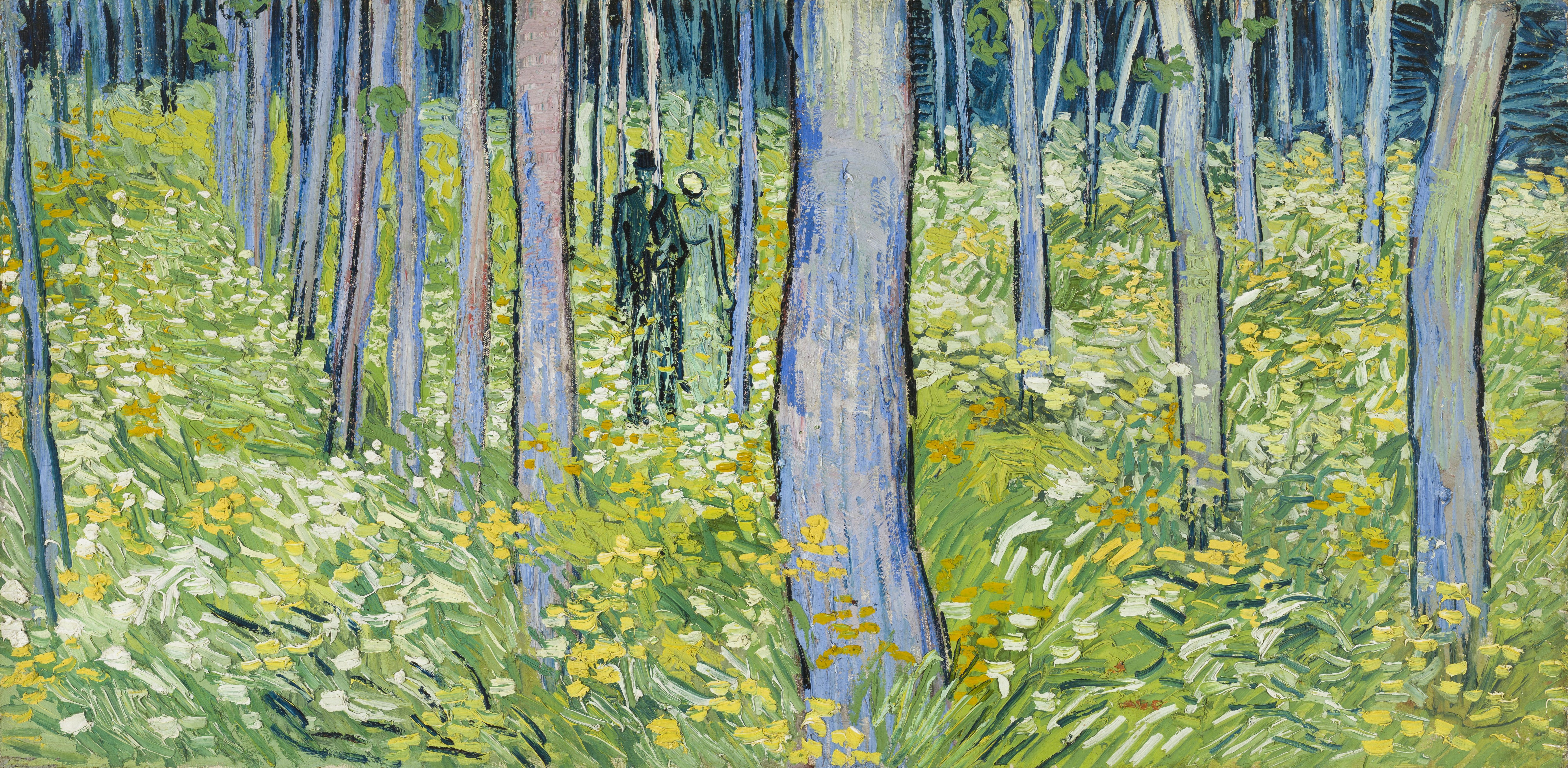
Vincent van Gogh: Unterholz mit wandelndem Paar 1890

Die europäische Kunst des 20. Jahrhunderts ist mit einer Reihe von bedeutenden Werken im Museum vertreten. So gibt es von Pablo Picasso das kubistische Stillleben mit Glas und Zitrone sowie einen abstrakten Frauenkopf, von Henri Matisse das Frauenporträt Rumänische Bluse, von Joan Miró ein Wandgemälde für das Terrace Plaza Hotel in Cincinnati und von Oskar Kokoschka das Bildnis der Herzogin von Montesquieu-Fezensac. Letzteres befand sich bis 1937 im Museum Folkwang in Essen und wurde als so genannte Entartete Kunst ins Ausland verkauft.

### Kunst der Vereinigten Staaten
Die Abteilung für Kunst der Vereinigten Staaten umfasst die Sparten Malerei, Bildhauerei und Arbeiten auf Papier. Zeitlich reicht dieser Bereich bis zum Ende des Zweiten Weltkriegs. Spätere Arbeiten sind im Museum – unabhängig vom Herkunftsland der Künstler – als Zeitgenössische Kunst zusammengefasst.
Zu den frühesten Werken der amerikanischen Malerei in der Sammlung gehört das 1758 datierte und noch aus der Kolonialzeit stammende Porträt Thomas Greene von John Singleton Copley. Für die frühe amerikanische Porträtmalerei nach der Unabhängigkeit der Vereinigten Staaten stehen die 1791 entstandenen Bildnisse Eleanor Miller (Mrs. Francis Bailey) und Francis Bailey von Charles Willson Peale. Das Schlachtenbild The Sortie Made by the Garrison of Gibraltar von John Trumbull von 1789 stellt als Motiv einen europäischen Kriegsschauplatz vor. In Anlehnung an die Historienmalerei entstand das 1792 gemalte Werk Ophelia und Laertes von Benjamin West, in dem eine Szene aus Hamlet von William Shakespeare gezeigt wird. Den besonderen Reiz der amerikanischen Landschaft entdeckten im 19. Jahrhundert zunächst die Maler der Hudson River School. Das Cincinnati Art Museum zeigt hier die Werke Bridal Veil Falls, Yosemite Valley, California von Albert Bierstadt, The Fall of Tequendama, Near Bogotá, New Granada von Frederic Edwin Church oder das im Stil des Tonalismus gemalte Bild Near the Village, October von George Inness. Von Fitz Hugh Lane, einem Hauptvertreter des amerikanischen Luminismus, gibt es in der Sammlung die maritime Stadtansicht The Ships "Winged Arrow" and "Southern Cross" in Boston Harbor. Beispiele für den amerikanischen Realismus des 19. Jahrhunderts sind das Bürgerkriegsmotiv Order No. 11 von George Caleb Bingham und die Darstellung von Afroamerikanern in Bild Sunday Morning in Virginia von Winslow Homer. Die Stilllebenmalerei des 19. Jahrhunderts ist unter anderem mit dem Gemälde The Last Rose of Summer von William Harnett vertreten. Unter den Skulpturen des 19. Jahrhunderts befindet sich die Bronzefigur Pan of Rohallion von Frederick William MacMonnies, der viele Jahre in Frankreich lebte und dessen Werk am Stil der Pariser École des beaux-arts orientiert ist.

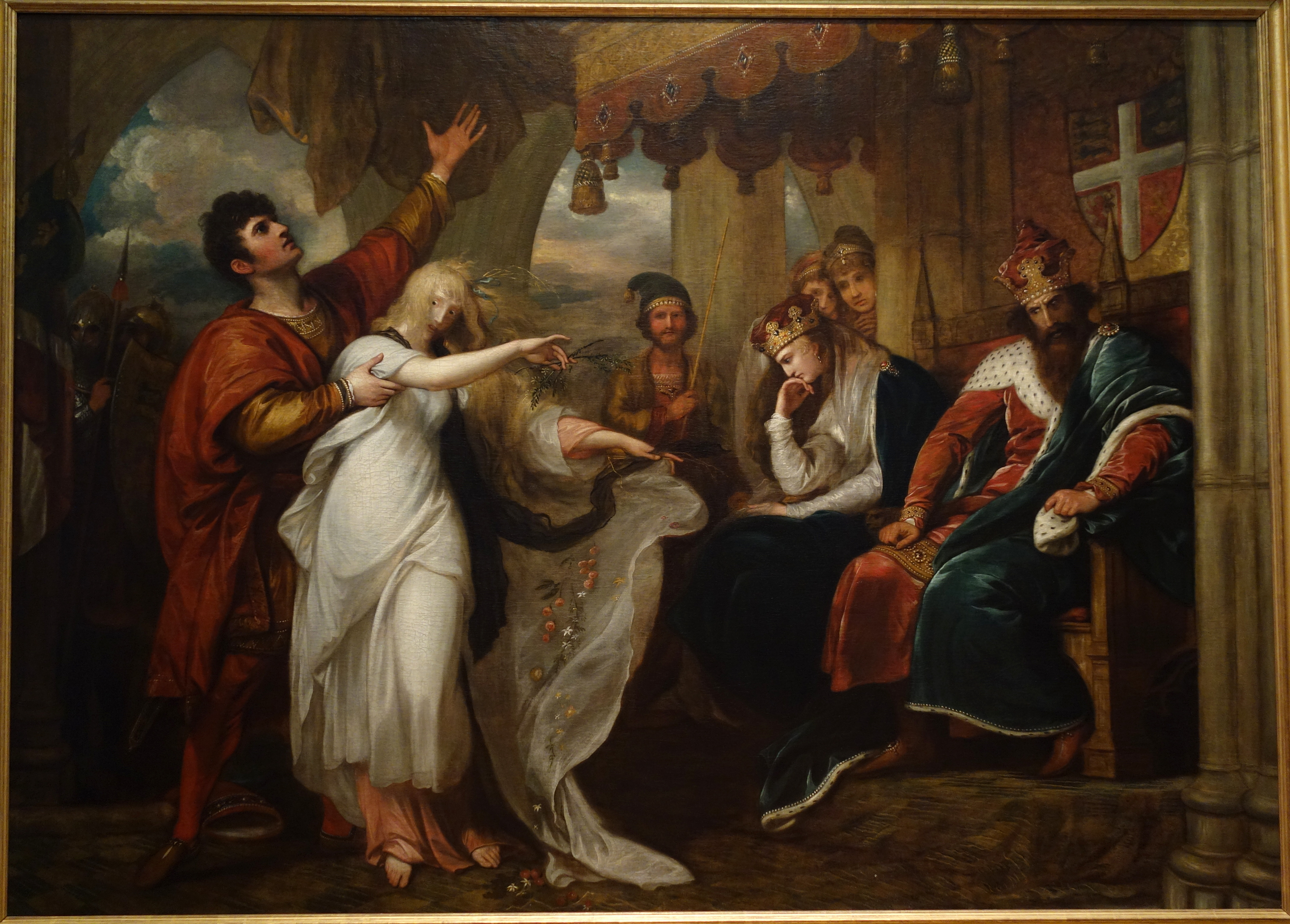
Benjamin West: Ophelia und Laertes 1792
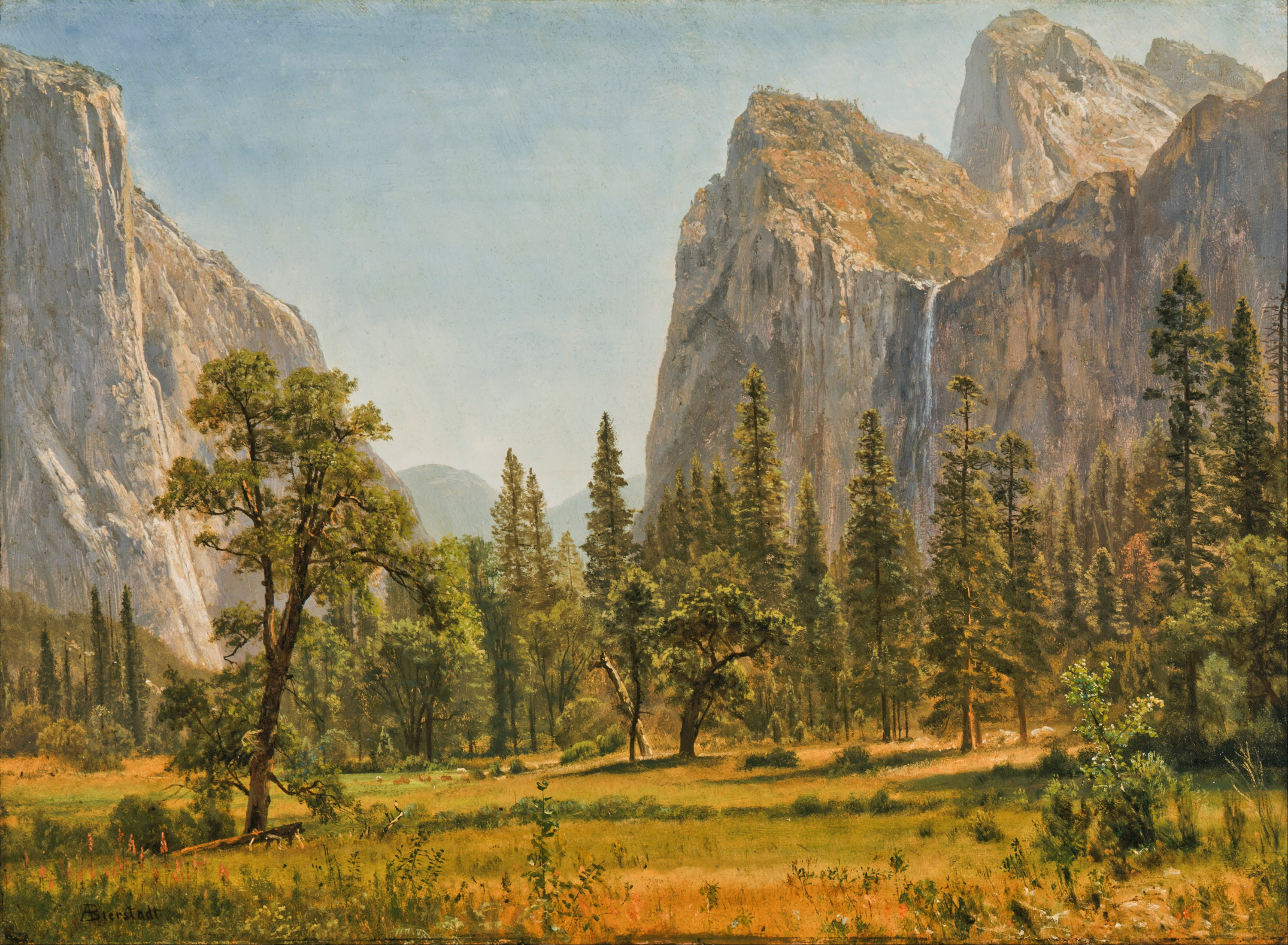
Albert Bierstadt: Bridal Veil Falls, Yosemite Valley, California 1871–73
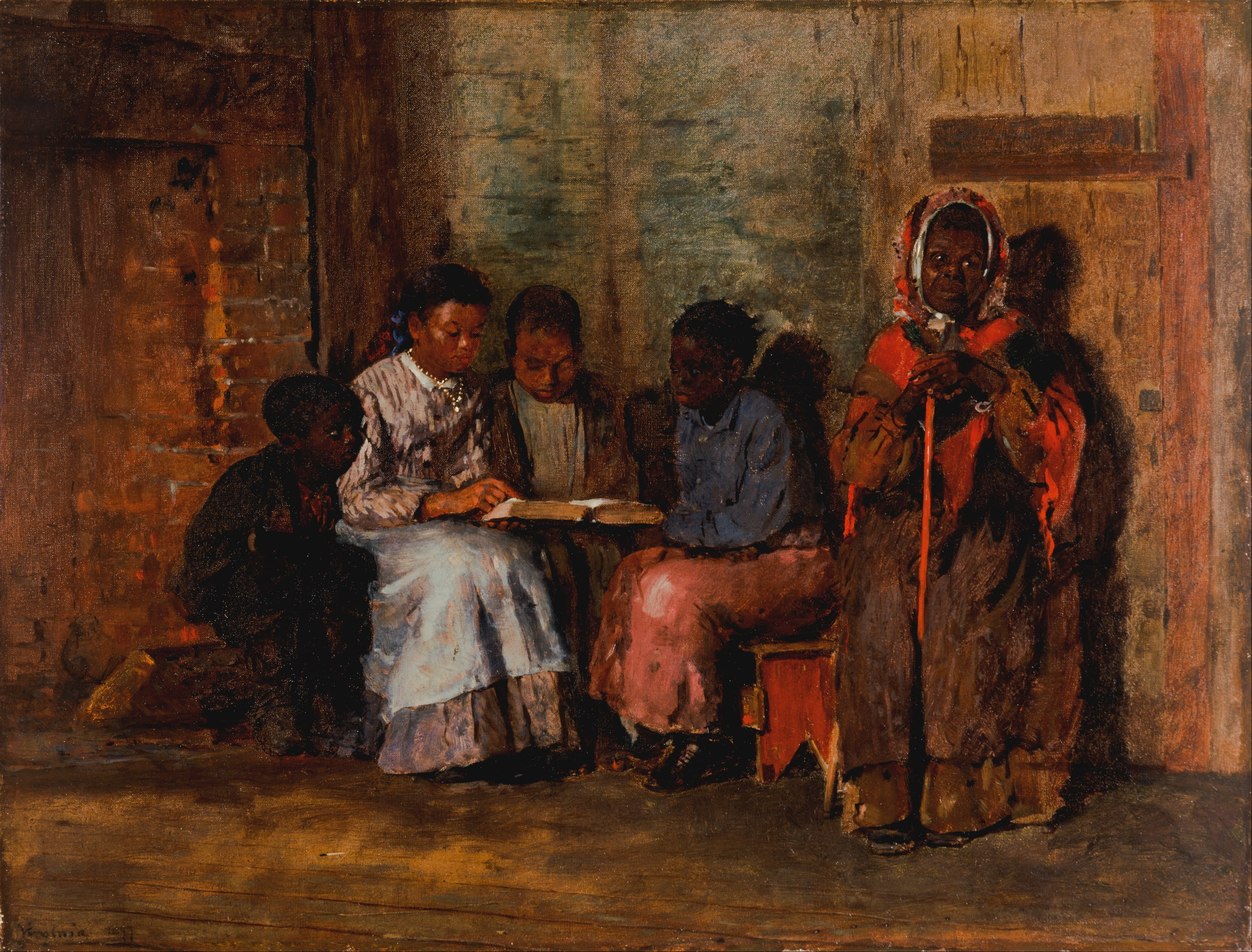
Winslow Homer: Sunday Morning in Virginia 1877
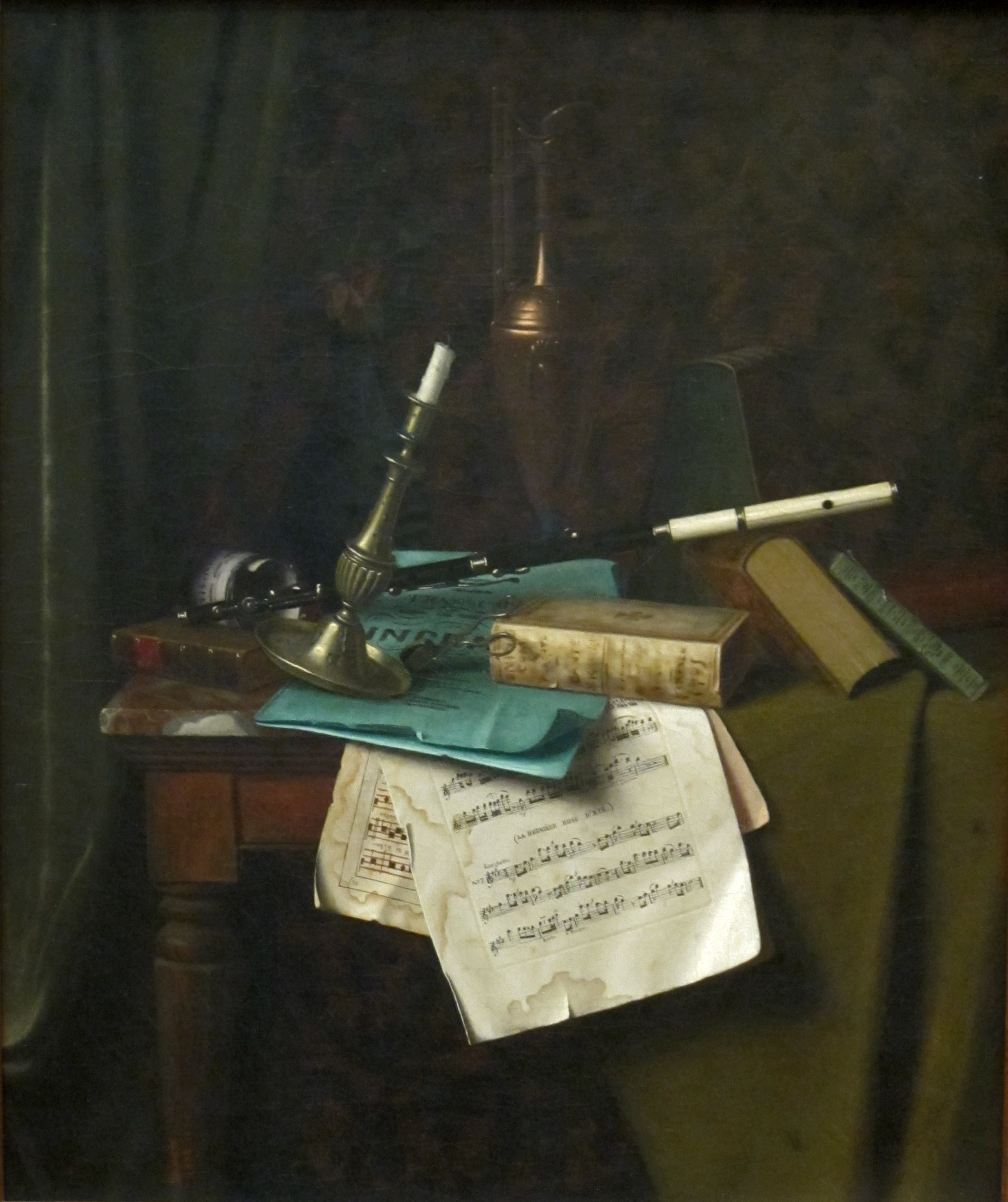
William Harnett: The Last Rose of Summer 1886
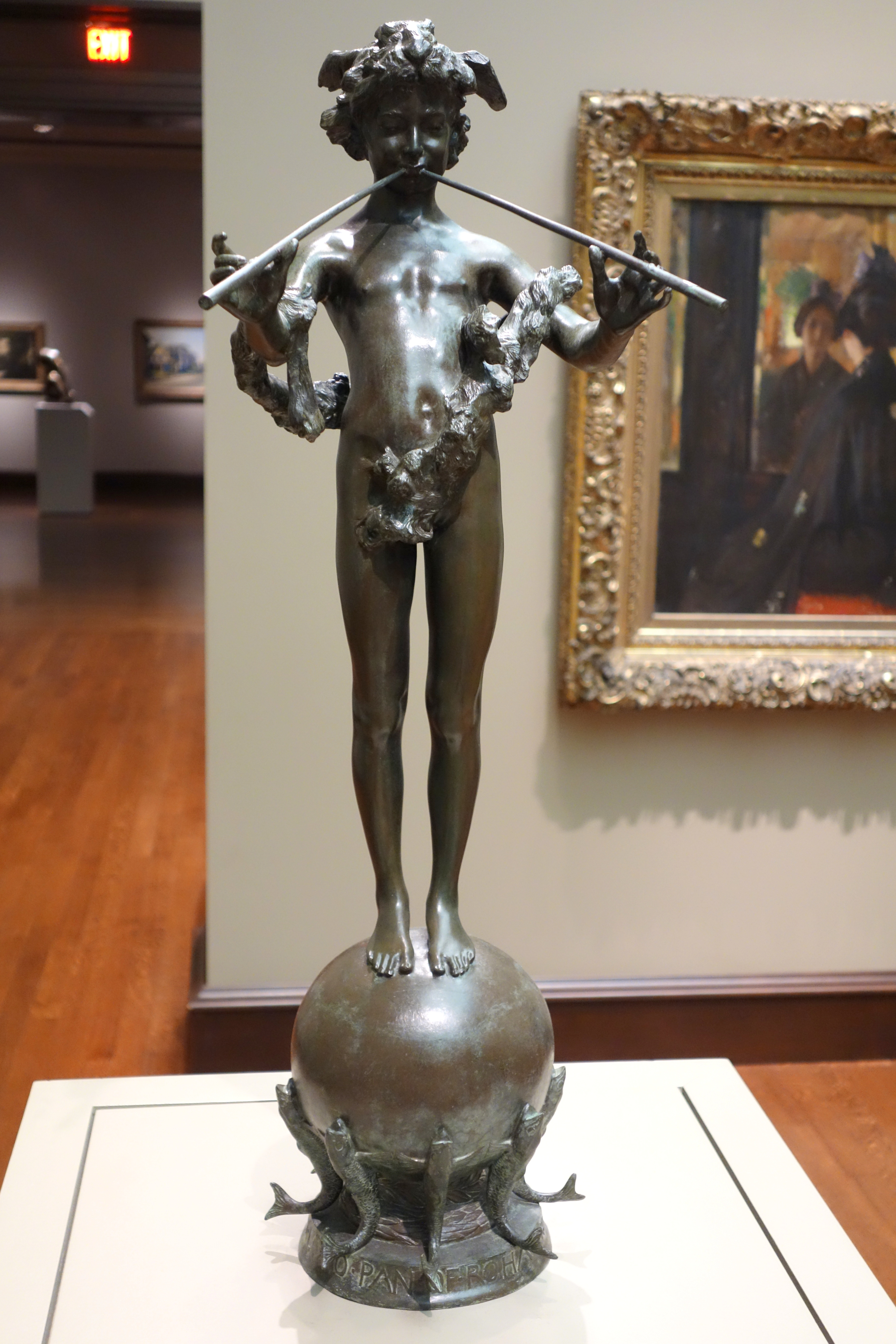
Frederick William MacMonnies: Pan of Rohallion 1890–1894

In der Sammlung gibt es eine Reihe von Bildern, die dem amerikanischen Impressionismus zuzuordnen sind. Zu dessen bekanntesten Vertreterinnen gehört Mary Cassatt, die viele Jahre in Frankreich gelebt und mit den dortigen Künstlerkollegen zusammen ausgestellt hat. Das Cincinnati Art Museum besitzt mit Mother and Child ein für die Malerin charakteristisches Sujet. Ebenfalls in Frankreich tätig war Childe Hassam, von dem das Museum die Vedute Pont Royal, Paris ausstellt. Eine impressionistische Landschaftsansicht zeigt zudem William Merritt Chase in Summer at Shinnecock Hills. Maurice Prendergast mit der Hafenansicht New England Harbor ist bereits ein spätimpressionistisches Werk. Vertreter der Malerei des Gilded Age sind zudem John Singer Sargent mit dem in seiner Wahlheimat Europa entstanden Gemälde A Venetian Woman und Thomas Eakins, der den Erzbischof von Cincinnati Archbishop William Henry Elder porträtierte. Der Amerikanische Realismus des 20. Jahrhunderts ist mit einigen bedeuten Werken in der Sammlung zu finden. So gibt es von Edward Hopper die Straßenansicht Sun on Prospect Street (Gloucester, Massachusetts), von Grant Wood das Gruppenporträt Daughters of Revolution, von John Steuart Curry das Genrebild The Old Folks (Mother and Father) und von Charles Sheeler das reduzierte Interieurbild The Upstairs. Vom Afroamerikaner Horace Pippin besitzt das Museum das der naiven Malerei nahe stehende Bild Christmas Morning, Breakfast.

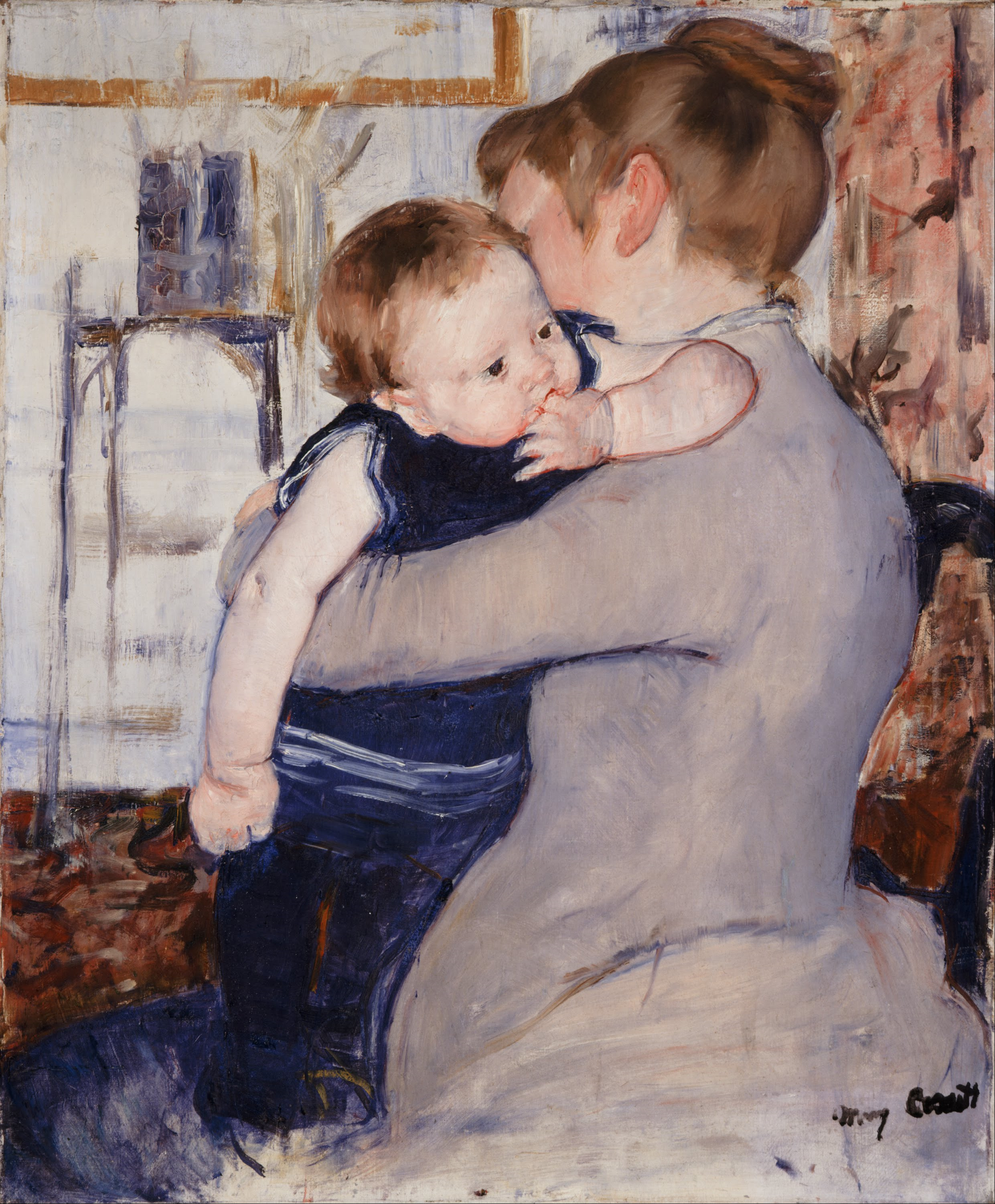
Mary Cassatt: Mother and Child 1884/1894
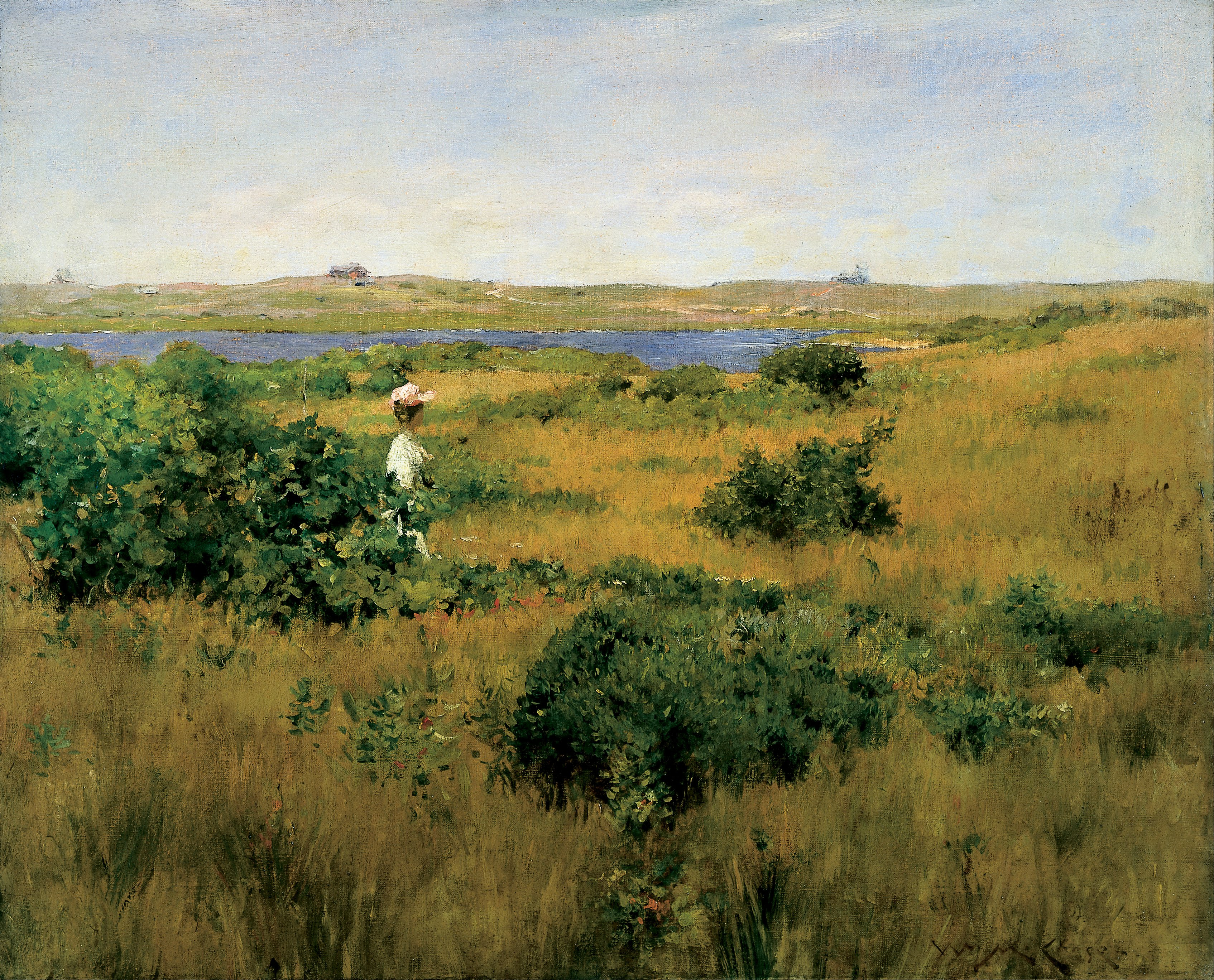
William Merritt Chase: Summer at Shinnecock Hills 1891
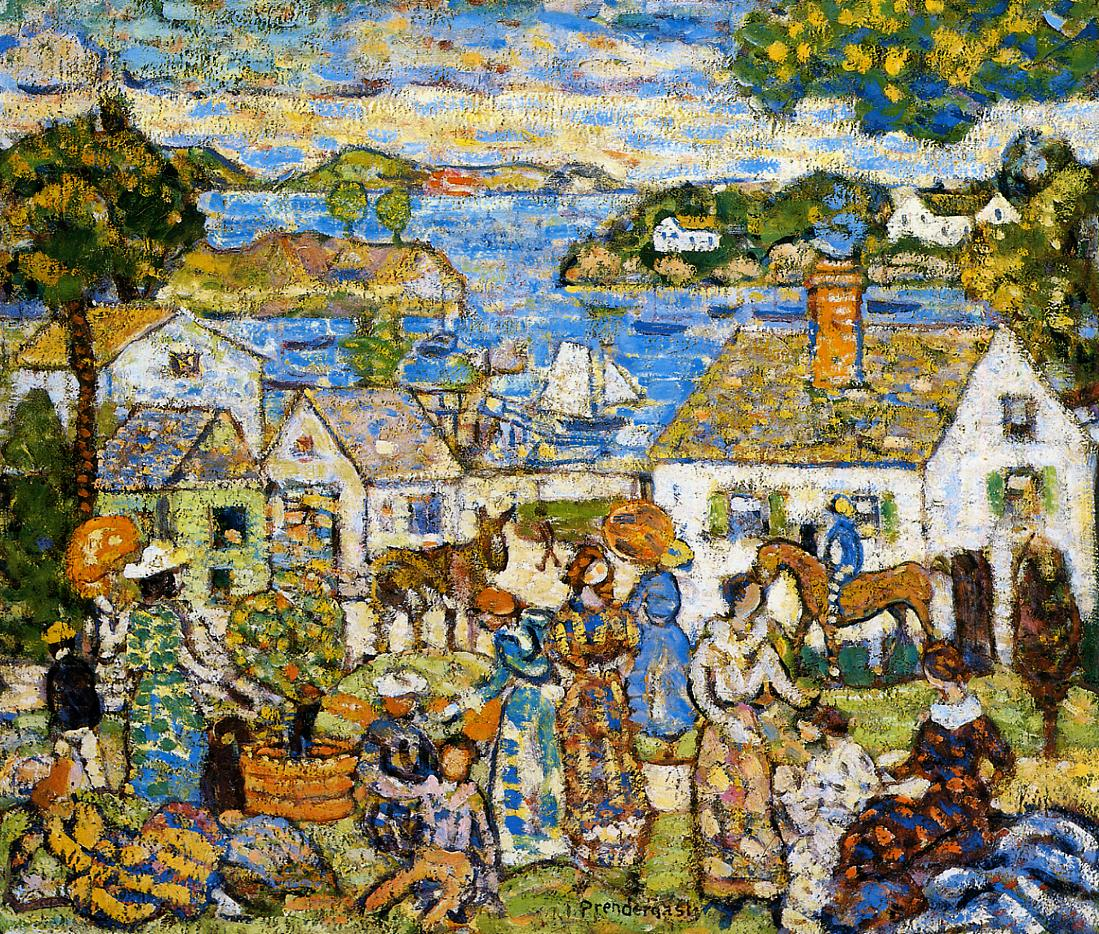
Maurice Prendergast: New England Harbor um 1919–1923
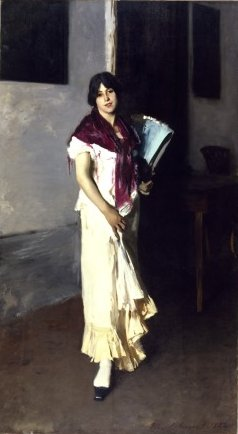
John Singer Sargent: A Venetian Woman 1882
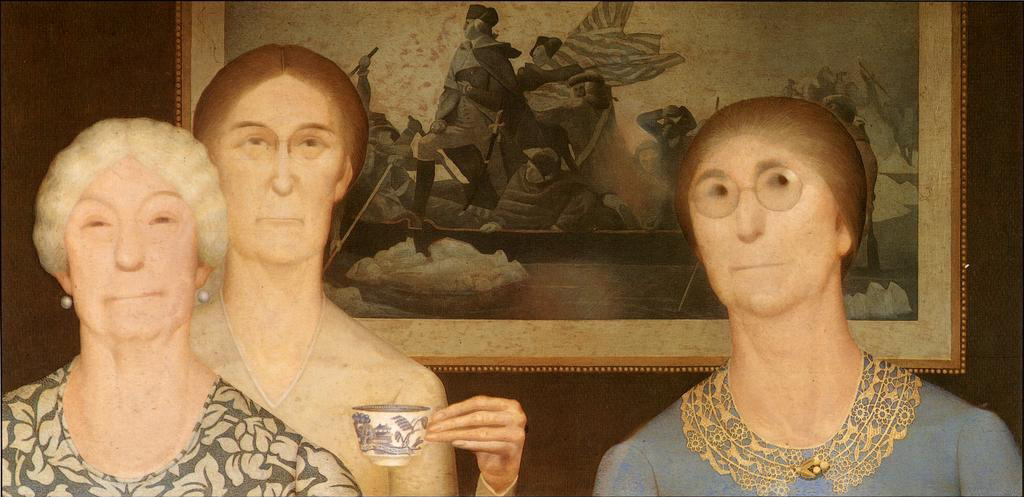
Grant Wood: Daughters of Revolution 1932

Zu den Schwerpunkten der Sammlung amerikanischer Kunst gehören Werke von Künstlern, die aus Cincinnati stammen oder hier gelebt und gewirkt haben. Einer der bekanntesten Malern der Stadt ist dabei Frank Duveneck, der als Zweijähriger nach Cincinnati kam. In der Sammlung des Museums finden sich sein bekanntes Gemälde The Whistling Boy sowie zahlreiche weitere Werke, die er dem Museum als Geschenk überließ. Hierzu gehören beispielsweise ein Selbstbildnis, Porträts wie Professor Ludwig Loefftz, John White Alexander, Francis Boott und das Bildnis der Ehefrau Elizabeth Boott Duveneck, ein Stillleben mit Wassermelone, das in Bayern entstandene Landschaftsbild Beechwoods at Polling, Bavaria, das orientalische Motiv Guard of the Harem und ein in Italien gemaltes Florentine Flower Girl. Von der Ehefrau Elizabeth Boott besitzt das Museum das Stillleben Apple Tree Branches. Zu Duvenecks Schüler gehörten die in Cincinnati geborenen Maler John Henry Twachtman und Robert Frederick Blum. Von Twachtman gibt es in der Sammlung impressionistische Landschaftsbilder wie Springtime, Snow Scene und Waterfall; von Blum besitzt das Museum die Wanddekoration Mural Study und die auf Reisen entstandenen Motive Venetian Lacemakers und The Silk Merchant, Japan.
Zu den ersten Künstler in Cincinnati gehörte Aaron Houghton Corwine, dessen Porträt Thomas Johnson Matthews auf 1820–1823 datiert ist. Von James Beard gibt es das Genrestück The Long Bill von 1840 in der Sammlung. Einer der ersten schwarzen Künstler war der zeitweilig in Cincinnati lebende Maler Robert S. Duncanson. Von seinen im Stil der Hudson River School beeinflussten Landschaftsbildern besitzt das Museum die Motive Blue Hole, Flood Waters, Little Miami River, Rising Mist und Pass at Leny. Weitere Gemälde aus der Mitte des 19. Jahrhunderts in diesem Stil sind The Mill von Worthington Whittredge und eine Reihe von Landschaftsansichten von William Louis Sonntag. Einige Jahre später, 1871, entstand das Motiv American Falls of Niagara from Goat Island von Godfrey Frankenstein. In der Tradition mythologischer Darstellung steht das Bild The Harp of Erin von Thomas Buchanan Read, indem er Irland in der Form einer weiblichen Gestalt darstellt. Weitere Beispiele der Genremalerei sind Patty-Cake von Lilly Martin Spencer, The Chimney Corner von Henry Mosler und Peasant Woman of Boršt von Elizabeth Nourse. Eine Aktdarstellung zeigt Kenyon Cox in The Approach of Love. Ein Porträt von Cox, gemalt von seinem Malerkollegen Henry L. Fry, befindet sich ebenfalls in der Sammlung. Ein Beispiel für die Bildhauerei in Cincinnati ist Hiram Powers mit seiner weibliche Aktdarstellung Eve Disconsolate.
Mit The Underground Railroad gibt es eine ländliche Winterszene von Charles T. Webber. In Kontrast dazu erscheint die orientalische Ansicht Rue de Tunis von Henriette Wachman. Ebenfalls im Ausland entstand die impressionistische Ansicht Villa Castellani, Bellosquardo, Near Florence von Louis Ritter. Eine impressionistische Malweise findet sich zudem bei Lewis Henry Meakin und seinem an der Ostküste der Vereinigten Staaten entstandenen Motiv Salt Marsh, Cape Ann. Besonders zwei in Cincinnati lebende Maler zeigen Indianermotive in ihren Werken. So gibt es in der Sammlung von Henry Farny die Motive Renegade Apaches, The Unwelcome Guests, The Last of the Herd und Hunting Camp on the Plains und Joseph Henry Sharp wählte die Themen Early Moonlight, Crow Reservation, The Harvest Dance, Apache Camp in Hondo Cañon, New Mexico und Arrow Maker.

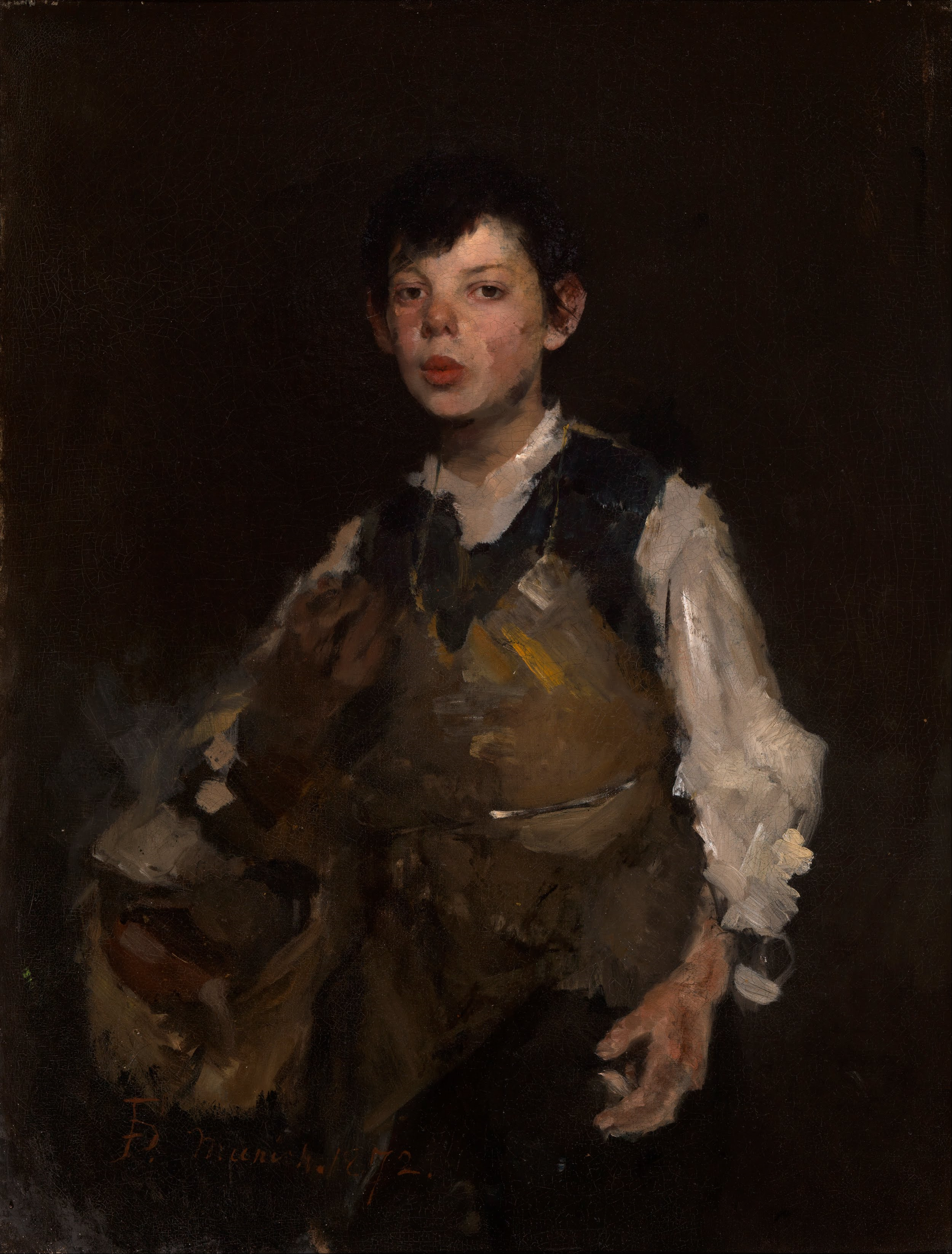
Frank Duveneck: Whistling Boy 1872
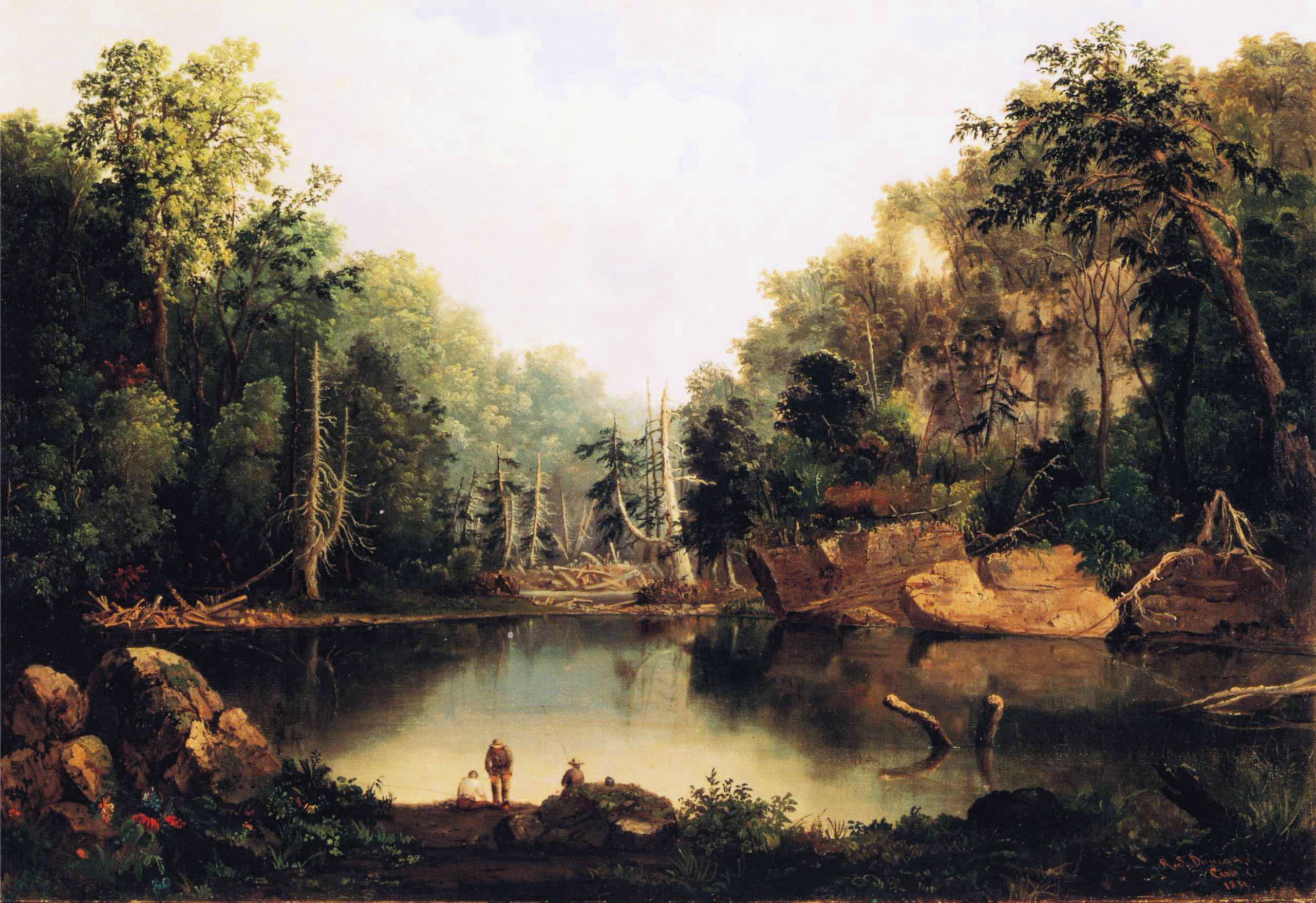
Robert Duncanson: Blue Hole, Little Miami River 1851
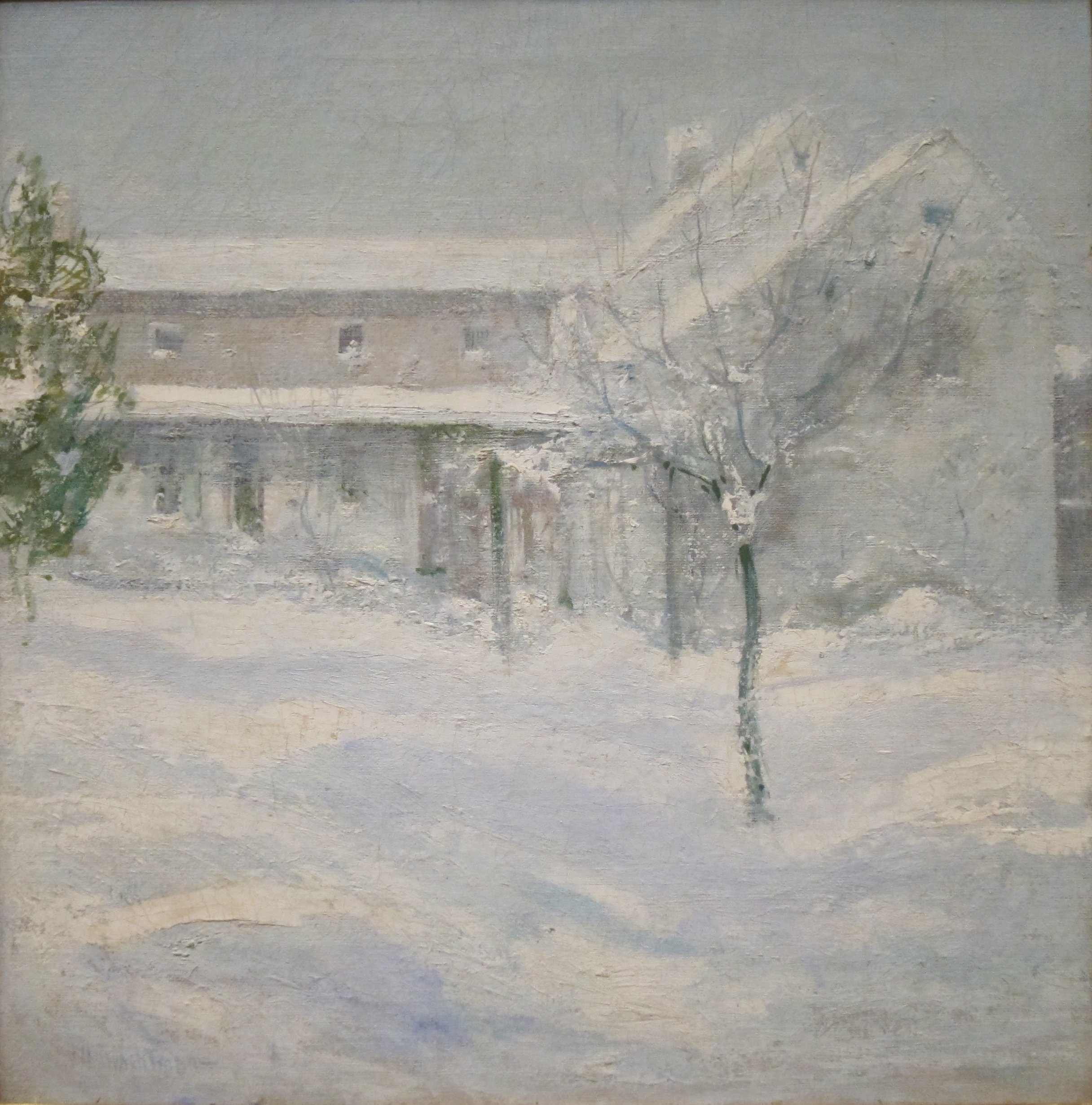
John Henry Twachtman: Old Holley House, Cos Cob 1901
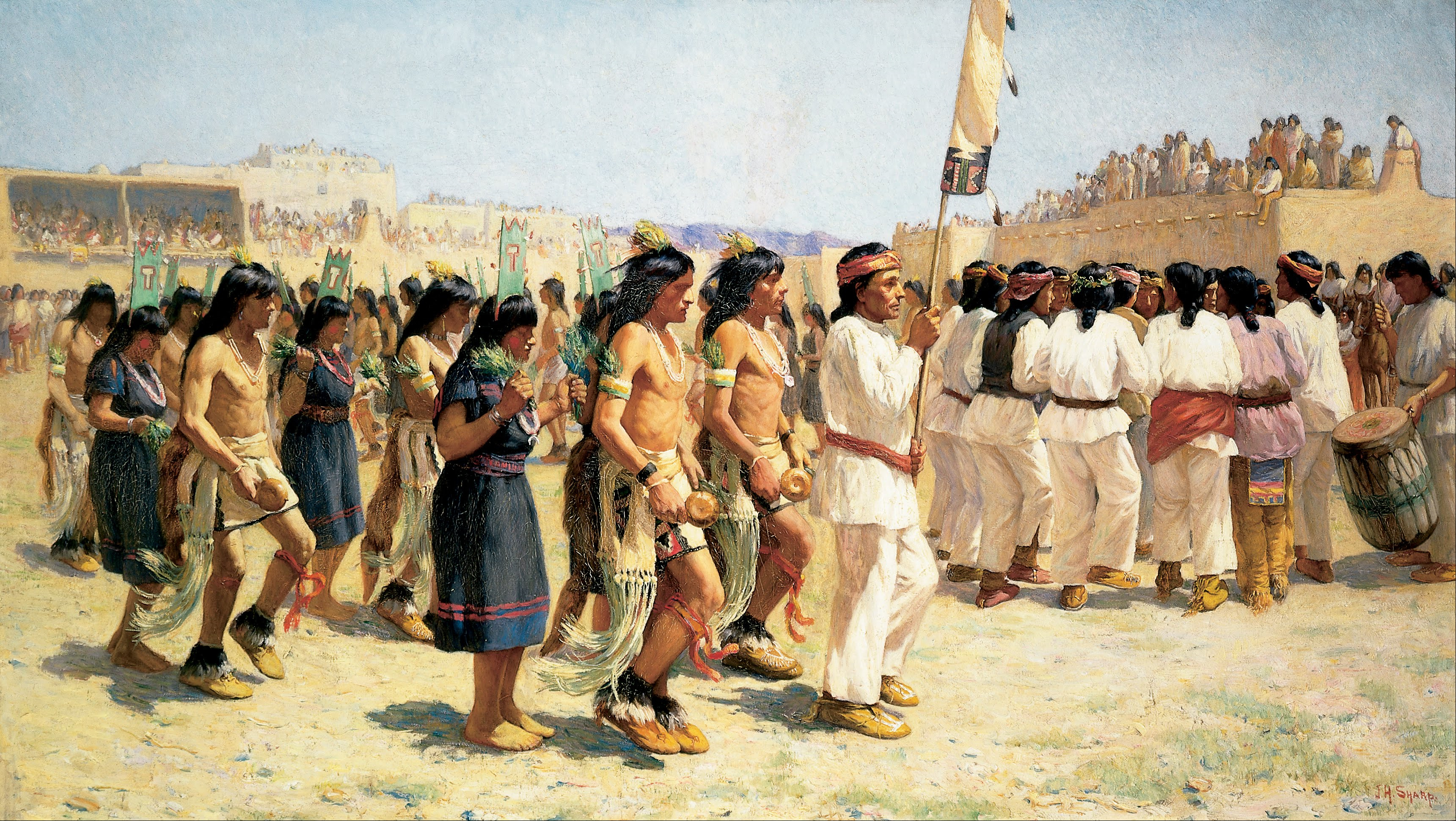
Joseph Henry Sharp: The Harvest Dance 1893–1894
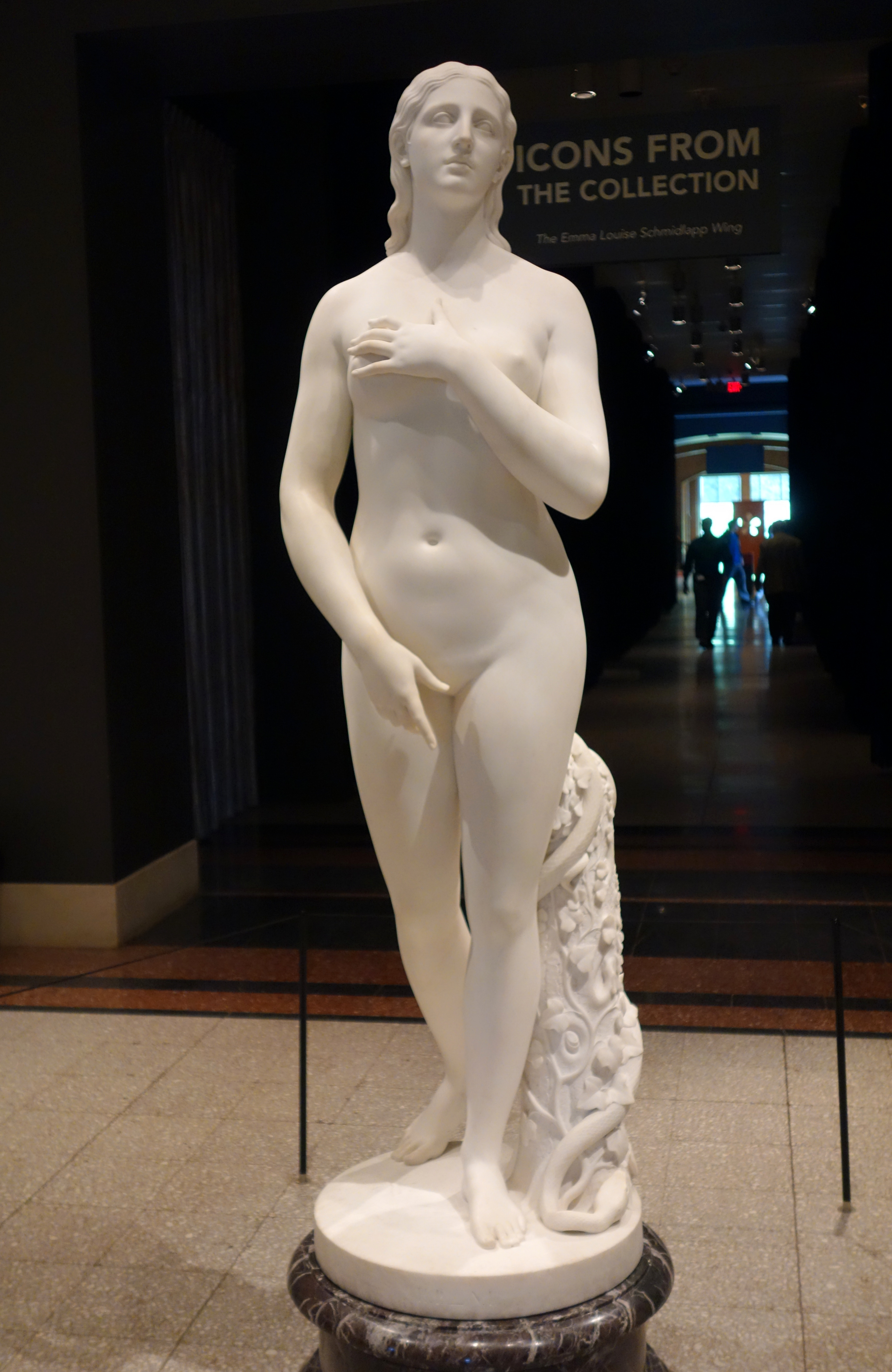
Hiram Powers: Eve Disconsolate 1858–1877

Vom Anfang des 20. Jahrhunderts stammen das Mädchenporträt First Communion von Caroline Augusta Lord, ein Stillleben mit Musikinstrumenten von Charles Alfred Meurer, die Frauendarstellung Frivolity von James Roy Hopkins und das Bildnis einer Musikerin in The Cellist von Joseph DeCamp. Hinzu kommen die spätimpressionistischen Stadtansichten The Midnight Mass, Garfield Park von Edward Timothy Hurley, 79th St. and Riverside Drive von Dixie Selden, Winter in Harbor von Charles S. Kaelin und In the Park von Frank Harmon Myers. Von Edward Henry Potthast gibt es die maritimen Motive Brother and Sister, A Day's Fishing und A Sailing Party. Bereits dem Realismus verpflichtet sind die Gemälde The Harvesters von Louis John Endres und ein Stillleben mit Äpfeln und Krügen von Bessie Hoover Wessel. Ein Beispiel für Künstler die in der zweiten Hälfte des 20. Jahrhunderts in Cincinnati tätigen waren, ist Paul Chidlaw, der sein 1980 geschaffenes Bild Boogie Woogie in abstrakter Malweise schuf.

### Zeitgenössische Kunst
Das Cincinnati Art Museum hat von Beginn an zeitgenössische Kunst gesammelt. Gegenwärtig wird in dieser Abteilung Kunst aus der Zeit nach dem Zweiten Weltkrieg zusammengefasst. Hierzu gehört Malerei von Richard Diebenkorn, Frank Stella, Ellsworth Kelly, Andy Warhol, Anselm Kiefer, Gerhard Richter, Tom Wesselmann, Francesco Clemente, Mark Rothko, Alex Katz, Jim Dine und Franz Kline. Weiterhin gibt es Skulpturen von Mark di Suvero, Jenny Holzer, Mark Bradford, Donald Judd und Robert Rauschenberg, Fotokunst von Cindy Sherman und eine Videoskulptur von Nam June Paik.

### Fotografie

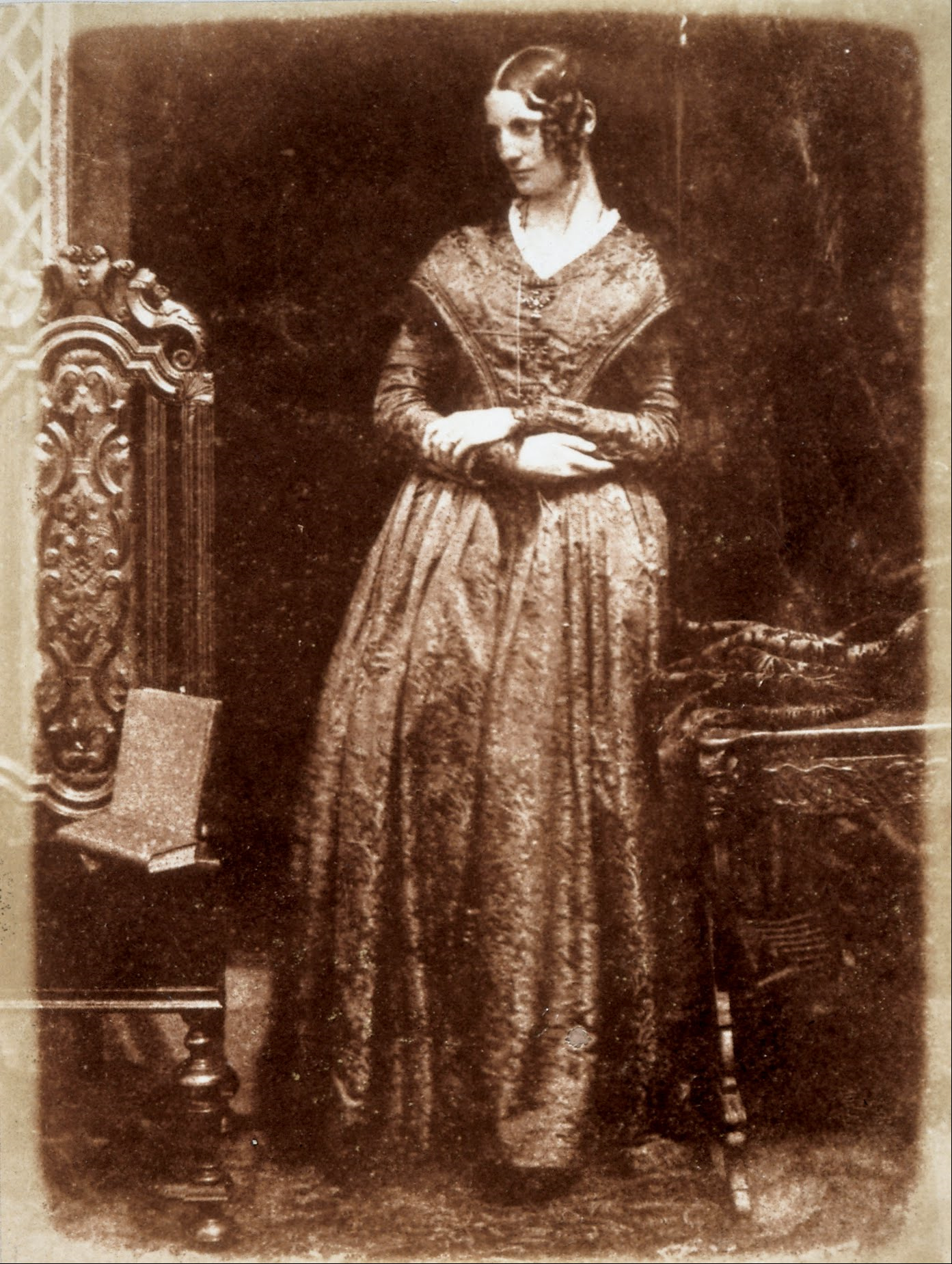
David Octavius Hill: Mrs. Bell of Madras, Fotografie von 1839/1849

Die Abteilung für Fotografie im Cincinnati Art Museum reicht von historischen Aufnahmen aus dem 19. Jahrhundert bis zu Arbeiten von zeitgenössischen Fotografen. So finden sich Aufnahmen der Fotopioniere David Octavius Hill und William Henry Fox Talbot ebenso in der Sammlung wie frühe Fotografien mit Reiseansichten, beispielsweise aus Japan. Aus dem 20. Jahrhundert sind zahlreiche bekannte Namen in der Sammlung vertreten, darunter Gordon Parks, Berenice Abbott, Walker Evans, Aaron Siskind und Harry Callahan. Hinzu kommen Werke von zeitgenössischen Fotografen wie Hiroshi Sugimoto, William Eggleston und Andreas Gursky.

### Kunsthandwerk und Design, Mode und Textilien
Die Abteilung für Kunsthandwerk und Design umfasst rund 7000 Objekte und geht zurück auf erste Erwerbungen im Gründungsjahr des Museums 1881. Zur Sammlung gehören Möbel, Glas, Porzellan und Metallarbeiten aus der Zeit vom 17. Jahrhundert bis zur Gegenwart. Zu den Besonderheiten gehören mehrere so genannte Period Rooms, in denen Wanddekorationen zusammen mit Möbel und anderen Einrichtungsgegenständen gezeigt werden. So gibt es aus Frankreich ein Arbeitszimmer mit Holzvertäfelung aus der Regierungszeit von König Heinrich IV., ein Salon mit Wandmalerei im Stil des Louis-quinze und ein mit Eichenholz verkleideter Raum im Stil des Louis-seize. Ein weiterer Raum zeigt eine aus England stammende Holzverkleidung aus dem 18. Jahrhundert. Keramikarbeiten und Porzellane finden sich in der Sammlung aus Asien, Europa und den Vereinigten Staaten. So gibt es italienische Majolika-Teller, Delfter Fayencen, Porzellane der Manufakturen Meißen, Sèvres, Royal Copenhagen, Royal Worcester, Bow und Crown Derby. Darüber hinaus gibt es Glasobjekte von Lalique und Louis Comfort Tiffany, Metallarbeiten beispielsweise von Fabergé und englische Silberarbeiten. Weiterhin finden sich Möbel aus amerikanischer Produktion, die teilweise von Unternehmen aus Cincinnati stammen.

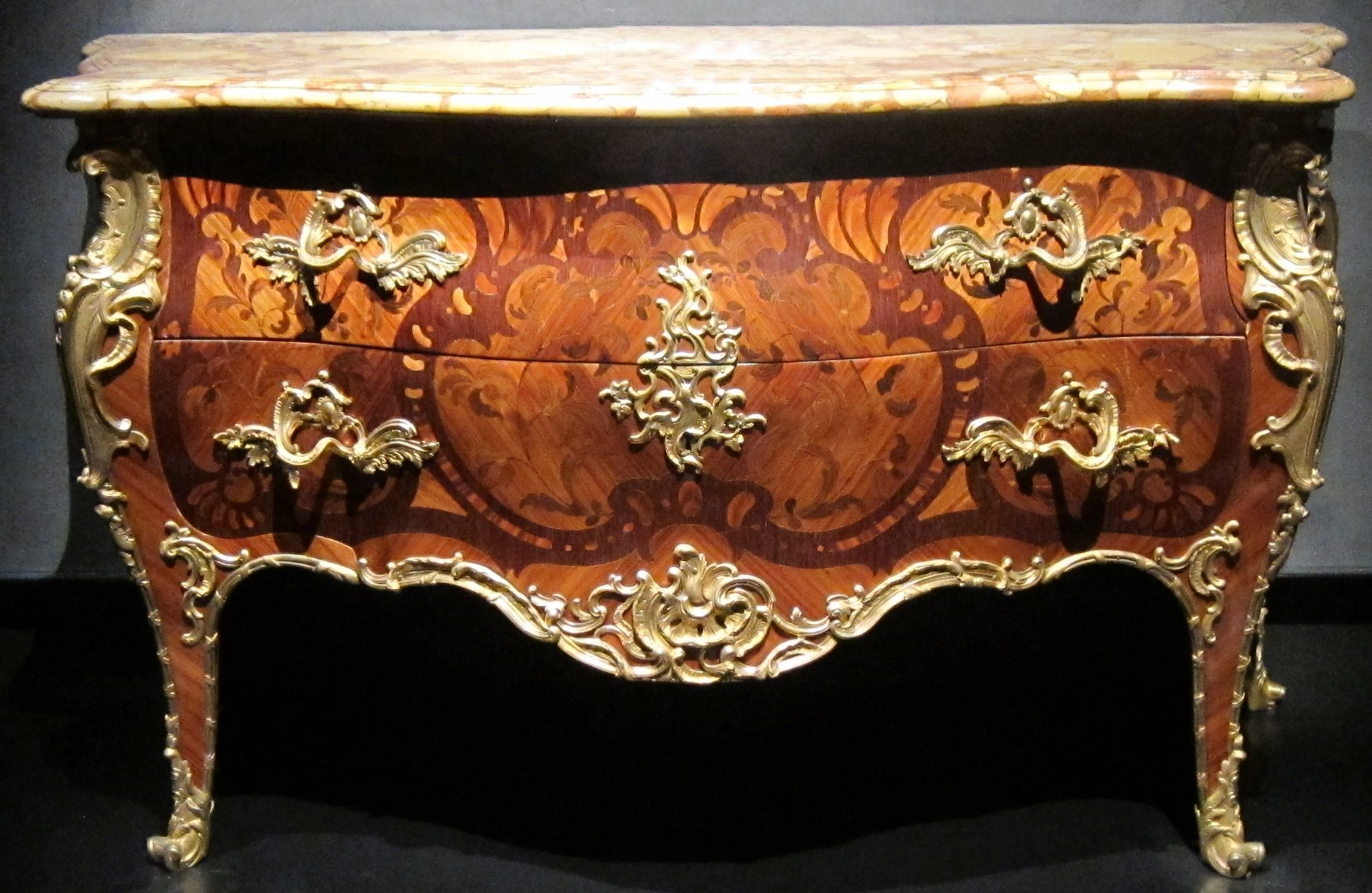
Kommode von Jean-Pierre Latz, Frankreich um 1745
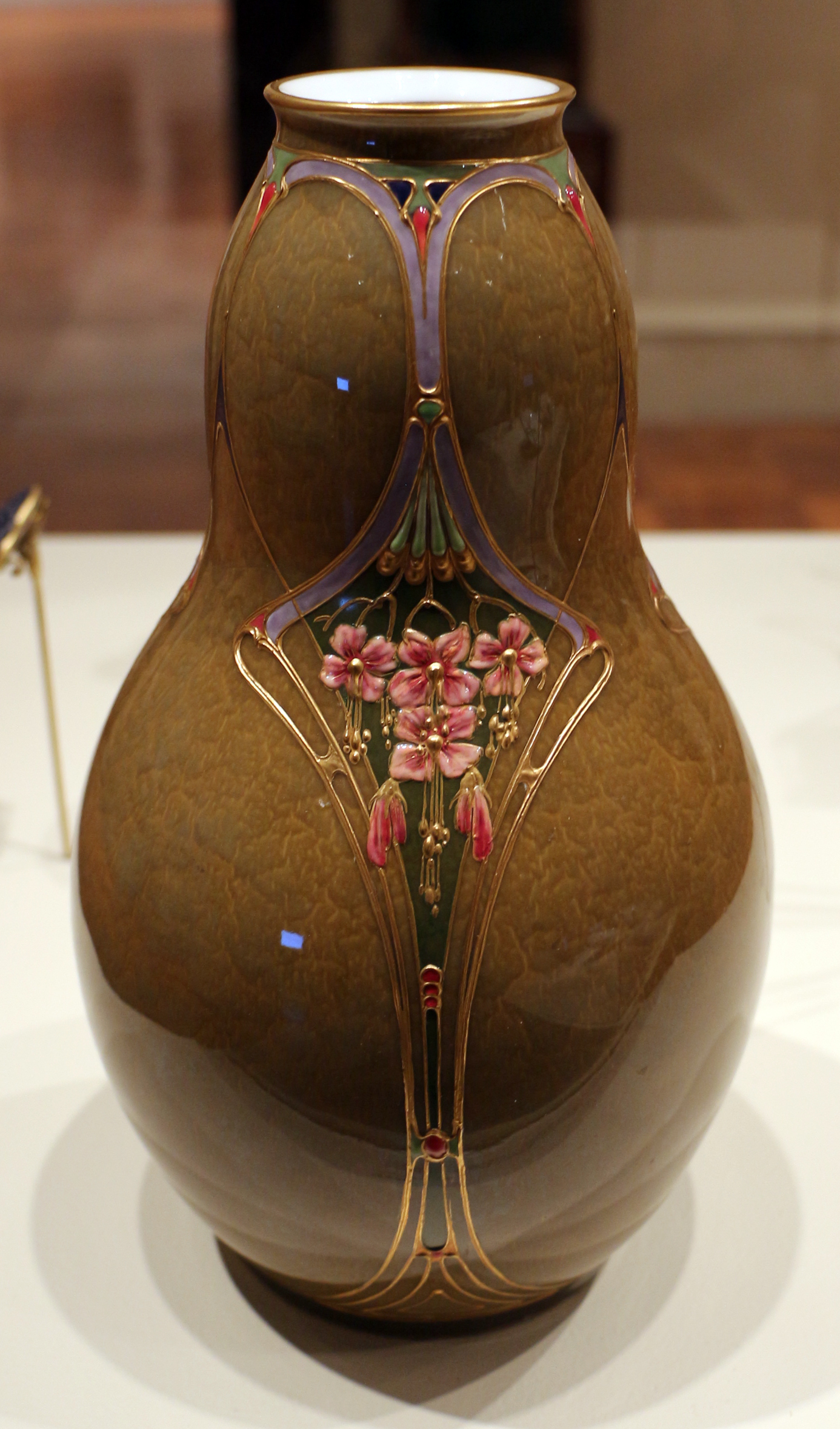
Vase der Königlichen Porzellanmanufaktur Berlin, 1890–1900
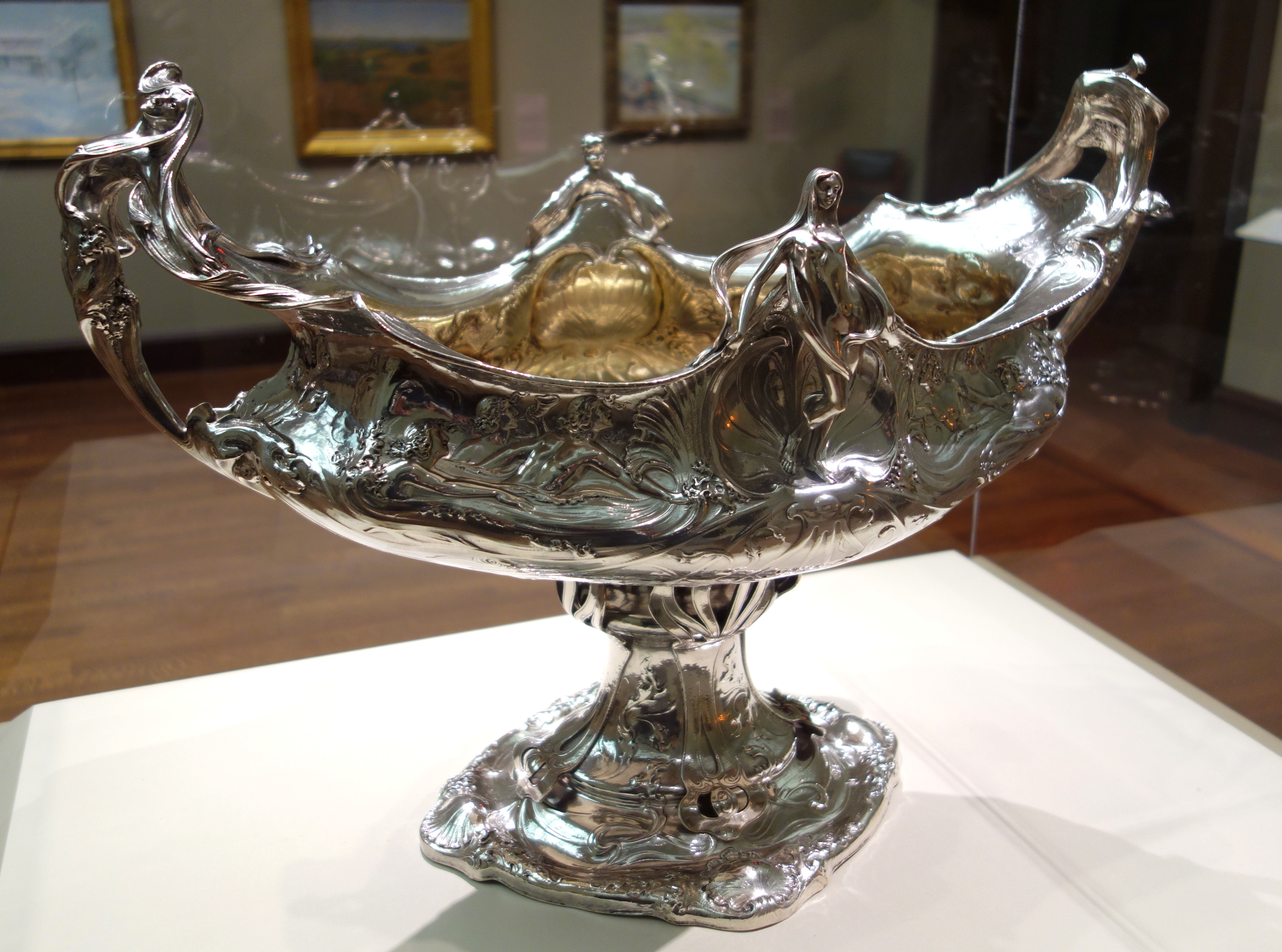
Silberner Tafelaufsatz, Gorham Manufacturing Company, Amerikanisch von 1903
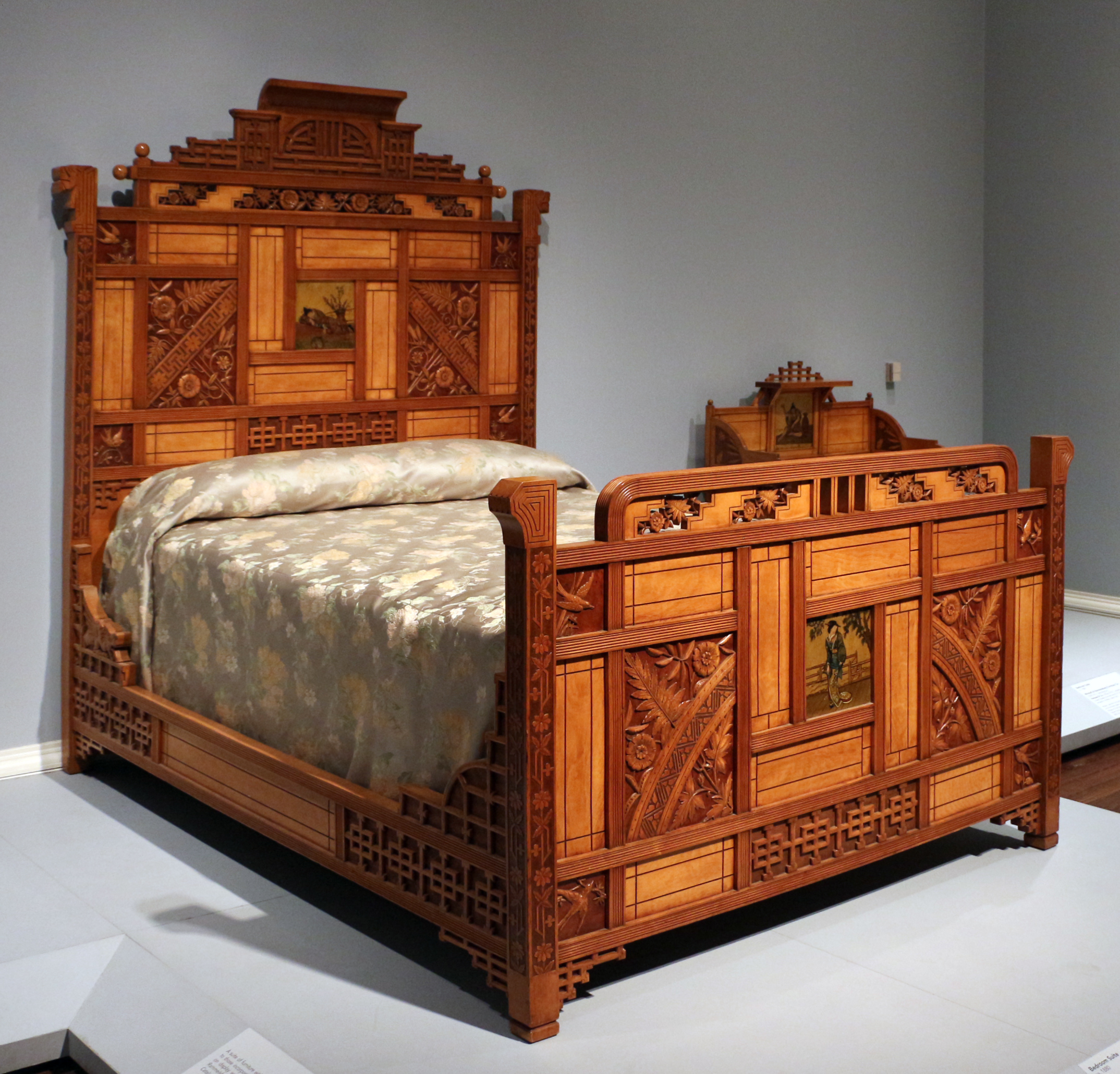
Bett der Möbeltischlerei Mitchell & Rammelsberg, Cincinnati um 1880
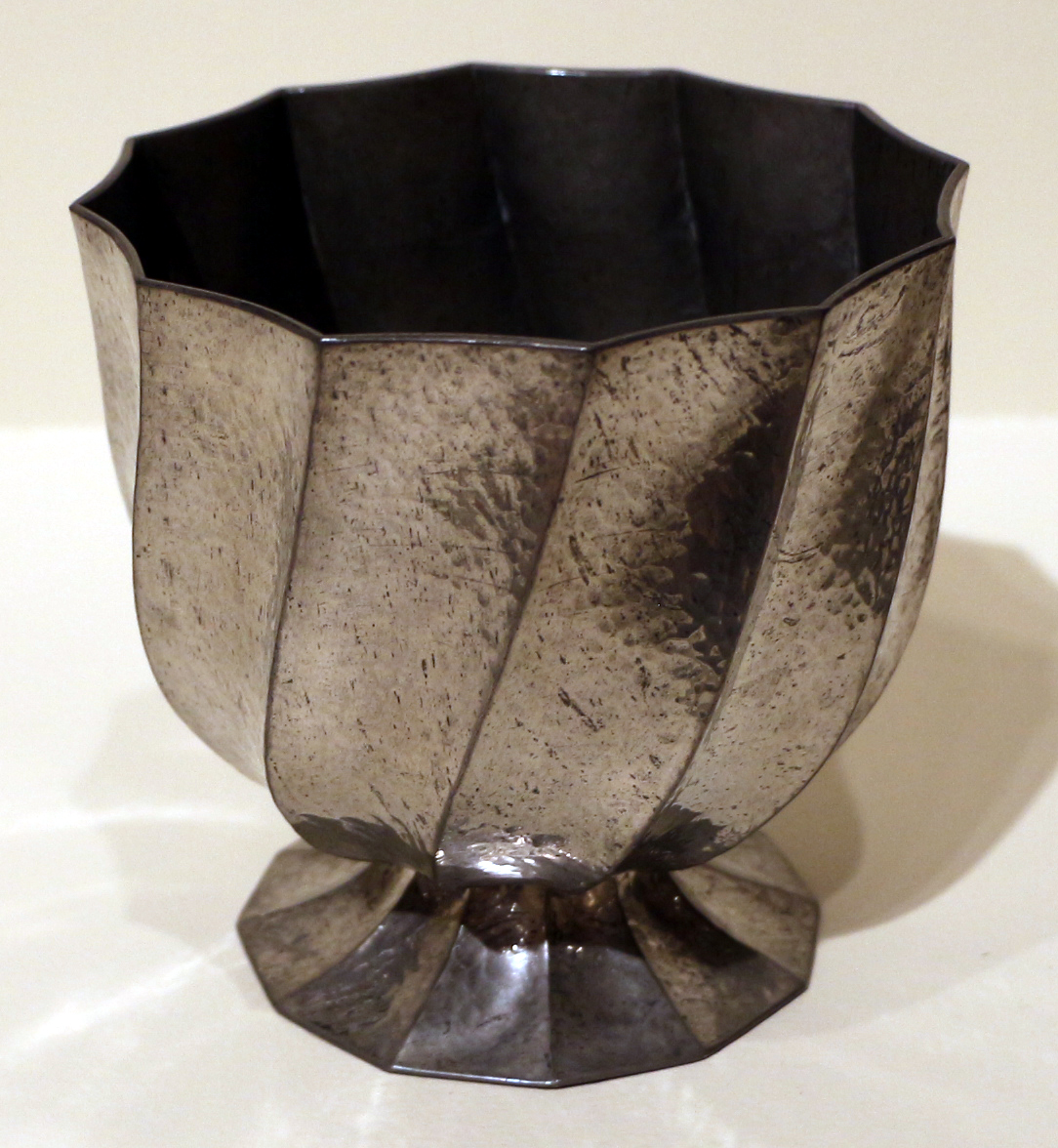
Metallgefäß von Josef Hoffmann, Wiener Werkstätten um 1925

Der Museumsbereich Mode und Textilien umfasst rund 15.000 Objekte aus der Zeit vom 15. Jahrhundert bis zur Gegenwart. Zur Sammlung gehören unterschiedlichste Exponate wie kirchliche Gewänder, traditionelle Kleidung aus verschiedenen Kontinenten oder industriell gefertigten Stoffe des Möbelherstellers Herman Miller. Ein großer Teil der Sammlung widmet sich der westlichen Kleidung für Frauen, Männer und Kinder seit dem 18. Jahrhundert, wozu auch Schuhe und Accessoires gehören. Besonders umfangreich ist die Kollektion von Damenkleidern, die vom englischen Seidenkleid aus dem Barock über Entwürfe der Pariser Modehäuser im 19. Jahrhundert bis zur Mode der Gegenwart reicht.
Zu den frühen Modedesigner und Modehäuser mit Kleidungsstücken im Museum gehören Charles Frederick Worth, Madeleine Vionnet, Mariano Fortuny und Coco Chanel. Aus dem 20. Jahrhundert findet sich darüber hinaus Kleidung von europäischen Modedesignern wie den Franzosen Hubert de Givenchy, Jacques Fath, Christian Dior und Pierre Cardin, dem Deutschen Karl Lagerfeld, den Spaniern Paco Rabanne und Cristóbal Balenciaga, aus Italien Valentino Garavani, Gianni Versace und Emilio Pucci, aus den Niederlanden Claudy Jongstra, aus Belgien Martin Margiela, aus Irland Sybil Connolly und aus dem Vereinigten Königreich Charles James und Vivienne Westwood. Zudem gibt es Mode aus Japan von renommierten Marken wie Hanae Mori, Issey Miyake, Yoshiki Hishinuma, Rei Kawakubo und Comme des Garçons. Ein Großteil der Kleidersammlung stammt darüber hinaus von amerikanischen Modedisgnern wie Geoffrey Beene, Bill Blass, Teal Traina, Maurice Rentner, Carolina Herrera, Donald Brooks, Bonnie Cashin, Michael Kors, Elizabeth Hawes, Roy Halston Frowick, Molly Parnis, James Galanos, Rudi Gernreich und Tina Leser sowie aus Kanada von Arnold Scaasi.

### Musikinstrumente
Seit 1888 sammelt das Cincinnati Art Museum Musikinstrumente und weist inzwischen eine Kollektion von mehr als 800 Objekten auf. Neben Musikinstrumenten, die in der europäisch geprägten klassischen Musik von Bedeutung sind, zeigt das Museum in großem Umfang traditionelle Musikinstrumente von Kulturen auf verschiedenen Kontinenten. So reicht die Spannweite der Exponate von indischen Saiteninstrumenten zu japanischen Trommeln, oder von indianischen Pfeifen bis zu einer Bratsche des italienischen Geigenbauers Antonio Amati.